# Bruxelles
Pour l’article ayant un titre homophone, voir Brucelles.
Pour les articles homonymes, voir Bruxelles (homonymie).
Cet article concerne l'agglomération de Bruxelles qui s'étend au-delà des limites administratives de la Région de Bruxelles-Capitale. Pour la commune de Bruxelles, voir Ville de Bruxelles.

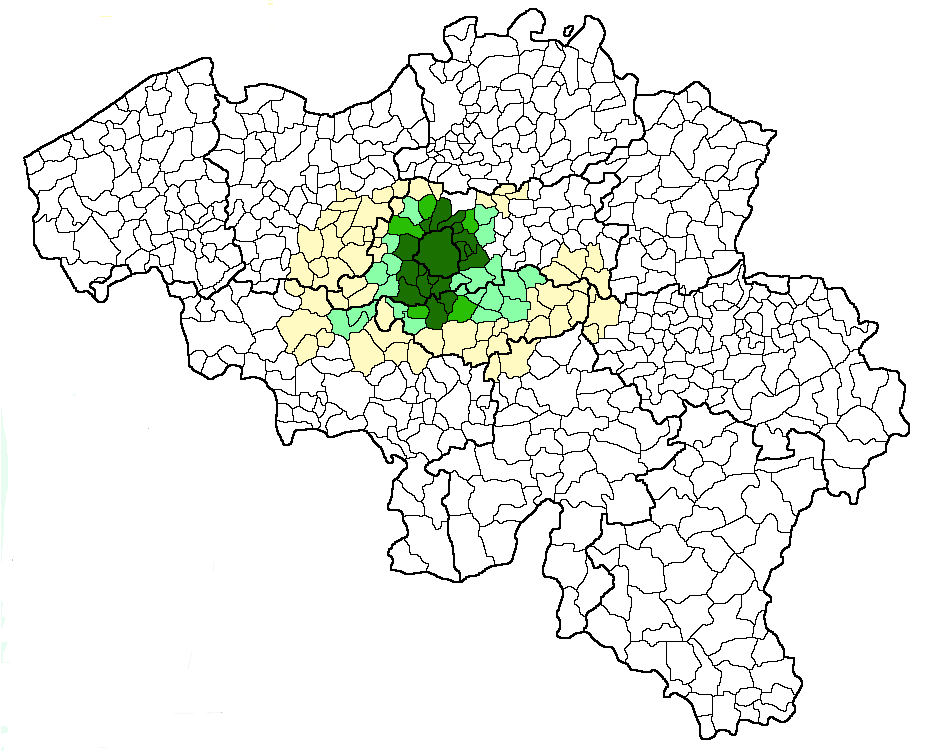
L'arrière-pays bruxellois.
Agglomération de Bruxelles : commune avec >50 % de la population vivant dans la zone résidentielle centrale.
Agglomération de Bruxelles : commune avec <50 % de la population vivant dans la zone résidentielle centrale.
Banlieue
Zone résidentielle des migrants alternants : flux de navetteurs importants vers la région urbaine (agglomération et banlieue)

Bruxelles[réf. nécessaire] ([bʁysɛl],  ; en néerlandais : Brussel, [ˈbrʏsəl]  ; en allemand : Brüssel [ˈbʁʏsəl] ), aussi appelé aire urbaine de Bruxelles ou Grand Bruxelles ou aire métropolitaine de Bruxelles, est une agglomération de Belgique. Celle-ci s'étend au-delà des limites administratives de la Région de Bruxelles-Capitale pour englober des parties du Brabant flamand et du Brabant wallon. En son centre se trouve la commune de Bruxelles proprement dite, dont le nom utilisé par la constitution belge est ville de Bruxelles.
La plupart des institutions de l'Union européenne (UE), ainsi que de nombreuses organisations internationales, dont l'OTAN, ont leur siège en Région de Bruxelles-Capitale. Par métonymie, on dit ainsi souvent « Bruxelles » pour désigner les institutions européennes et plus spécifiquement la Commission européenne.
L'initiative de la Brussels Metropolitan ou zone métropolitaine de Bruxelles, lancée en 2008, vise à mieux coordonner la ville et son arrière-pays pour valoriser le Grand Bruxelles en tant que métropole économique attrayante au cœur de l'Europe, lui donner plus de poids sur le plan mondial et y stimuler la croissance et la création d'emplois. Cette plateforme de coopération implique la participation de quatre organisations patronales : la FEB, BECI, le Voka et l'UWE.
Au 1er juin 2024, la communauté métropolitaine de Bruxelles, qui devait être la contrepartie offerte aux Bruxellois dans le cadre de la sixième réforme de l'État, est toujours lettre morte et rien n'indique qu'elle existera réellement un jour[réf. nécessaire].

## Toponymie

### Prononciation
Son nom se prononce [bʁysɛl]  (le « x » se prononce [s] (« ss »), comme dans soixante). En effet, si le x graphique notait bien à l'origine le groupe /ks/ (voir formes anciennes ci-dessous) et ce, jusqu'au XIIe siècle, par la suite le [k] s'est amuï et assimilé au [s] suivant, d'où le ss dans la forme néerlandaise, alors que dans la forme française plus conservatrice, le x graphique s'est maintenu. La prononciation [ks] du français ne date que du XVIIIe siècle, sans que cette modification n'affecte l'usage bruxellois traditionnel. Il existe d'autres exemples dans lesquels x note [s], tels que soixante ou Auxerre (prononcé Ausserre [oˈsɛʁ]  en Bourgogne-Franche-Comté), bien que les causes en soient différentes. En France, on entend souvent la prononciation [bʁyksɛl]  ou [bʁyksɛlwa], ce qui est plutôt rare en Belgique et considéré par le dictionnaire Larousse comme « impropre ».

### Attestations anciennes

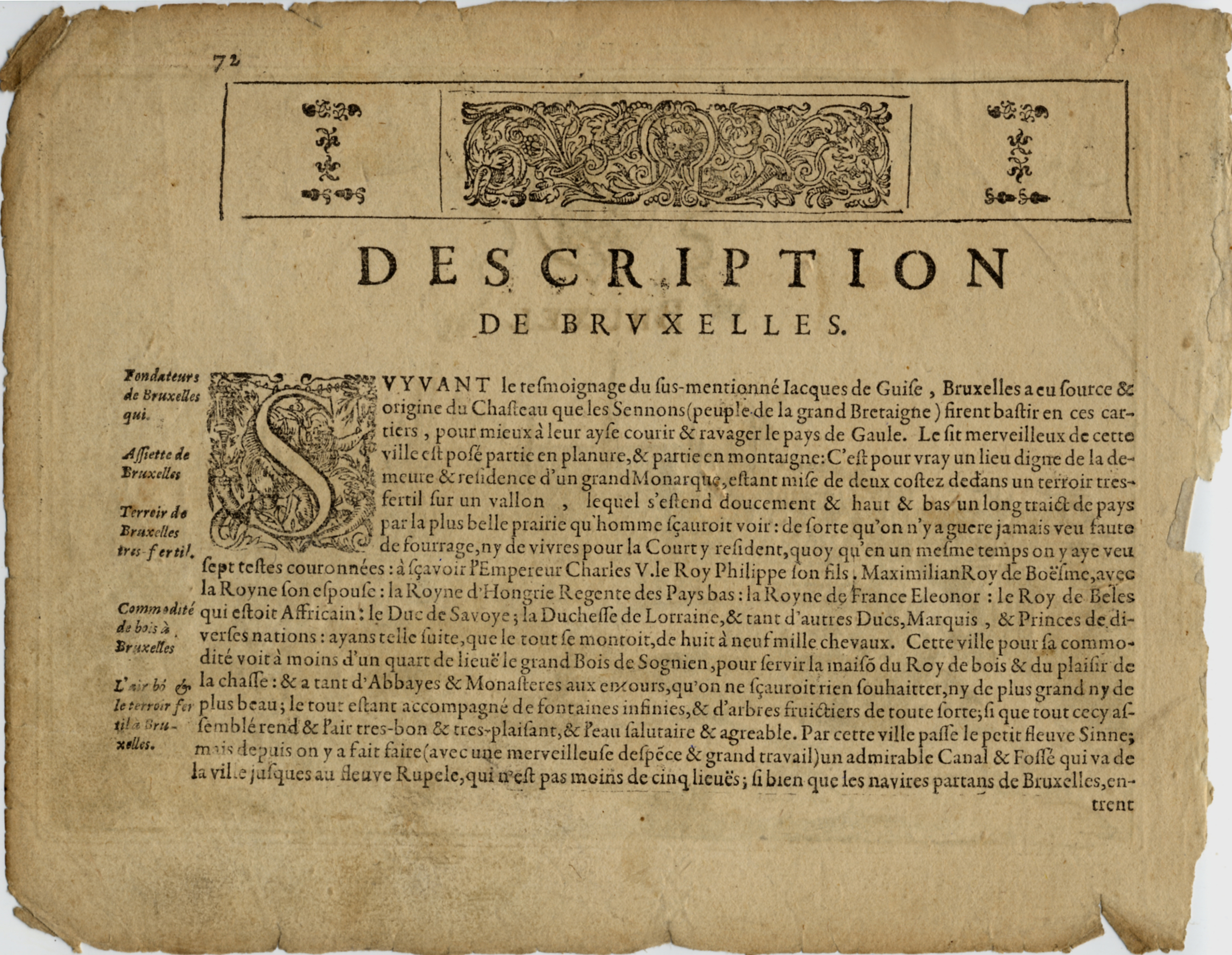
Description de Bruxelles dans un ouvrage paru vers 1610.

Il existe 79 attestations connues du nom de la localité, sous diverses formes, jusqu'en 1219, dont : Bruocsella en 966 (copie du XVe siècle, Maastricht) ; Bruocesll[a] au XIe siècle, Brucselle (génitif) en 1047 ; Brvsela en 1062 ; Brosele en 1088 ; Brucsellam (accusatif) en 1095, Brucsella en 1117 / 1129 / 1130 ; Bruxellę (génitif) en 1125 ; Brussella vers 1125, en 1146 / 1179 / 1183 / 1194 / 1195 / 1198 / 1216 ; Brucselle (gén.) en 1134 / 1138 / 1156 ; Brucsella en 1175 et 1208 ; Brusellia en 1213 ; Bruxelle en 1219.

### Étymologie
Les toponymistes attribuent tous une origine germanique au nom de Bruxelles, cependant des divergences s'expriment sur la nature exacte des éléments germaniques de base. Maurits Gysseling considère que l'élément Brus- (Bruc-) représente le germanique brōka- « marais ». Le second élément -sel (-selles) est l'appellatif germanique sali- « habitation d'une seule pièce » (cf. français salle, de même origine). Le x résulte d'une francisation de la graphie pour noter ks à l'origine, elle apparaît pour la première fois au XIIe siècle. Jean-Jacques Jespers s'appuie sur les travaux d'Auguste Vincent et d'Albert Carnoy pour estimer que Bruxelles est issu du moyen néerlandais Bruksele, formé à partir du germanique *sali « habitation d'une seule pièce » (devenu sale, sael en moyen néerlandais et sæl, sele en vieil anglais) et de broek « marais », Marianne Mulon évoque plutôt le moyen néerlandais sēle et broec. Geert van Istendael pense que le toponyme initial a été formé plus précisément dans la langue thioise, ou ancien néerlandais, c'est-à-dire d'un type initial Broeksel ou Broekzele signifiant en ancien néerlandais « habitation, château » (sel / zele) « des marais » (broek). Le germanique *sali- s'est perpétué sous la forme d'un appellatif toponymique commun dans les Flandres -zeele (Hauts-de-France : Herzeele ; Hersele 1195), -zele (Flandre orientale : Herzele) ou -selle(s) (Hauts-de-France : Audresselles francisation du flamand Oderzele).
Bruxelles a la même origine que les noms de la commune française de Broxeele (Hauts-de-France, Brocsela en 1072) appelée en flamand Broksele et de la ville allemande de Bruchsal (Bade-Wurtemberg, Bruhosella inter paludes en 976, cacographie probable pour *Bruohsella ; inter paludes signifie « dans les marais », puis Bruohsele, Bruohsela, Brochsale, Broxole, etc.). La plupart des spécialistes s'accordent donc pour voir dans Bruxelles « une habitation des marais » ou « un château des marais », sens conforté par la topographie. En effet, jusqu'au voûtement de la Senne en 1871, Bruxelles était marécageuse et sujette à des inondations périodiques accompagnées d'épidémies de choléra.
Les autres hypothèses sur l'étymologie de Bruxelles sont trop anciennes ou mal étayées et n'ont pas été formulées par des toponymistes. Selon le sociolinguiste Michel de Coster, le nom de Bruxelles serait composé d'une part, du mot celte bruoc ou bruco signifiant un endroit broussailleux et marécageux, et, d'autre part, du terme latin cella signifiant « temple », l'existence d'un temple romain et de sanctuaires chrétiens étant attestée sur le site de la cathédrale Saints-Michel-et-Gudule. Cependant, si celtique il y a, il ne peut s'agir que de gaulois, langue mal connue ou de belge, langue encore moins bien attestée et confondue par la plupart des spécialistes avec le gaulois. Cette hypothèse repose uniquement sur l'archéologie, car il n'existe aucun mot gaulois, et plus généralement celtique *bruoc ou *bruco (non attestés), mais un mot gaulois tardif ou gallo-romain *brūca « bruyère », mot issu du gaulois *uroica, le français bruyère représentant d'ailleurs le dérivé *brūcāria > bruyère. Il ne se confond pas avec le gaulois *bracu « lieu humide » qui a donné l'ancien français bray « lieu humide, boueux » et le français brai « boue ». Quant à son association avec le mot latin cella, c'est tout autant conjecturel. Certes, si l'élément -sele (avec un seul l) n'apparaît qu'à deux reprises avant le XIIIe siècle, en revanche aucune forme ancienne ne fait état de -cella ou -celle, contrairement aux nombreux la Selle qui comportent tous des attestations du type Cella avec un c. Quant à l'élément -selles ou -celle(s) des toponymes comme Maisoncelles ou Maisoncelle, il représente en réalité le suffixe bas latin -icella. En fin de compte, si l'élément -selle de Brucselle possède deux l dans les attestations anciennes, c'est qu'il a été romanisé (comme Audresselles).
Pour des historiens anciens comme Henschenius ou Erycius Puteanus, ce mot pourrait, tout comme Bruges, être d'origine scandinave et désigner un petit pont ou un embarcadère (Brygsele), établi par les Vikings, ce qui expliquerait que la plus vieille monnaie sortie de l'atelier monétaire bruxellois (Xe siècle) ait comme « blason » un pont. Cependant, on voit mal comment le scandinave bryggja « pont » aurait pu évoluer phonétiquement en Bruoc- attesté à la même époque, alors que Bruoc- reflète parfaitement la diphtongaison de brōk- cité par Maurits Gysseling et qui ne s'est que plus tardivement monophtonguée en Bruc-. Quant à -sele> -sel (-selle), il ne peut pas s'expliquer par l'ancien scandinave puisque cette langue ne connaît que salr (accusatif sal), forme non fléchie du germanique *sali-, la forme fléchie seli> sele étant typique du germanique occidental. En outre, il n'y a pas de toponyme scandinave formellement identifié à l'intérieur des terres en Belgique. Les Scandinaves se sont contentés du littoral et ont adapté pour leur usage personnel, les noms des comptoirs avec lesquels ils commerçaient ou encore ceux où ils s'étaient établis plus durablement, mais cela ne signifie nullement que l'étymologie est scandinave, comme en témoignent de nombreux toponymes en Irlande, en Grande-Bretagne et même en France, ainsi par exemple, les Vikings appelaient Dublin, Dyflinn, alors que l'étymologie est clairement gaélique de même qu'il nommait Rouen, Ruða ou Ruðuborg, adaptation de la forme médiévale Rothom, toponyme d'origine gallo-romane. Étant donné la proximité linguistique entre l'ancien néerlandais et l'ancien scandinave, les rapprochements analogiques ont davantage été favorisés.

## Histoire

### Fondation

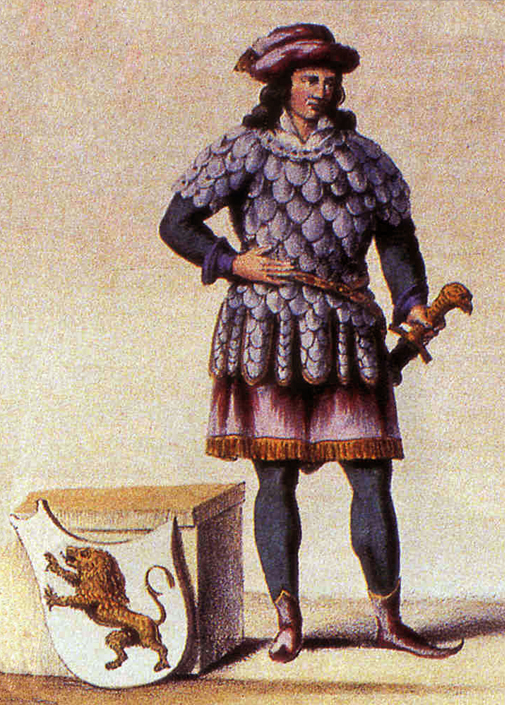
Charles de Basse-Lotharingie, fondateur légendaire de ce qui allait devenir Bruxelles, vers 979.

Bruxelles, dont l'histoire mouvementée participe à celle de l'Europe occidentale, a fêté son millénaire officiel en 1979. On relève cependant des vestiges et toponymes relatifs à la civilisation des mégalithes, dolmens et pierres levées (Plattesteen, place du Tomberg). Des vestiges de villas romaines sont mis au jour dans des communes bruxelloises jouxtant le centre de la ville (Anderlecht, Jette et Saint-Josse-ten-Noode), ainsi qu'une voie romaine. D'autres vestiges romains sont découverts à proximité du centre-ville durant l'été 2015, sur le site dit de Tour et Taxis, le long d'un ancien lit de la rivière Senne, sous la forme de quais révélant une activité portuaire (céramiques, tuiles).
La première mention de la ville apparaît au VIIe siècle : une chronique révèle qu'en 695, Vindicien d'Arras, évêque de Cambrai, est mort de fièvre à Brosella. Par déduction, il devait y avoir là un établissement humain suffisamment développé et sécurisé pour y accueillir un dignitaire ecclésiastique. Cette thèse n'est pas contradictoire avec celle de l'existence d'un lieu d'échanges, comme pouvait l'être un pont sur la Senne, et aussi avec l'existence de l'île Saint-Géry sur laquelle pouvait se trouver un lieu protégé, comme un enclos fortifié. En 979, Charles de Basse-Lotharingie vint installer le siège de son duché dans cette île de la Senne. Cela a servi de référence pour la date de naissance de Bruxelles, même si la construction du castrum et la présence de Charles de France à Bruxelles est mise en doute par de nombreux historiens universitaires[source insuffisante].

### Moyen Âge

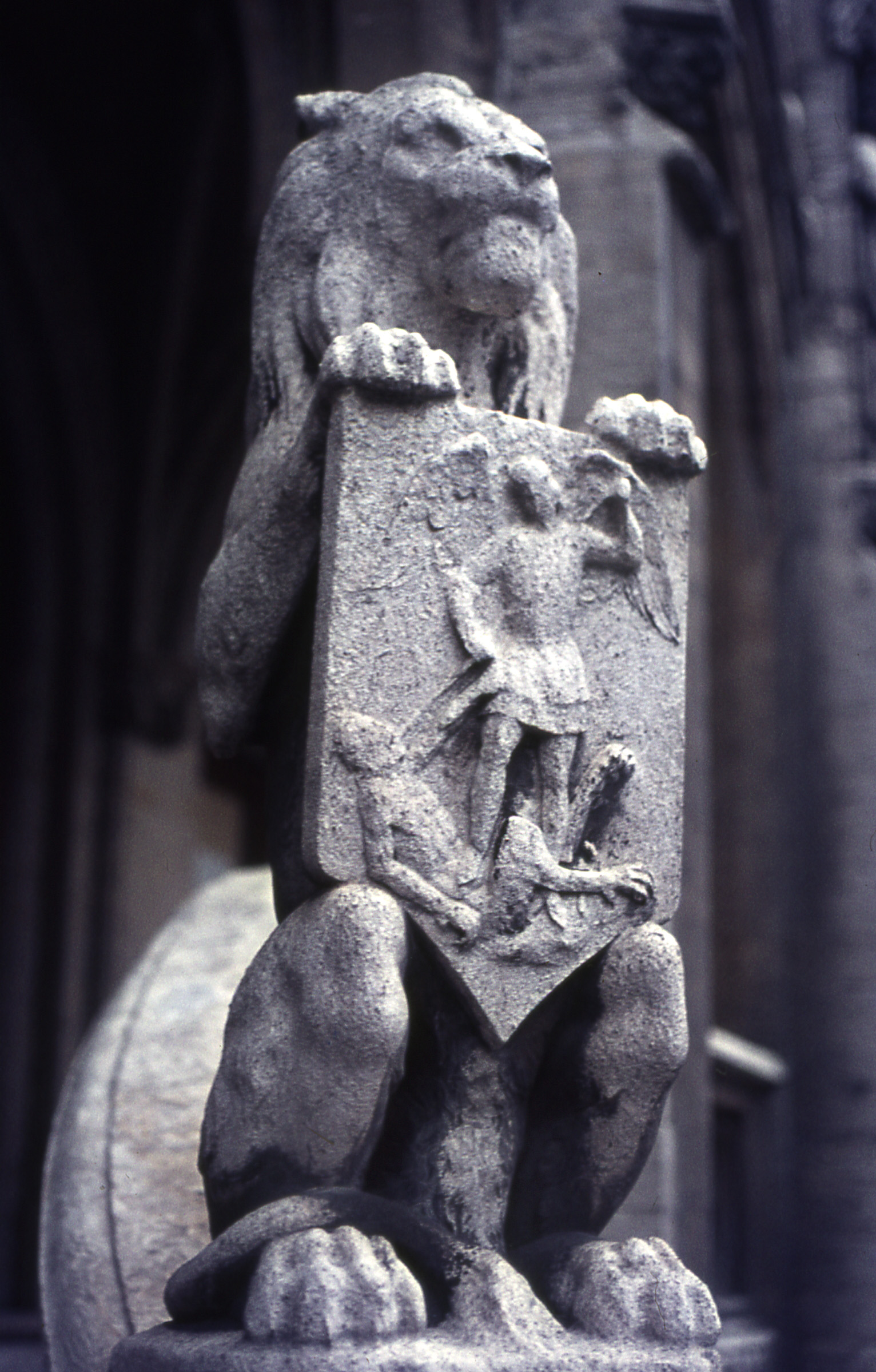
Détail de l'hôtel de ville de Bruxelles.

Bruxelles a grandi sur trois sites : dans le haut Moyen Âge le port de la Senne — succédant à une installation romaine de type portuaire sur le site de ce qui deviendra Tour et Taxis — et les deux collines voisines. D'une part, un quartier commerçant et artisanal s'étendit autour d'une église consacrée à Saint-Géry, sur une île de la Senne, et d'autre part, la colline dite du Mont froid hébergea le château-fort des comtes de Louvain, futurs ducs de Brabant. Le développement de Bruxelles est stimulé dès le XIIe siècle par le passage des marchands sur la route commerciale Bruges-Cologne, laquelle passe là où la Senne devient navigable pour des barques et donc permet le transport de marchandises. Les échanges, tant par voie fluviale que terrestre, donnent un élan à l'économie de Bruxelles.
Au XIIe siècle, des moulins s'installent sur le cours aménagé de la Senne. D'anciens marécages sont asséchés, sous la future Grand-Place, alors réservée au marché. Au début du XIIIe siècle, la ville se dote d'un rempart d'environ 4 kilomètres de long. Il relie l'île Saint-Géry, le port, la place du marché, le chapitre de Sainte-Gudule et le château du Coudenberg sur le Mont froid. En 1229, le duc de Brabant octroie la première charte garantissant à cette ville de 5 000 à 10 000 habitants une certaine autonomie. Dans la seconde moitié du XIVe siècle, la richesse de l'industrie du drap nécessite un nouveau rempart, long d'environ 8 kilomètres.
Le siècle suivant voit les Ducs de Bourgogne hériter, ou obtenir par cession, le pouvoir sur diverses régions en sus de leurs possessions françaises. Ils règnent ainsi sur l'ensemble des Pays-Bas du nord et du sud, dont les Flandres et le Brabant. Bruxelles devient la capitale où l'autorité ducale s'exerce depuis le palais du Coudenberg. La ville est embellie et complétée par la construction de l'hôtel de ville (1401-1455). Philippe le Bon, héritier du Brabant en sus des autres régions, autorise l'élargissement de la Senne, pour faciliter le commerce vers Anvers. Cependant, en 1488 Bruxelles connaît une cruelle guerre civile et puis, à l'été de 1489, une épidémie de peste.

### Époque moderne
Marguerite de Bourgogne, qui tient son nom d'être la tante de Charles Quint héritier des ducs, est titrée Marguerite d'Autriche, princesse de Bourgogne née à Bruxelles. En 1507, elle est nommée gouvernante des Pays-Bas et s'installe à Malines, où elle élève son neveu, le futur empereur Charles Quint. Sous le règne de celui-ci, la population de Bruxelles passera à environ 45 000 habitants. Le développement commercial qui en résultera aboutira au creusement d'un canal jusqu'à Willebroeck permettant une liaison, dès 1561, avec le port d'Anvers.

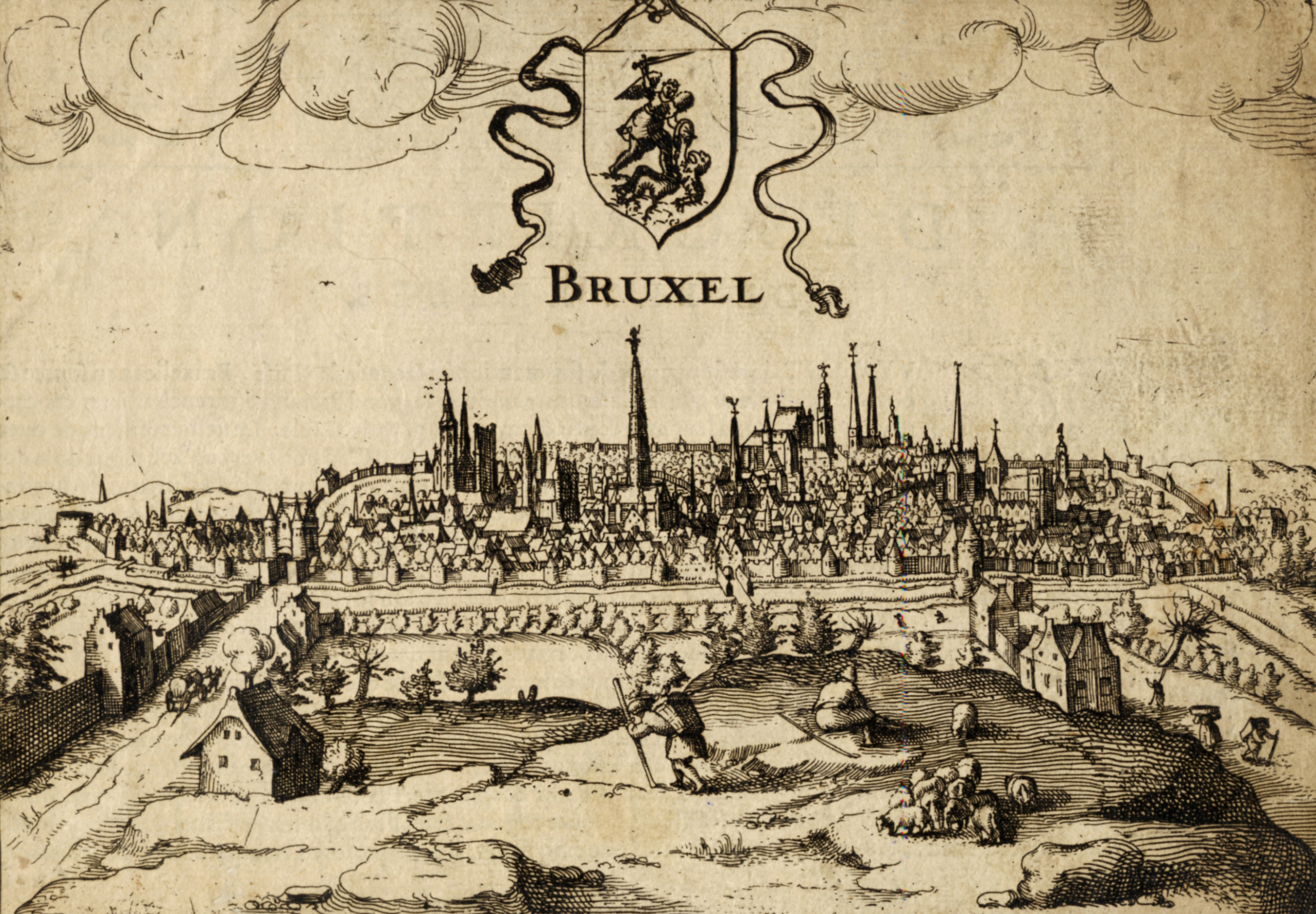
Une vue de Bruxelles vers 1610.

À l'aube des guerres de Religion, Bruxelles est secouée par le conflit qui oppose la noblesse des Pays-Bas (Hollande et Belgique) et les États généraux, d'une part, au roi d'Espagne Philippe II, fils de Charles-Quint, de l'autre. Il est reproché à Philippe II de ne pas respecter les libertés des divers états qui avaient été octroyées, au fil des siècles, par les ducs de Brabant et leurs successeurs de Bourgogne. S'y ajoute le conflit né de l'expansion du protestantisme auquel s'oppose Philippe II. L'exécution capitale à Bruxelles des chefs de l'opposition, les comtes d'Egmont et de Hornes, ainsi que de nombreux opposants, déclenche un soulèvement qui s'étend à tous les Pays-Bas jusqu'au nord de la Hollande. C'est la guerre de Quatre-Vingts Ans au cours de laquelle Bruxelles devient même une ville dominée par les protestants et subit un siège d'un an. La victoire des Espagnols sur la ville insurgée inaugure la Contre-Réforme catholique qui multiplie les édifices religieux de style baroque. Au XVIIe siècle, la ville est capitale de l'industrie de la dentelle.

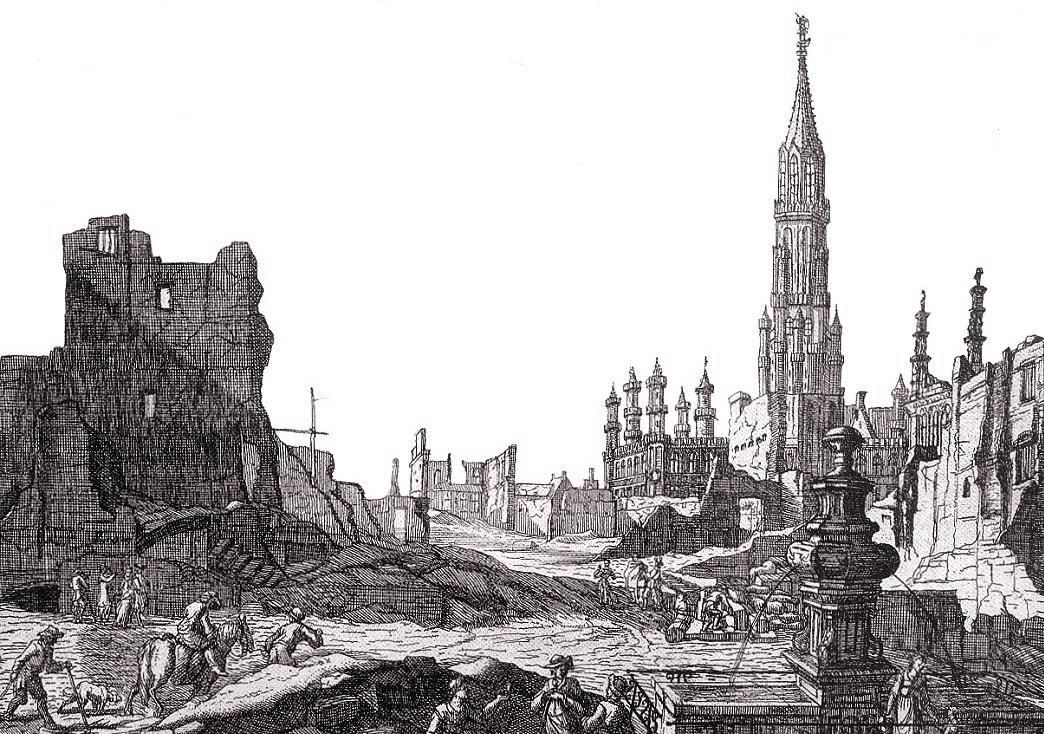
La Grand Place après le bombardement de 1695 par l'armée française.

En 1695, durant la guerre de Neuf Ans, l'armée de Louis XIV assiège Bruxelles et bombarde sa partie centrale. L'hôtel de ville gothique échappe à la destruction, mais le centre-ville doit être entièrement reconstruit. Par le Traité d'Utrecht de 1713, le roi d'Espagne, de la branche espagnole des Habsbourg et descendant de Charles-Quint, transfère la Belgique à la branche autrichienne des Habsbourg en vertu des règles féodales toujours en cours à cette époque. Mais l'empereur d'Autriche doit, dans toutes les provinces, prêter serment de respecter les libertés locales nées grâce aux luttes populaires et dont la défense avait entraîné la longue guerre contre le pouvoir espagnol. Cependant, l'empereur d'Autriche Joseph II va tenter des réformes qui vont, de plus en plus, mécontenter la population et un soulèvement finit par éclater à Bruxelles. Celui-ci se propage et les troupes autrichiennes sont battues en divers endroits dont à Turnhout. C'est la révolution brabançonne de 1789-1790.
Entre-temps, la ville est une nouvelle fois assiégée par Louis XV entre janvier et février 1746 pendant la guerre de Succession d'Autriche.
Jusqu'en 1790, la ville était restée le siège du Conseil d'État, ou gouvernement de la Belgique (provinces des Pays-Bas du Sud) et des États-Généraux qui remplissaient le rôle de Parlement. Ces deux pouvoirs étaient entrés en conflit à plusieurs reprises avec les pouvoirs ducaux et royaux émanant des féodalités qui se partageaient l'Europe et régnaient sur les anciens Pays-Bas. Une fois de plus dressés contre les empiétements du pouvoir supérieur, les États-Généraux se réunissent à Bruxelles, le 7 janvier 1790, et proclament l'indépendance des États belgiques unis après la défaite de l'armée autrichienne à la bataille de Turnhout. Mais un retour offensif autrichien met fin à la nouvelle indépendance. Le banquier Édouard de Walckiers, qui avait financé l'armée révolutionnaire, fonde la « Ligue du bien public », inspirée des clubs parisiens, première étape vers le futur soulèvement de 1830. Peu après, la Révolution française chasse les Autrichiens et annexe la Belgique en 1794 après une première tentative infructueuse en 1792. Bruxelles en sort fort diminuée. Privée de son aire politique et économique du quartier de Brabant en 1795, elle devient un simple chef-lieu du département français de la Dyle. Après la chute de Napoléon lors de la bataille de Waterloo le 18 juin 1815, le Premier Empire est démembré et un nouvel État est créé par le congrès de Vienne la même année : le royaume uni des Pays-Bas. Bruxelles et La Haye se partagent le rôle de capitale pendant une quinzaine d'années, jusqu'à la révolution belge de 1830.

### Capitale de la Belgique

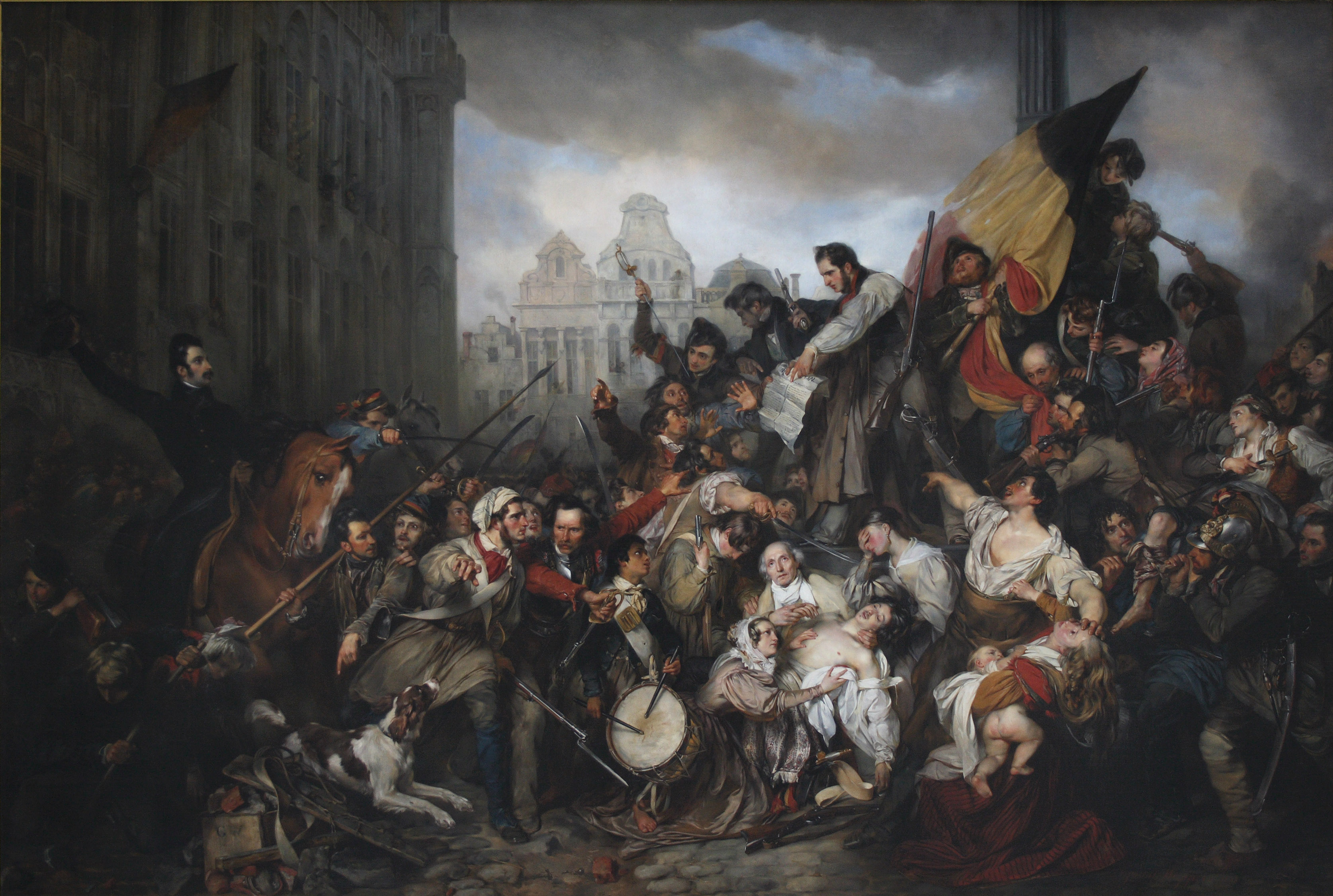
Épisode des Journées de Septembre 1830 sur la place de l'Hôtel de ville de Bruxelles, Wappers (1834).

En 1830, des dissensions d'ordre économique, linguistique et politique entre Belges et Néerlandais traînaient depuis des années, entraînant des rancœurs parmi les Belges. Le roi des Pays-Bas, Guillaume Ier a placé une majorité de fonctionnaires, officiers et ministres néerlandais à la direction du pays. De plus, en 1828, il impose le néerlandais comme langue officielle du royaume uni des Pays-Bas. L'hostilité des Belges dégénère alors en un soulèvement populaire qui éclate à Bruxelles le 25 aout 1830 lors de la représentation de l'opéra La Muette de Portici et s'étend dans le reste du pays. La guerre belgo-néerlandaise éclate et l'intervention de l'armée néerlandaise se heurte à la résistance d'une nouvelle armée de volontaires et de déserteurs de l'armée des Pays-Bas. Des barricades surgissent à Bruxelles au cours des « journées de septembre » durant lesquelles se déroulent des combats sanglants qui provoquent une retraite néerlandaise. Pendant ce temps, s'installent un gouvernement et un parlement qui édicte une constitution, alors même que l'ennemi est encore retranché à Anvers et bombarde la ville. En 1831, une tentative de retour offensif de l'armée néerlandaise se heurte à la nouvelle armée belge à la bataille de Louvain qui tourne d'abord à l'avantage des Néerlandais. Elle tourne court lorsque leurs lignes de communication sont menacées par l'arrivée de volontaires belges du Limbourg et aussi sous la menace d'une armée française entrée en Belgique à l'intervention des puissances européennes: Angleterre, France et Prusse. Le roi des Pays-Bas devra accepter la reddition d'Anvers dans laquelle son armée s'est retranchée pour éviter un affrontement direct avec les Français. Ensuite, une période d'hostilités larvées va durer jusqu'au traité des XXIV articles en 1839, aux termes duquel la Belgique devra céder la moitié de sa province du Luxembourg, devenant la propriété des 'Orangistes' et qui devint le grand-duché de Luxembourg. La Belgique indépendante garantie par les grandes puissances (France, Angleterre, Prusse) est alors définitivement installée. Sa capitale est Bruxelles.
Grâce à l'indépendance acquise le 6 octobre 1830, commence la révolution industrielle et financière belge. Dès le 5 mai 1835, le premier chemin de fer pour voyageurs construit hors de l'Angleterre reliait la gare de Bruxelles avec Malines.

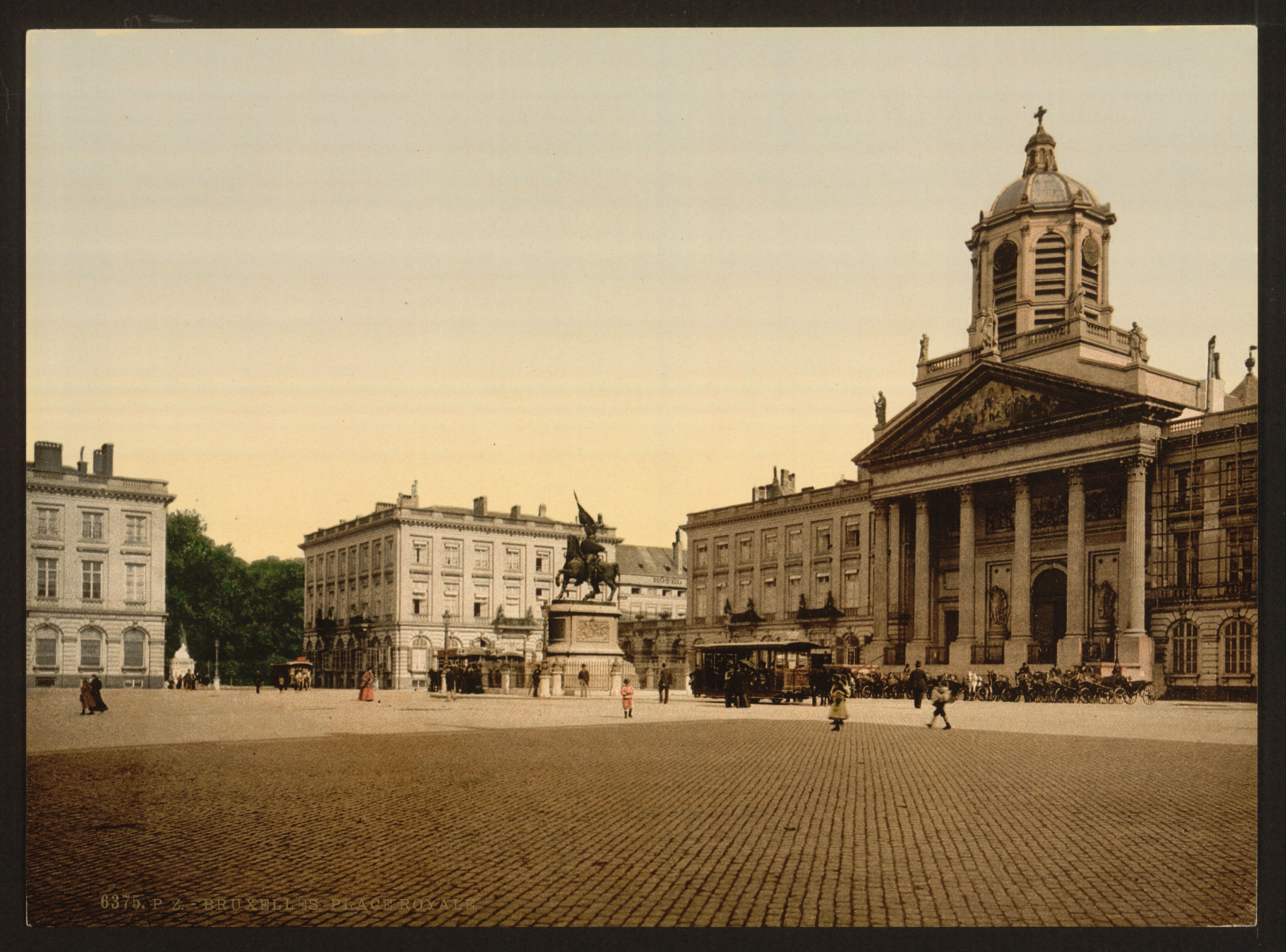
Place Royale, fin du XIXe siècle.

Sous le régime politique de monarchie constitutionnelle, la population belge augmente considérablement. En cinquante ans, celle de Bruxelles passe au XIXe siècle d'environ 98 279 à plus de 162 498 personnes pour la commune, avec la multiplication de maisons et d'immeubles de style éclectique d'abord, puis, en fin de siècle, Art nouveau puis Art déco au XXe siècle. L'édifice imposant de la Bourse de Bruxelles, achevé en 1873, l'immense palais de justice de Bruxelles, achevé en 1881, des églises comme l'église royale Sainte-Marie s'inscrivent dans le programme d'embellissement de la ville, avec le voûtement de la Senne et la création des boulevards du centre bordés d'immeubles à appartements de style hausmannien. Parallèlement au développement de l'économie boursière dans le monde occidental, Bruxelles acquiert un statut de place financière grâce aux dizaines de sociétés mises sur orbite par la Société générale de Belgique, qui a joué un rôle clé dans la forte croissance économique des années 1830, juste après la révolution belge.

### XXesiècle

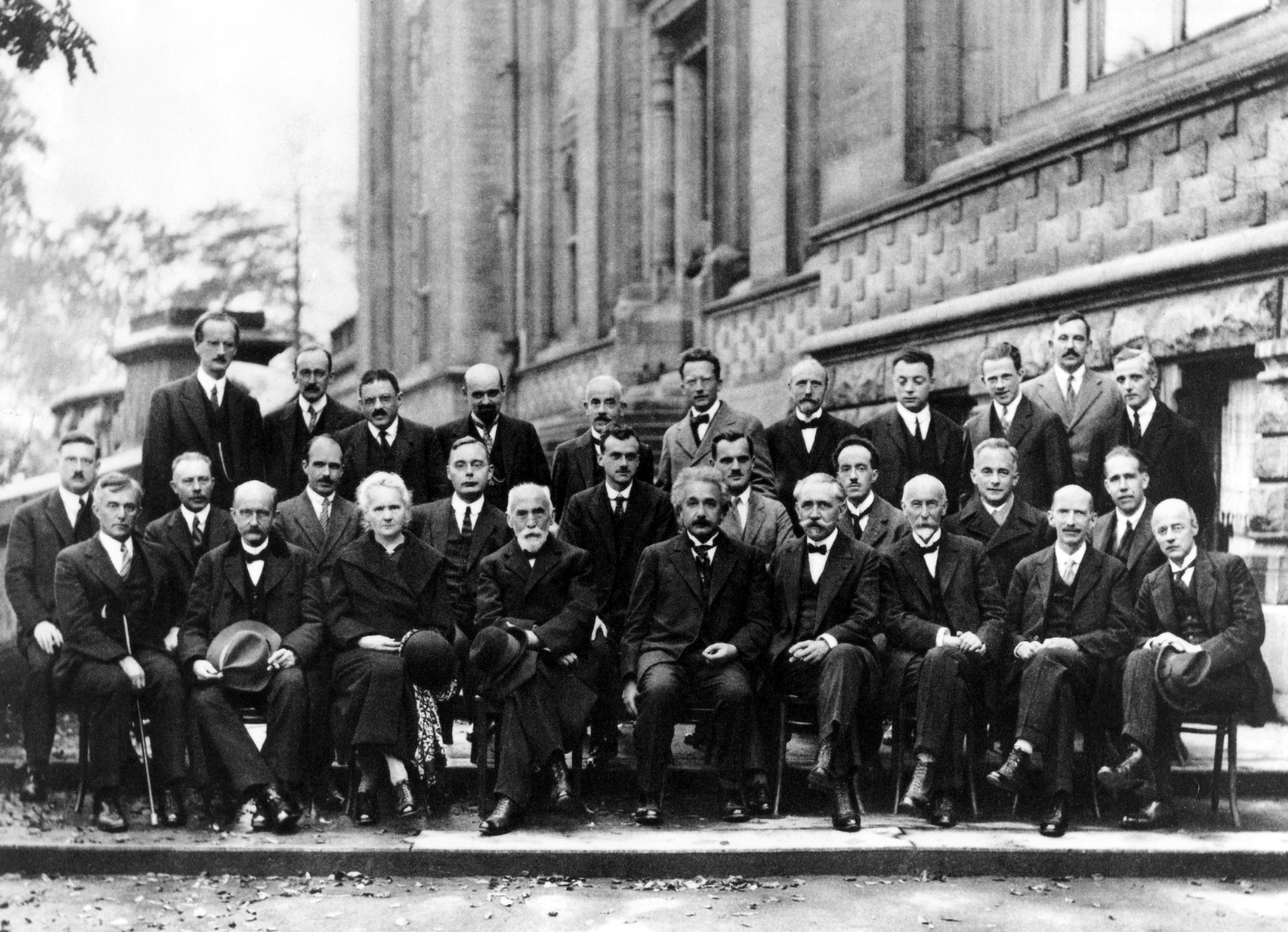
Le Congrès Solvay de 1927 à Bruxelles fut le cinquième congrès mondial de physique.

Au XXe siècle, le secteur tertiaire prend le relais par de grands chantiers urbains : voies rapides automobiles aux multiples tunnels, nouvelles installations portuaires accessibles aux bateaux de mer de moyen tonnage (des bateaux de mer de petit tonnage étaient déjà accueillis depuis le XVIe siècle). En 1911, on commence les chantiers de la jonction ferroviaire entre les gares du Nord et du Midi. Mais ceux-ci sont interrompus pendant la Première Guerre mondiale, lorsque Bruxelles est envahie le 20 aout 1914. Elle ne sera officiellement proclamée « libérée » que le 17 novembre 1918.
Pendant l'entre-deux-guerres, des quartiers de bureaux en style moderniste apparaissent sous l'impulsion de la croissance économique et les premiers immeubles tours se dressent, par exemple la résidence de la Cambre, construite en 1939. La compagnie nationale belge Sabena est fondée en 1923, à l'aérodrome de Haren et s'y développe, reliant la ville au monde entier mais aussi au Congo belge, concurremment aux principales compagnies mondiales.

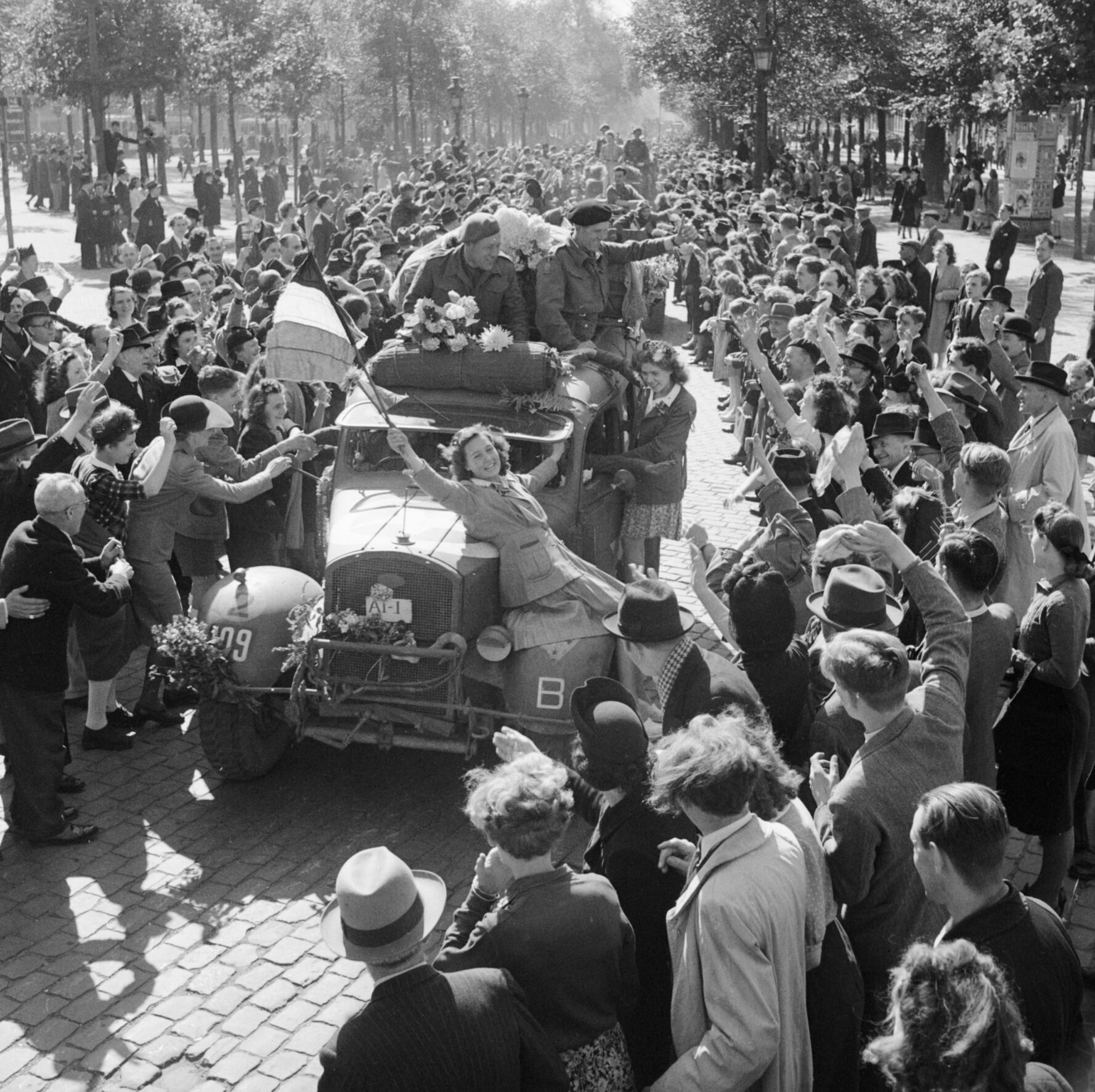
Accueil des troupes britanniques à Bruxelles le 4 septembre 1944.

Lors de la Seconde Guerre mondiale, le Troisième Reich lance la campagne des 18 jours le 10 mai 1940, en envahissant la Belgique et le grand-duché de Luxembourg. Bruxelles est prise le 17 mai 1940. Elle restera occupée jusqu'à sa libération par la 2e armée britannique le 4 septembre 1944.
Au lendemain de l'après-guerre, l'aéroport de Bruxelles-National déménage de Haren à Melsbroeck (site créé par l'armée allemande) (plus tard l'aérogare sera déplacée à Zaventem), dans la région flamande, à quelques kilomètres de la limite nord-est de la ville. En 1958, l'Exposition universelle dote la ville d'un monument original devenu emblématique de Bruxelles, l'Atomium, et elle accueille les institutions européennes qui feront sa renommée dans le monde entier. C'est la cause d'une nouvelle explosion urbanistique dans la partie est de la ville lors de la construction du quartier européen avec le siège de la Commission européenne, le Berlaymont, suivi d'un des sites du Parlement européen. Il en résulte des expropriations qui provoquent des déplacements d'habitants. En même temps, dans le quartier de la gare du nord proche du centre-ville apparaît un quartier d'affaires avec les sept tours du World Trade Center de Bruxelles et plusieurs tours de bureaux autour d'un nouveau boulevard au nom d'Albert II qui relie le nouveau quartier au centre-ville. Par sa proximité avec le centre historique, ce quartier est dans une situation unique pour un quartier de tours vouées aux affaires et à l'administration, alors que les quartiers similaires d'autres villes sont érigés en périphérie (comme le quartier de la Défense, près de Paris), là où des terrains sous-urbanisés sont disponibles. À Bruxelles, par contre, l'ensemble a nécessité de raser des hectares de quartier populaire en pleine ville. Une vingtaine d'autres tours poussent dans divers quartiers. Pour quatre d'entre elles, le long des boulevards de petite ceinture qui entourent le centre-ville, et pour trois autres à l'avenue Louise, on a veillé à une communication avec des stations de métro ou de trams en site protégé. En sus de ce développement bureaucratique, dans l'ancienne Commune bruxelloise d'Haren (Ville de Bruxelles), non loin de l'aéroport de Bruxelles National, s'élève, en 1967, le siège international de l'OTAN, reconstruit en 2012.

### XXIesiècle
Cependant, malgré les expropriations dans quelques secteurs, la population augmente et, au début du XXIe siècle, elle dépasse un million cent mille habitants à l'intérieur des limites urbaines. Pour répondre aux exigences d'une telle place forte financière et bureaucratique, Bruxelles développe un réseau de chemin de fer souterrain, le métro, parallèlement à un réseau de tramways roulant en surface, en partie en site protégé, et d'autobus. Cependant, la Société nationale des chemins de fer belges (SNCB), modernise son réseau intérieur bruxellois, avec ses dizaines de stations urbaines. Celles-ci accueilleront les prolongements des voies du RER (Réseau Express Régional), interconnecté au réseau de métro intérieur, pour constituer, dans la perspective de 2020, un système propre à accueillir les centaines de milliers de voyageurs Bruxellois prenant les transports en commun, en plus des quelque trois cent vingt mille navetteurs quotidiens venant travailler à Bruxelles.

## Géographie

### Localisation et topographie

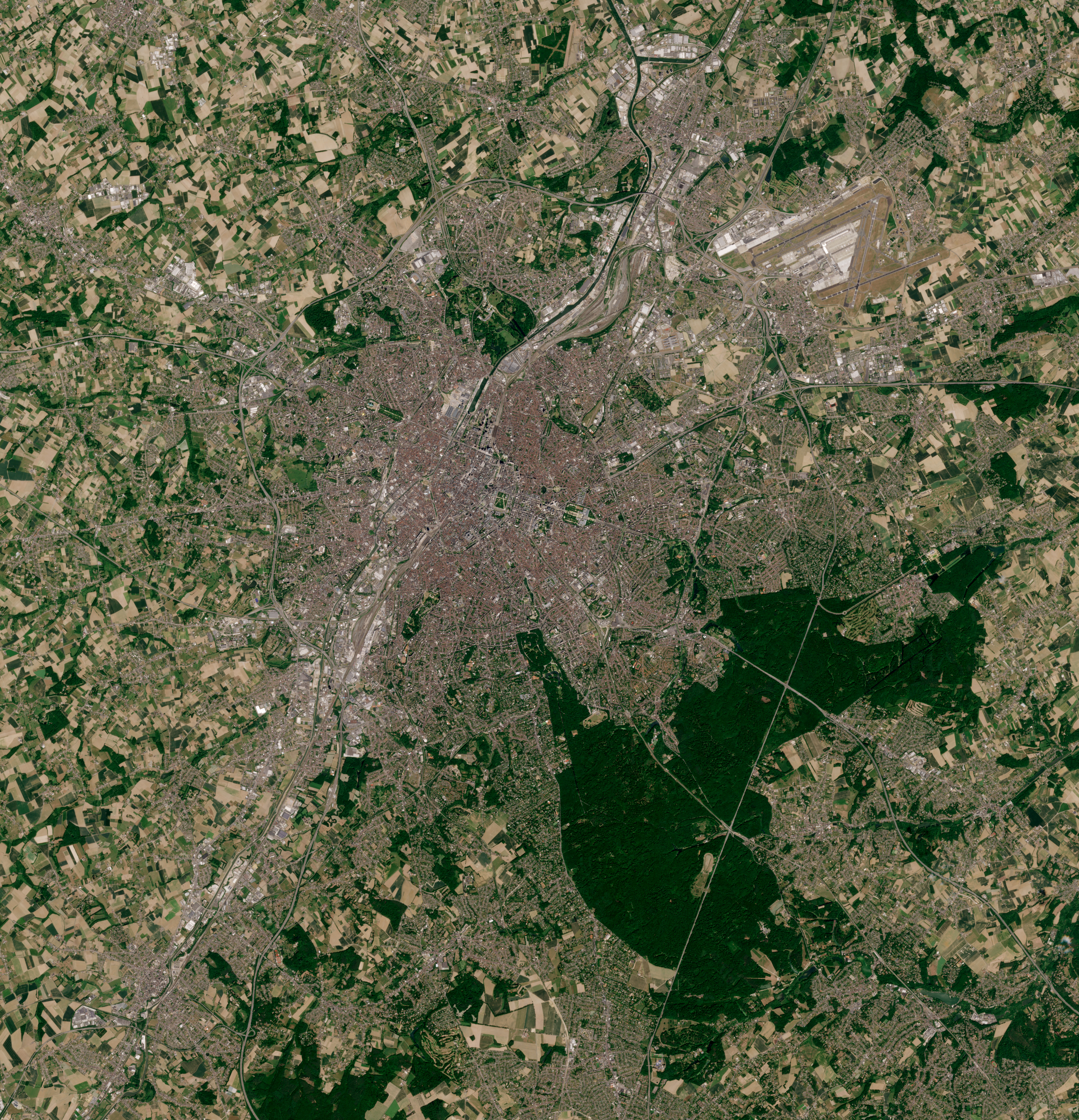
Image satellite de Bruxelles et de sa périphérie.

Bruxelles, capitale belge, est situé à peu près au centre de la Belgique, à environ 110 km (68 mi) de la côte belge et à environ 180 km (110 mi) de la pointe sud de la Belgique. La ville est située au cœur du plateau brabançon, à environ 45 km au sud d'Anvers (Flandre) et à 50 km au nord de Charleroi (Wallonie). Son altitude moyenne est de 57 m au-dessus du niveau de la mer, variant d'un point bas dans la vallée de la Senne presque entièrement voûtée, qui coupe la Région de Bruxelles-Capitale d'est en ouest, jusqu'à des points culminants dans la forêt de Soignes, sur son côté sud-est. Outre la Senne, des cours d'eau affluents comme le Maelbeek et la Woluwe, à l'est de la région, entraînent des dénivelés importants. Les boulevards centraux de Bruxelles se situent à 15 m au-dessus du niveau de la mer. Contrairement à la croyance populaire, le point culminant (à 127,5 m) ne se trouve pas près de la place de l'Altitude Cent à Forest, mais à la drève des Deux Montages dans la forêt de Soignes.

### Climat
Le climat de la région de Bruxelles est un climat tempéré océanique comme pour l'ensemble de la Belgique d'ailleurs, cela grâce à la proximité de l'océan Atlantique et du Gulf Stream qui régule le temps grâce à l'inertie calorifique de ses eaux. Il est classé dans « Cfb », selon la classification de Köppen Le climat est le plus souvent influencé par des masses d'air humides en provenance de l'océan (douces en hiver et fraîches en été), mais aussi (plus rarement) par des masses d'air sèches (chaudes en été et froides en hiver) en provenance de l'intérieur du continent européen.
En moyenne (moyenne faite sur une période couvrant les trente dernières années), on observe environ deux cents jours de précipitations par an dans la région de Bruxelles, ce qui en fait, après Dublin (Irlande), la capitale la plus pluvieuse (en nombre de jours) d'Europe. Normalement, on observe chaque année de la neige à Bruxelles. Il peut y neiger de fin octobre à avril. En décembre 2010, par exemple, on a pu observer vingt-deux jours de neige, ce qui est exceptionnel. Les orages peuvent se montrer très violents surtout en été. Pour ce qui est de l'ensoleillement, Bruxelles avec à peine un peu plus de Modèle:Un de soleil en moyenne par an, fait à peu près jeu égal avec Londres et Dublin. Parmi les capitales en Europe, seule la ville de Reykjavik (Islande) en reçoit encore moins avec un peu plus de 1250 heures seulement.
L'Institut royal météorologique de Belgique (connu communément sous le nom d'IRM) est situé dans la commune bruxelloise d'Uccle. Le record de chaleur qui y est enregistré est de 39,7 °C le 25 juillet 2019 et le record de froid −21,1 °C le 25 janvier 1881. La température moyenne annuelle est de 10,4 °C.
| Mois                              | jan.  | fév.  | mars  | avril | mai  | juin | jui. | août | sep. | oct. | nov.  | déc.  | année |
| --------------------------------- | ----- | ----- | ----- | ----- | ---- | ---- | ---- | ---- | ---- | ---- | ----- | ----- | ----- |
| Température minimale moyenne (°C) | 0,8   | 0,6   | 3     | 4,9   | 8,9  | 11,6 | 13,7 | 13,4 | 10,9 | 7,6  | 3,7   | 2     | 6,8   |
| Température moyenne (°C)          | 3,2   | 3,6   | 6,5   | 9     | 13,3 | 15,8 | 18   | 18   | 14,8 | 11   | 6,5   | 4,3   | 10,4  |
| Température maximale moyenne (°C) | 5,6   | 6,5   | 9,9   | 13,1  | 17,7 | 20   | 22,3 | 22,4 | 18,7 | 14,4 | 9,1   | 6,5   | 13,9  |
| Record de froid (°C)              | −21,1 | −18,3 | −13,6 | −5,7  | −2,2 | 0,3  | 4,4  | 3,9  | 0    | −6,8 | −12,8 | −17,7 | −21,1 |
| Record de chaleur (°C)            | 15,3  | 20    | 24,2  | 28,7  | 34,1 | 38,8 | 39,7 | 36,5 | 34,9 | 27,8 | 20,4  | 16,7  | 39,7  |
| Précipitations (mm)               | 71,1  | 52,7  | 72,9  | 53,7  | 69,3 | 77,5 | 68,9 | 63,6 | 62,3 | 68,1 | 79,1  | 78,8  | 817,8 |

## Morphologie urbaine

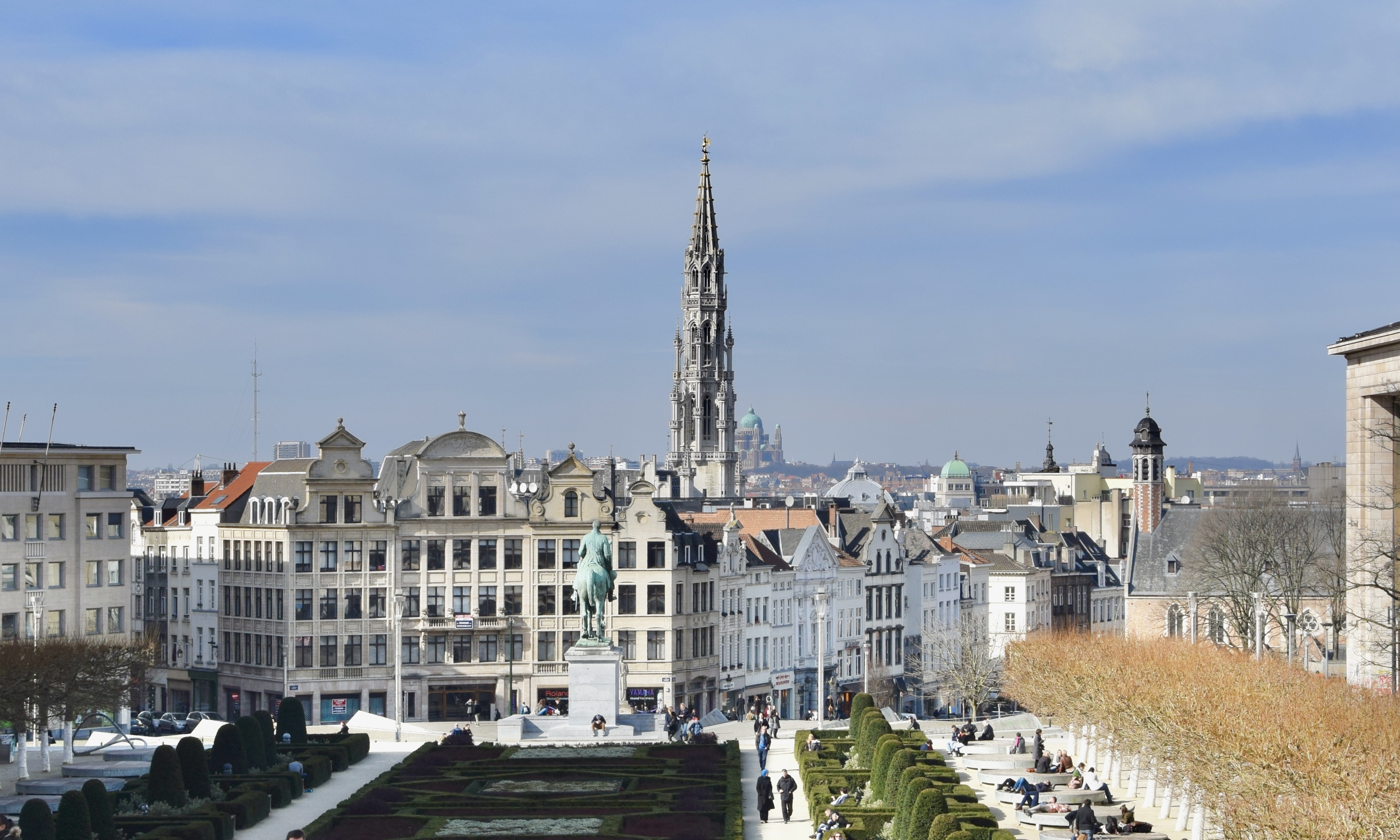
Le centre-ville sur le Mont des Arts dans le centre historique.

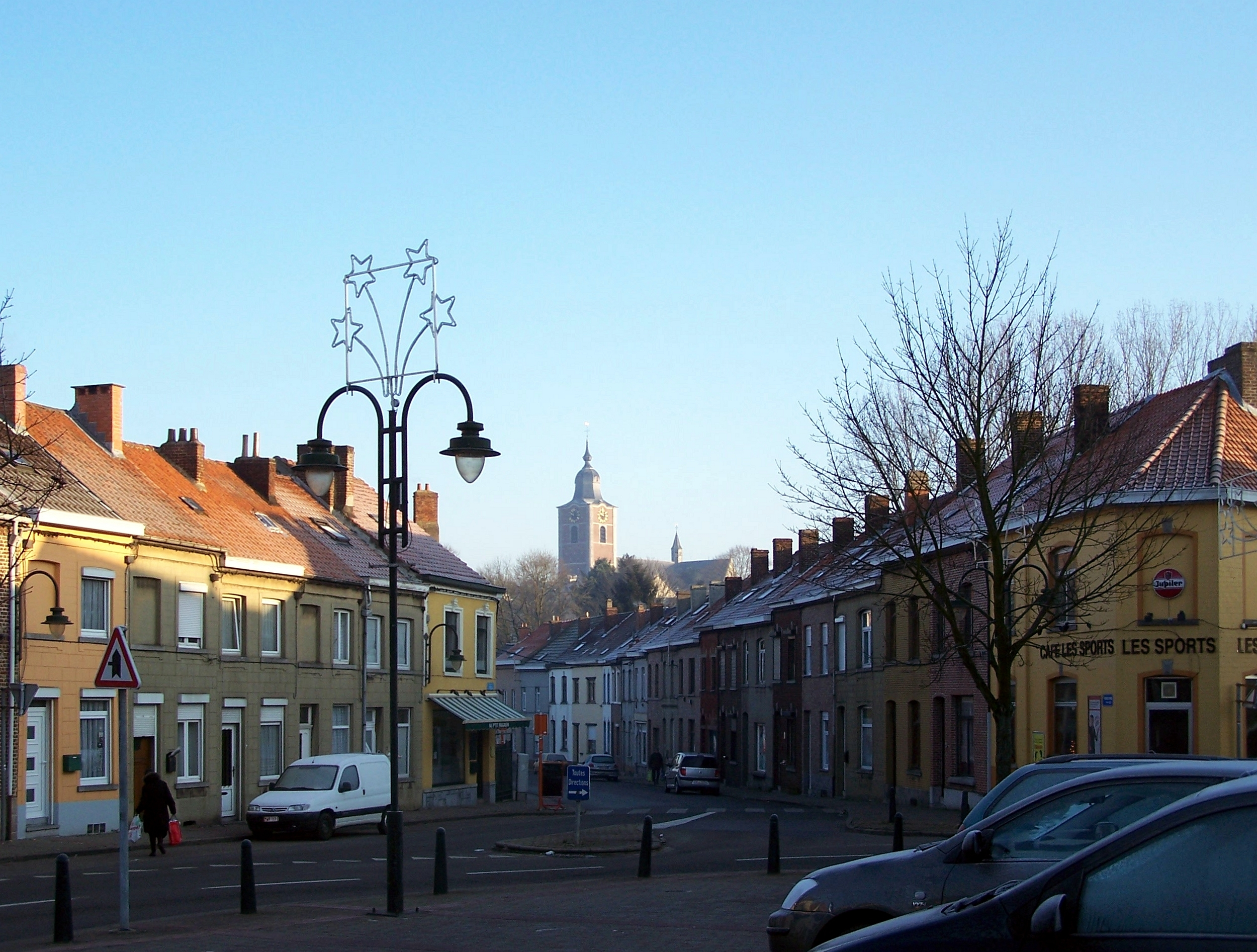

L'agglomération morphologique — en tenant compte de la continuité du bâti — s'étend sur les trois régions belges : l'ensemble de Région de Bruxelles-Capitale, et des parties de la Région flamande et la Région wallonne.
Selon Statbel, la zone résidentielle urbaine de Bruxelles comprend 36 communes : les dix-neuf communes de la Région de Bruxelles-Capitale (Anderlecht, Auderghem, Berchem-Sainte-Agathe, Bruxelles-Ville, Etterbeek, Evere, Forest, Ganshoren, Ixelles, Jette, Koekelberg, Molenbeek-Saint-Jean, Saint-Gilles, Saint-Josse-ten-Noode, Schaerbeek, Uccle, Watermael-Boitsfort, Woluwe-Saint-Lambert et Woluwe-Saint-Pierre), les six communes à facilités (Kraainem, Drogenbos, Linkebeek, Rhode-Saint-Genèse, Wemmel et Wezembeek-Oppem) et onze autres communes de la périphérie bruxelloise, à savoir neuf communes du Brabant flamand (Zaventem, Beersel, Dilbeek, Grimbergen, Hal, Machelen, Leeuw-Saint-Pierre, Tervuren et Vilvorde) et deux du Brabant wallon (Waterloo et Braine-l'Alleud).
L'agglomération morphologique couvre également des parties des communes de Braine-le-Château, Lasne, Asse, Meise et Steenokkerzeel. Étant donné que moins de la moitié de la population de ces communes vit dans la zone résidentielle centrale, elles ne sont en général pas considérées comme des communes de l'agglomération.
Cette liste de communes peut néanmoins varier selon la définition choisie, avec un nombre de communes (en 2001) oscillant entre 31 et 41.

### Région de Bruxelles-Capitale

Région de Bruxelles-Capitale et ses dix-neuf communes

Le terme Bruxelles est le plus souvent utilisé pour désigner la Région de Bruxelles-Capitale, administrée par un gouvernement dénommé « gouvernement de Bruxelles-Capitale ». La Région est divisée en dix-neuf communes, à l'instar de Londres divisée en districts, mais qui sont soumises à l'autorité du gouvernement et du parlement de la région.
La Région de Bruxelles-Capitale comptait 1 200 322 habitants en 2019 sur une superficie de 162,36 kilomètres carrés (contre 105,40 km2 pour Paris) soit une densité de population de 7 392,96 habitants au km2. Sur ses 162 km2, Bruxelles dispose de plus de 10 km2 (1 000 ha) d'espaces verts, en grande partie sur l'impulsion de Léopold II, le 'roi urbaniste'. La région présente un schéma radio-concentrique composé de trois zones :
- le cœur de ville appelé Pentagone, délimité par une première ceinture de boulevards, la Petite ceinture, équivalent des Grands boulevards parisiens ou du City road londonien mais aménagé au nord et à l'est en autoroutes urbaines ;
- une série de quartiers concentriques historiques denses délimités par une seconde ceinture, la Grande ceinture (équivalent de l'ancien Mur des Fermiers généraux à Paris ou de la Circular road à Londres) ;
- une banlieue au profil plus résidentiel, délimité par une ceinture autoroutière, le Ring (équivalent au boulevard périphérique à Paris ou la M25 à Londres).

#### Communes et quartiers
À l'intérieur des limites de la région se trouvent:
- la commune d'origine qui conserve son nom séculaire de « Ville de Bruxelles » (communément appelée « Bruxelles-ville ») et est un ensemble composite comprenant le centre historique (le Pentagone) et une série d'extensions urbaines. Parmi ces additions, on retrouve le quartier Léopold, où se concentrent notamment les institutions européennes, mais aussi les anciennes communes de Laeken, Haren et Neder-Over-Heembeek, qui furent fusionnées avec la ville au début du XXe siècle, le quartier maritime, ainsi que la très bourgeoise Avenue Louise et le Bois de la Cambre au sud. Cette commune centrale ne présente aucune différence de statut par rapport aux 18 autres communes de Bruxelles-Capitale qui l'entourent. La tradition de l'appeler Bruxelles-ville ne lui confère aucun privilège. Ce titre remonte à une époque où les autres communes étaient encore rurales et ne pouvaient donc porter le titre de ville. Mais, en Belgique, le titre de ville, qui remonte à des époques anciennes, est devenu simplement honorifique, tandis que, depuis la croissance des XIXe et XXe siècles, l'ensemble des communes formant l'arrondissement de Bruxelles-Capitale forme une ville unique sous le nom officiel de Bruxelles-Capitale ;
- les dix-huit autres communes, représentant une centaine de quartiers distincts, s’agglomèrent autour de cette commune centrale pour former une région de dix-neuf communes. En effet, toutes les communes ont un statut d'égalité sous un gouvernement et un parlement bruxellois qui ont été créés à l'occasion de la fédéralisation de la Belgique. Outre la Ville de Bruxelles (incluant les anciennes communes de Laeken, Neder-over-Heembeek et Haren) , les autres communes de la région sont : Anderlecht, Auderghem, Berchem-Sainte-Agathe, Etterbeek, Evere, Forest, Ganshoren, Ixelles, Jette, Koekelberg, Molenbeek-Saint-Jean, Saint-Gilles, Saint-Josse-ten-Noode, Schaerbeek, Uccle, Watermael-Boitsfort, Woluwe-Saint-Pierre et Woluwe-Saint-Lambert.

### Périphérie et banlieue

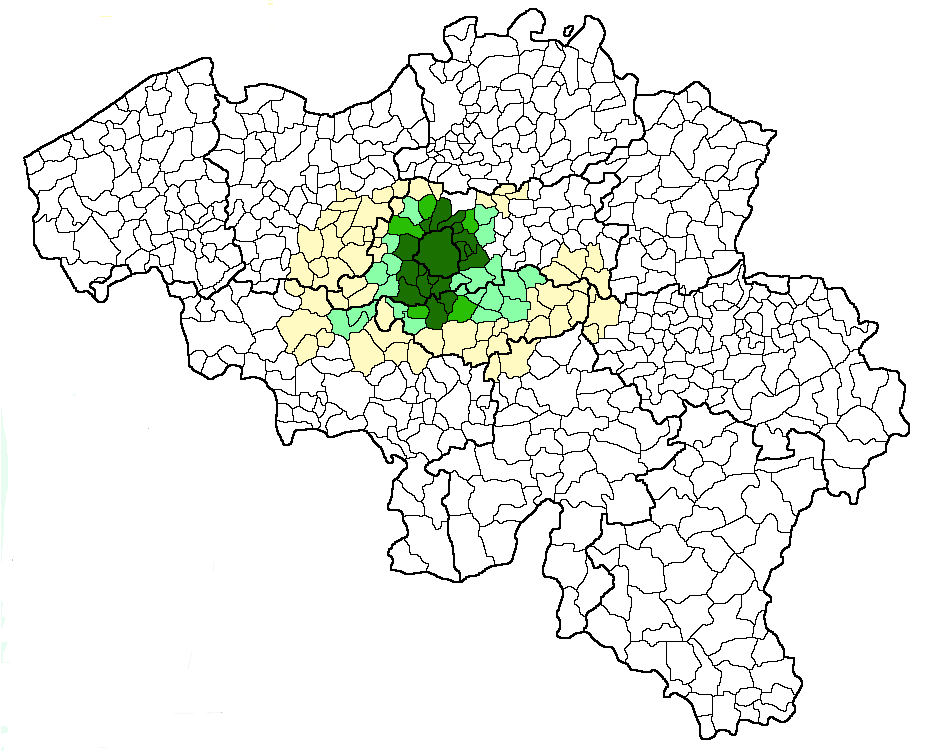
L'arrière-pays bruxellois

Autour de la région de Bruxelles-Capitale composée de dix-neuf communes et possédant ses propres gouvernement et parlement, se développe une agglomération destinée, dans les plans politiques, à former une métropole étendue dans les régions voisines et gérée conjointement par celles-ci et Bruxelles-Capitale dans les domaines de l'urbanisme, de la circulation (métro, tram-bus, trains, voirie), et de la sécurité (police, pompiers). L'agglomération se prolonge par la banlieue de Bruxelles. Cette dernière contient la totalité de la ceinture verte de Bruxelles mais se prolonge au-delà sur six des dix provinces belges:
- à l'extérieur de la région, dans la périphérie bruxelloise immédiatement proche, se trouvent des communes en symbiose étroite avec Bruxelles dont six communes dites « à facilités », parce qu'elles jouissent d'un statut spécial sur le plan linguistique. En effet, elles offrent à leurs habitants francophones, dans leurs rapports avec l'administration, des facilités de communication en langue française ;
- la périphérie plus éloignée, dont les habitants vivent et travaillent sous l'emprise du pôle bruxellois, fait l'objet d'un projet de création d'une zone administrative métropolitaine destinée à harmoniser la gestion de l'ensemble. Cette zone s'étend sur les deux provinces limitrophes du Brabant flamand, au nord, et du Brabant wallon, au sud, soit approximativement 2 000 km2 et 1 450 000 habitants en plus des 1 200 000 habitants de Bruxelles proprement dite. Cette zone fait partie d'une région encore plus vaste, définie, dans la géographie européenne, comme un ensemble dont les pointes sont Bruxelles, Anvers et Gand. S'y croisent les voies de chemin de fer, notamment les TGV, et les autoroutes qui relient le sud de l'Europe avec le nord et le nord-est du continent. Elle est située à égale distance des conurbations du Randstad néerlandais et du Grand Paris, au centre de la banane bleue.

L'influence économique de la zone métropolitaine de Bruxelles comprend le port de mer d'Anvers, le quatrième du monde relié au port maritime de Bruxelles, le port de mer de Gand et, à la lisière sud de la zone, l'aéroport de Charleroi Bruxelles-Sud complétant l'aéroport de Bruxelles National. La zone comprend un dense réseau routier et autoroutier d'accès gratuit, ainsi qu'un réseau ferroviaire urbain, régional et international. Ces équipements ont favorisé, de longue date, le développement d'industries automobile, électromécanique et chimique. En outre, la présence, dans le centre urbain bruxellois, d'une importante activité politique et administrative belge, européenne et multinationale achève de faire que Bruxelles est considérée comme une ville mondiale par le Groupe d'Étude sur la Globalisation et les Villes Mondiales de l'université de Loughborough (Royaume-Uni), au même titre que Madrid, Milan, Moscou, Toronto, Bombay, Buenos Aires et Kuala-Lumpur. Bruxelles est membre de l'Organisation des villes du patrimoine mondial et fait partie des Villes mondiales. Enfin, Bruxelles partage avec Washington le titre de ville comptant le plus de journalistes accrédités.

### Urbanisme et architecture

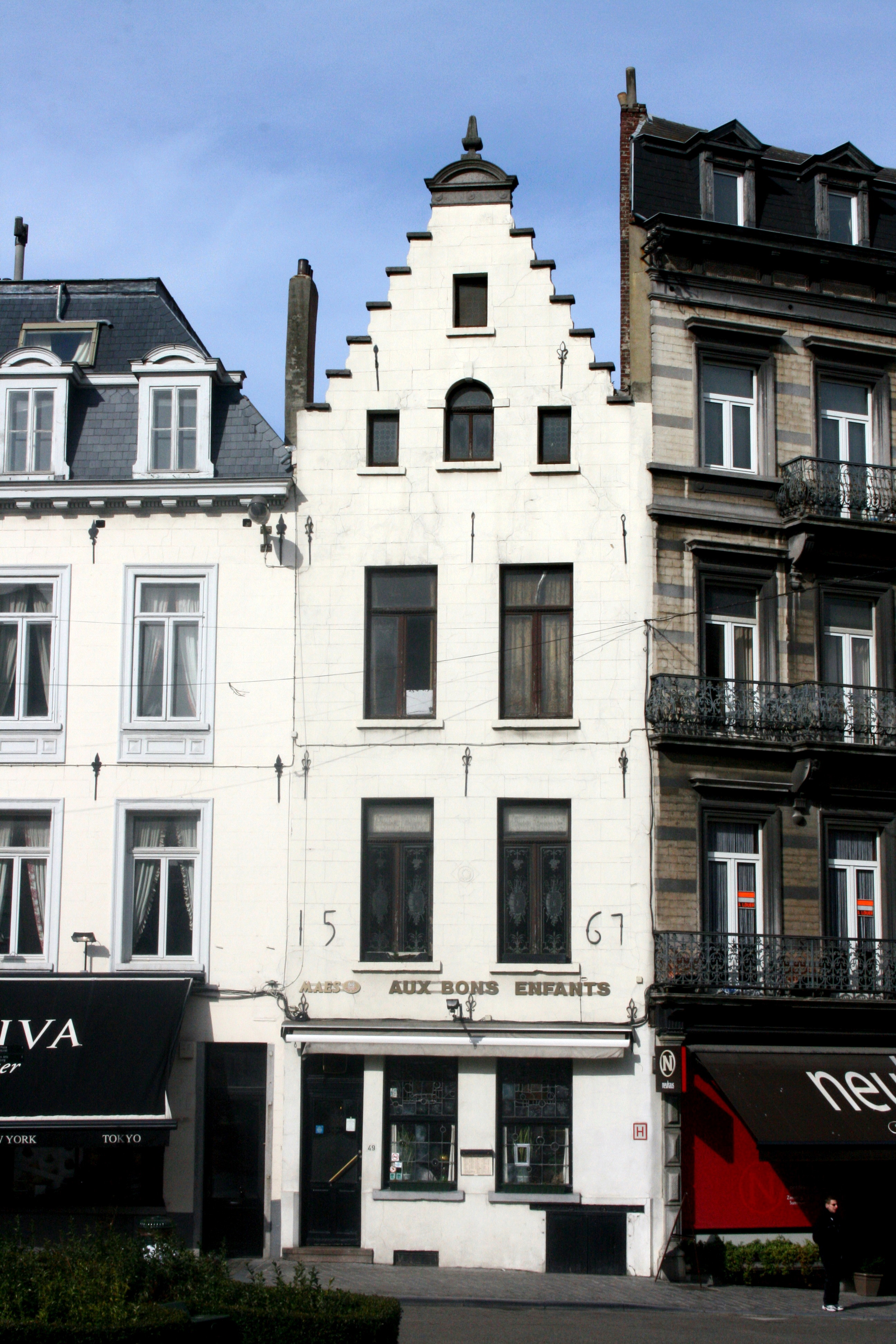
Maison à pignon à gradins sur la Place du Grand Sablon à Bruxelles (1567).

Bruxelles est une ville étendue, 162 kilomètres carrés. L'espace disponible par habitant y dépasse la moyenne des autres capitales européennes. Une part importante du bâti, y compris dans les quartiers centraux, est composée de maisons anciennes de trois étages en moyenne, dotées, parfois d'un rez-de-chaussée surélevé au-dessus de cuisines caves habitables donnant, vers la rue, par des fenêtres en soupirail. Ce type d'immeuble, dit « unifamilial », est aujourd'hui souvent divisé, aux étages, en appartements distincts voués à la location. La largeur en est, le plus souvent, de sept mètres, mais la profondeur peut aller jusqu'à quinze mètres prolongés par des jardins étroits entre de hauts murs. Les parcelles de cet habitat forment des îlots fermés selon une configuration fréquente, depuis le XVIe siècle, dans toutes les villes belges et dans le nord-ouest de la France. Dans certains quartiers il existe aussi de nombreux hôtels de maître représentant souvent l'équivalent de plusieurs parcelles. Ils sont parfois encore habités par de « grandes familles », mais aussi souvent convertis en habitat multiple ou en sièges sociaux. La ville présente donc de nombreux centres d'intérêt architecturaux, dont le bas de la ville, historiquement le plus populaire mais en voie de gentrification, et le haut de la ville, plus bourgeois. L'un et l'autre présentent de nombreux sujets d'intérêt.
La capitale compte également de nombreux édifices publics multi séculaires tels que la cathédrale Saints-Michel et Gudule en style gothique brabançon, les églises gothiques Notre-Dame du Sablon et Notre-Dame-de-la-Chapelle et des églises en style baroque, classique et néo byzantin comme Sainte-Marie et l'énorme basilique du Sacré-Cœur. Le cyclopéen Palais de justice est considéré par les spécialistes du monde entier comme référence de l'architecture éclectique (encore qu'il se limite à mêler les styles gréco-romains antiques de plusieurs époques).
Le style néoclassique du XVIIIe siècle est représenté par le quartier des Palais (Palais royal, Palais de la Nation, place Royale). S'y ajoutent des édifices d'inspiration néoclassique du XXe siècle, comme le Palais des Congrès nommé Square Bruxelles Meeting Center et la Bibliothèque royale.
À la fin du XIXe siècle et au début du XXe sont apparues des habitations particulières en style Art nouveau, aux formes inspirées du règne végétal, dont Bruxelles fut et reste l’une des capitales et dont il subsiste un certain nombre. Celles-ci offrent aux amateurs du genre un sujet de visite grâce aux œuvres de nombreux architectes : Victor Horta, Paul Hankar et Henry Van de Velde (les plus célèbres), Paul Saintenoy, Paul Cauchie, Gustave Strauven, Ernest Blerot, Josef Hoffmann (Palais Stoclet), Léon Delune, Paul Hamesse et bien d'autres.

Art nouveau à Bruxelles
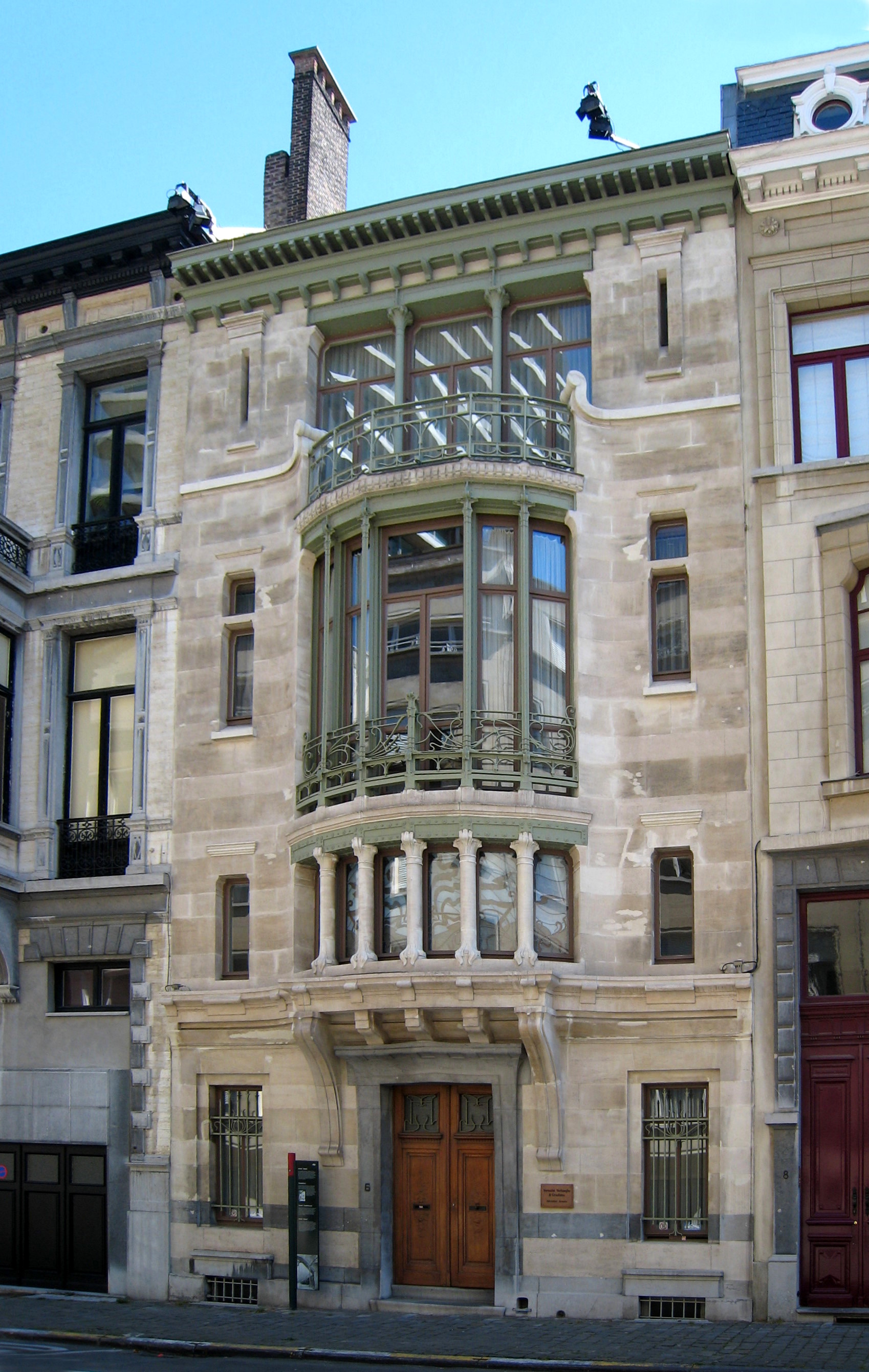
Hôtel Tassel, Victor Horta (1893).
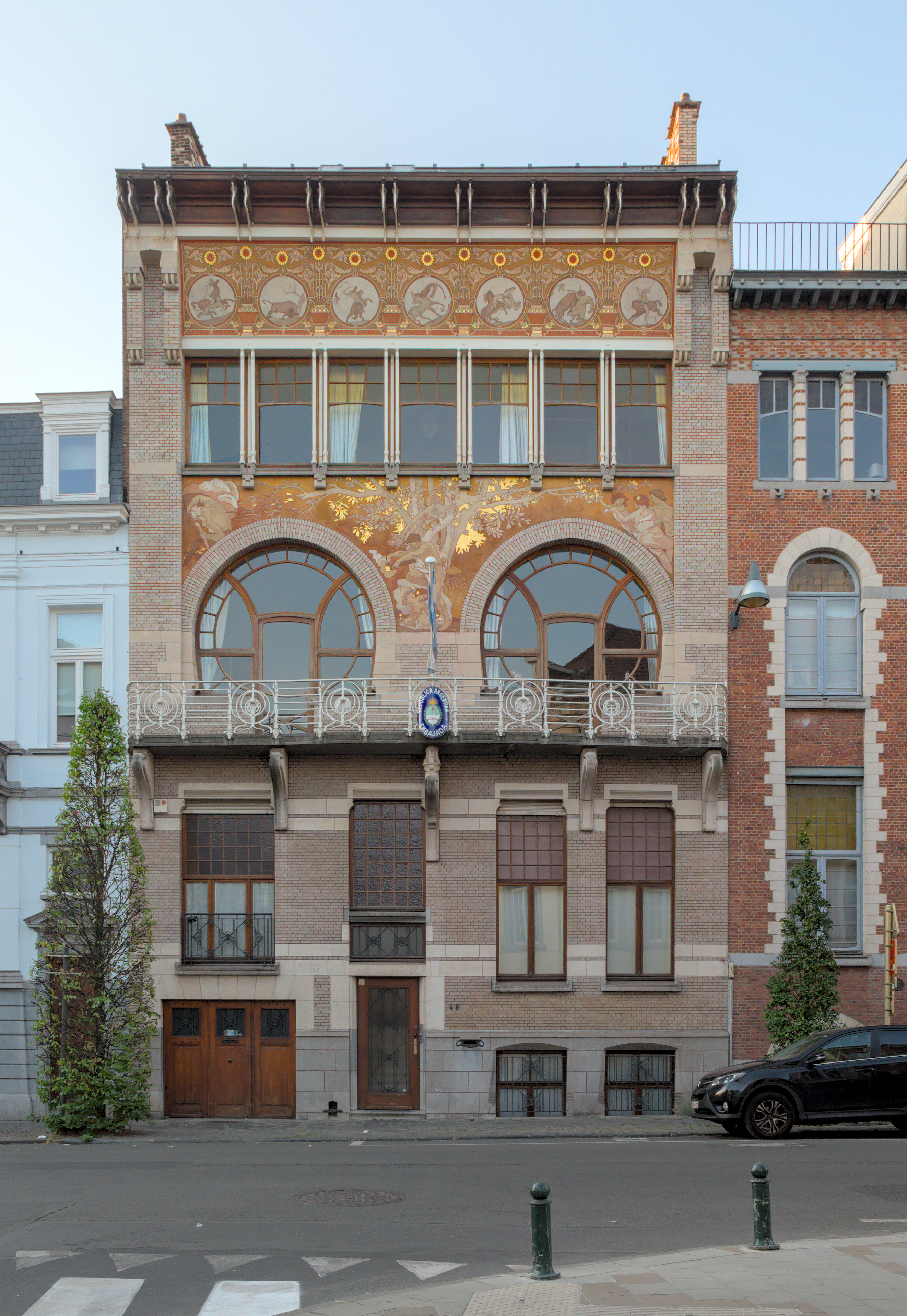
Hôtel Ciamberlani, Paul Hankar (1897).
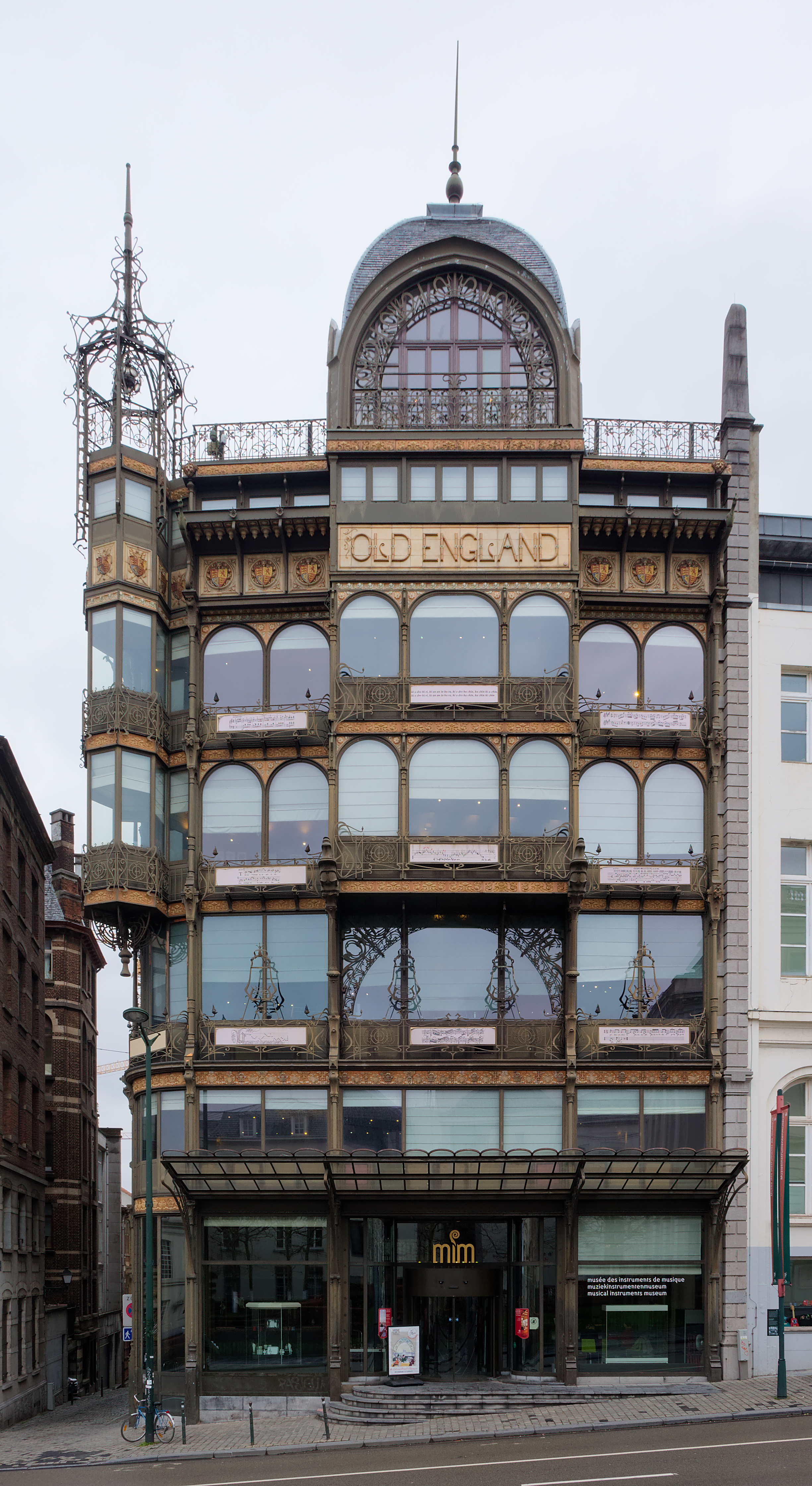
Ancien magasin Old England, Paul Saintenoy (1899).
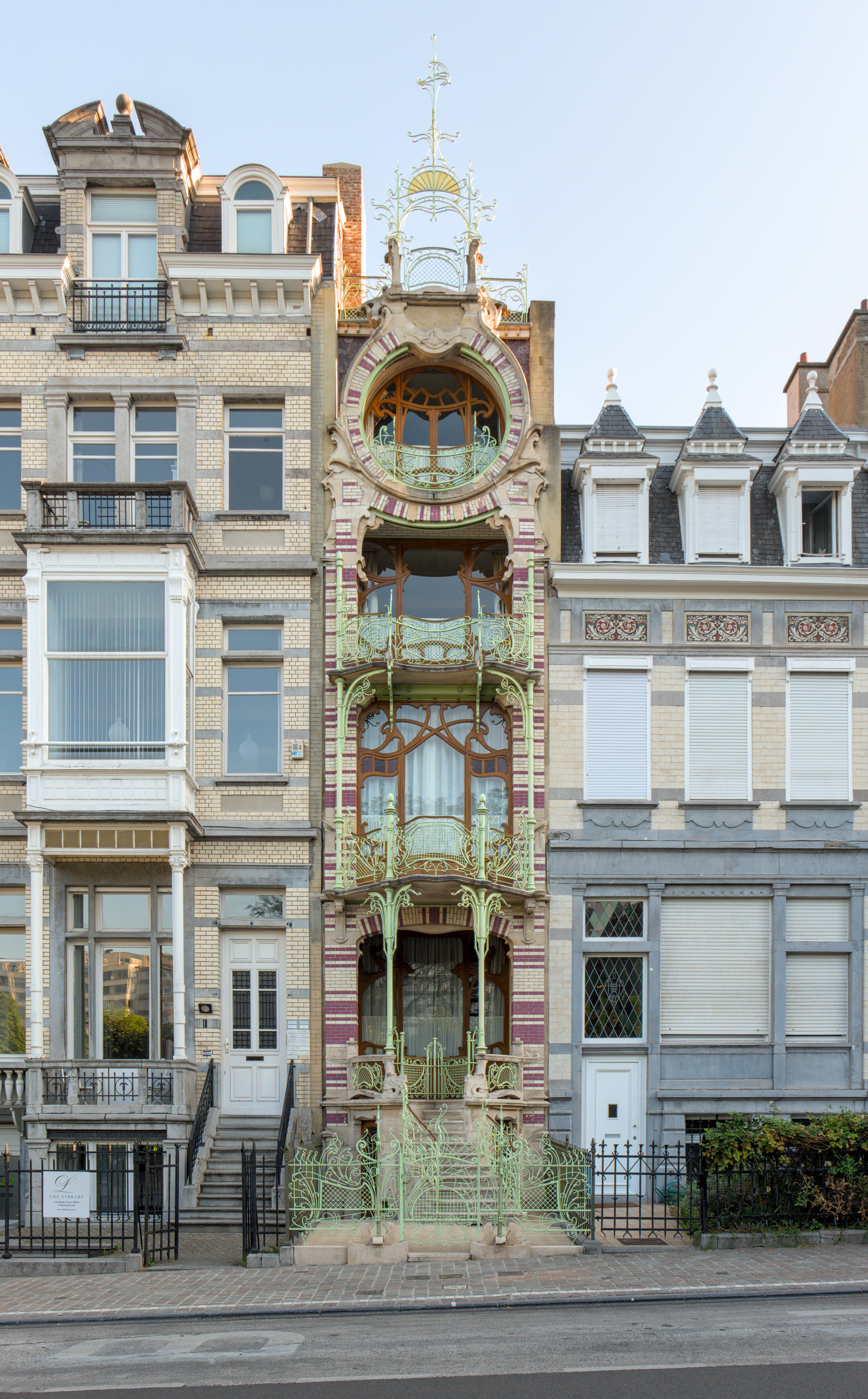
Maison Saint-Cyr, Gustave Strauven (1903).
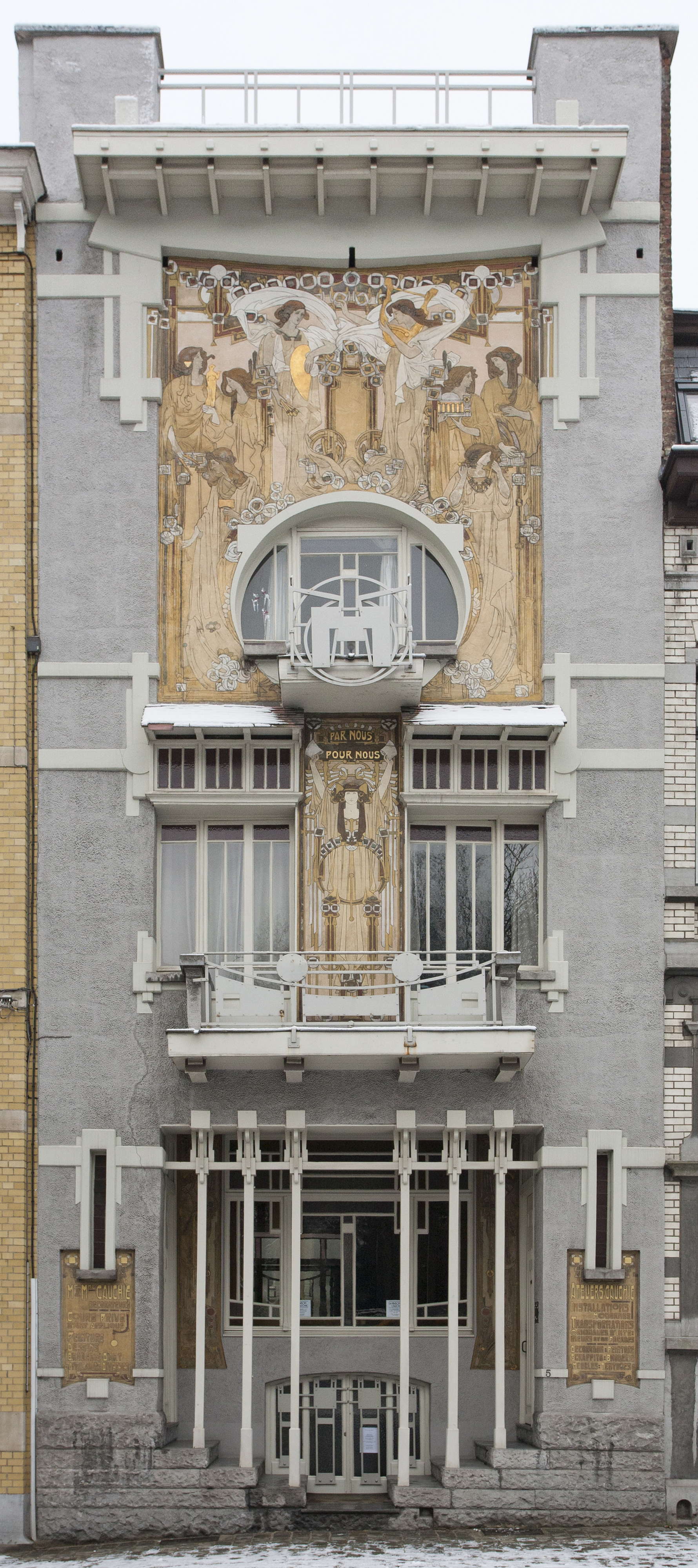
Maison Cauchie, Paul Cauchie (1905).
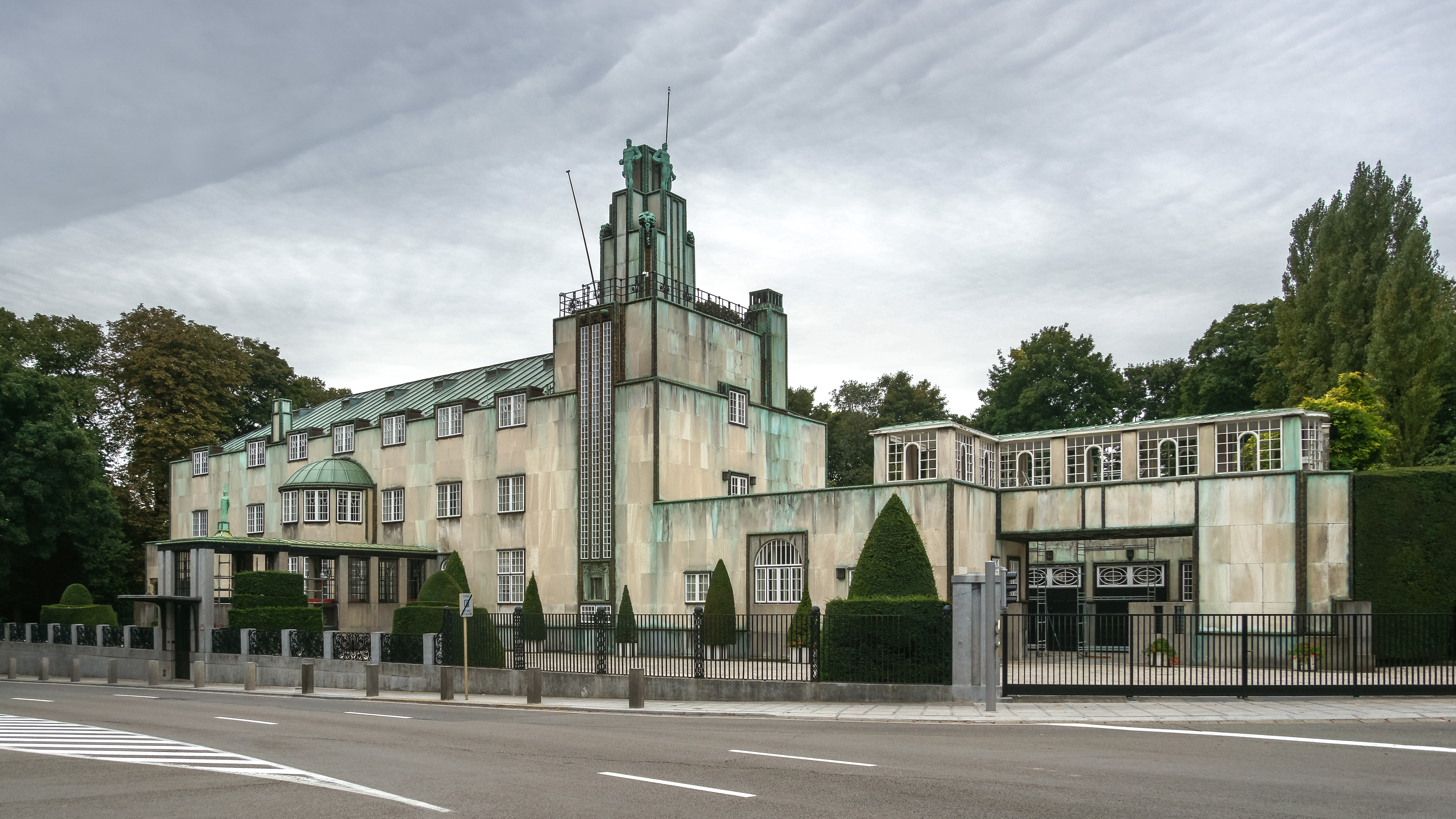
Palais Stoclet, Josef Hoffmann (1911).

Après la Première Guerre mondiale, les destructions ainsi que la forte croissance démographique due à l'afflux de nouveaux habitants venus des autres régions du pays provoquent une crise du logement et une extension rapide des surfaces construites. C'est le début des constructions de logements sociaux et de cités-jardins en périphérie de l'agglomération d'alors.

Cités-jardins à Bruxelles
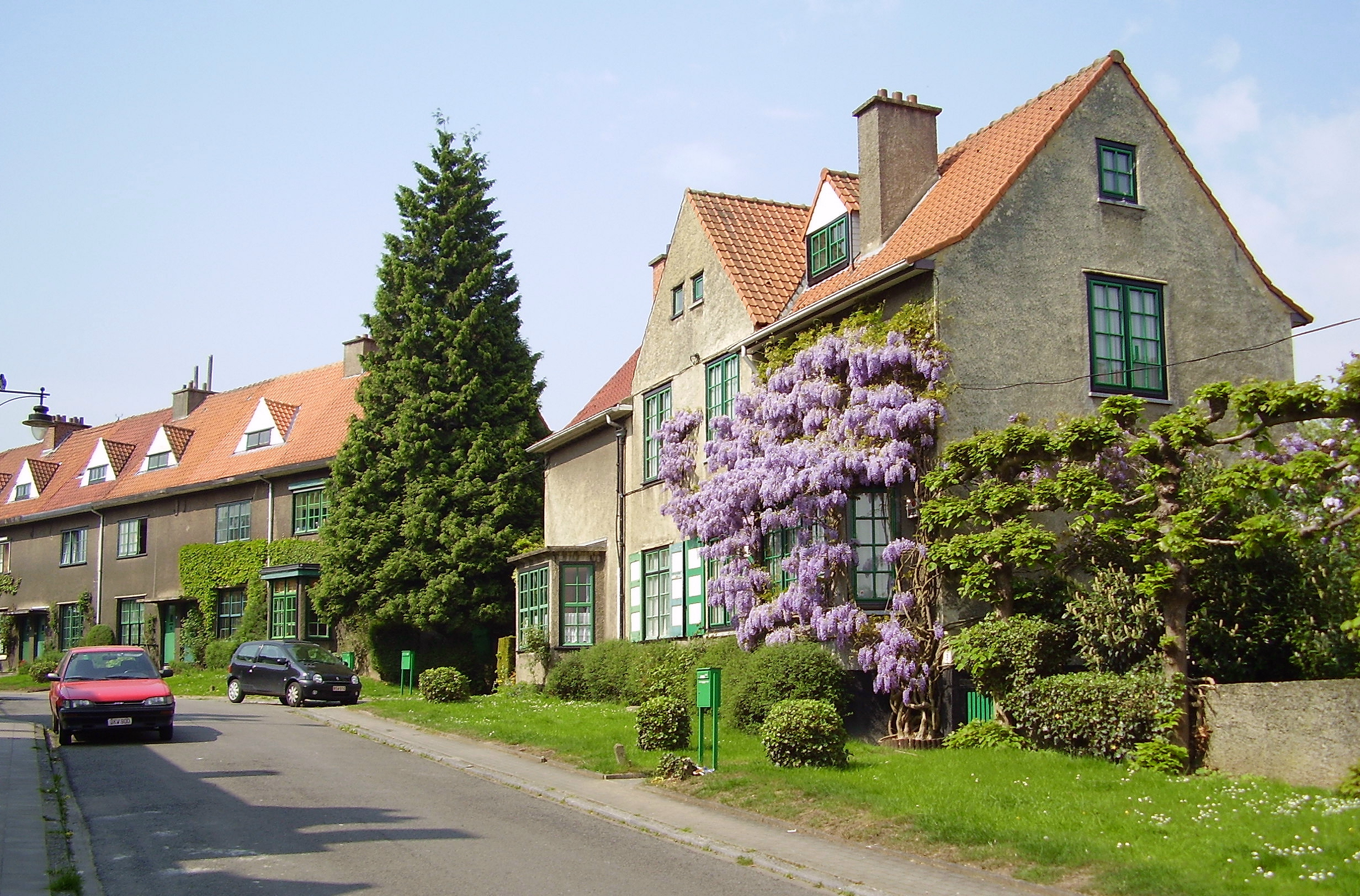
Cité-jardin Le Logis.
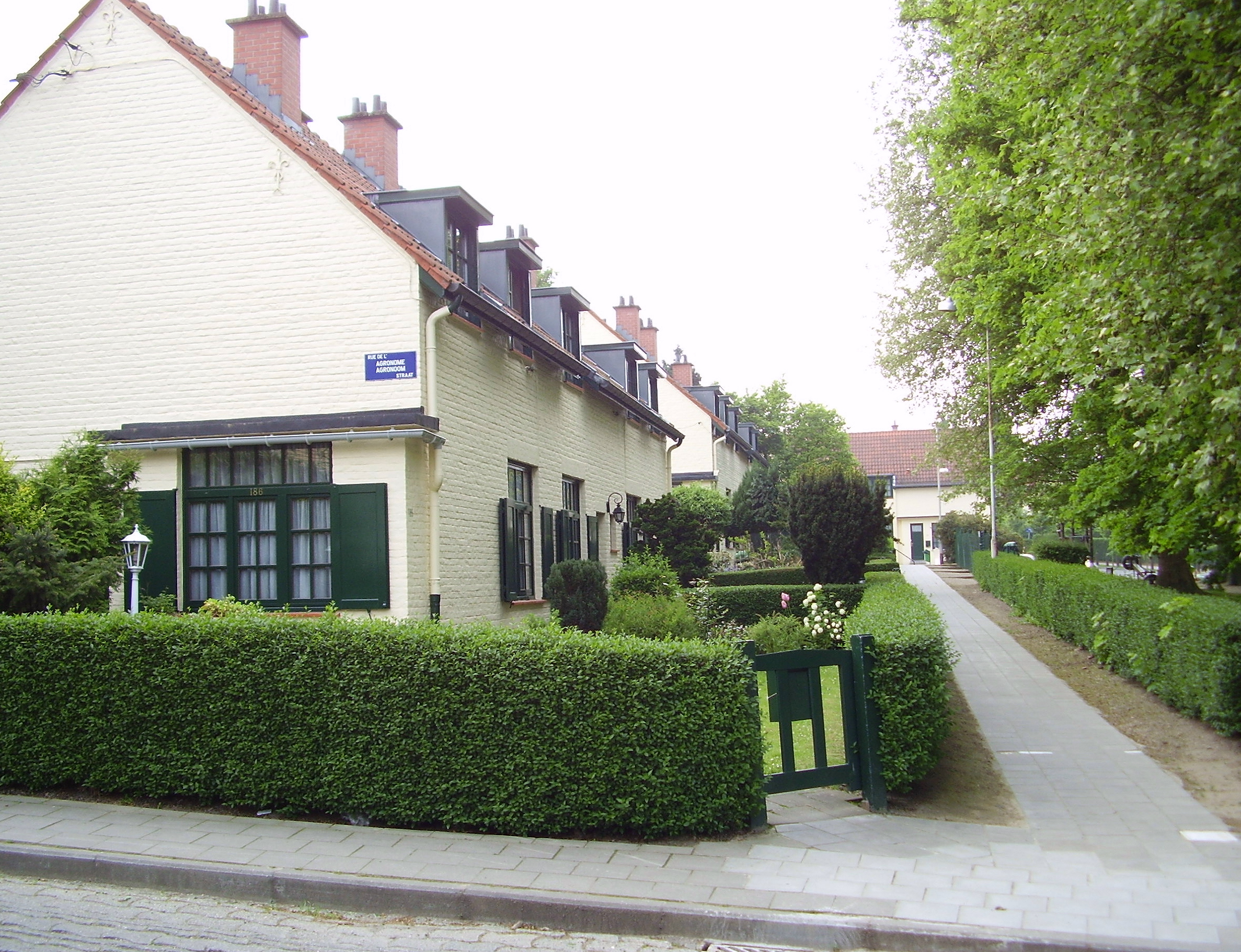
Cité-jardin de Moortebeek.
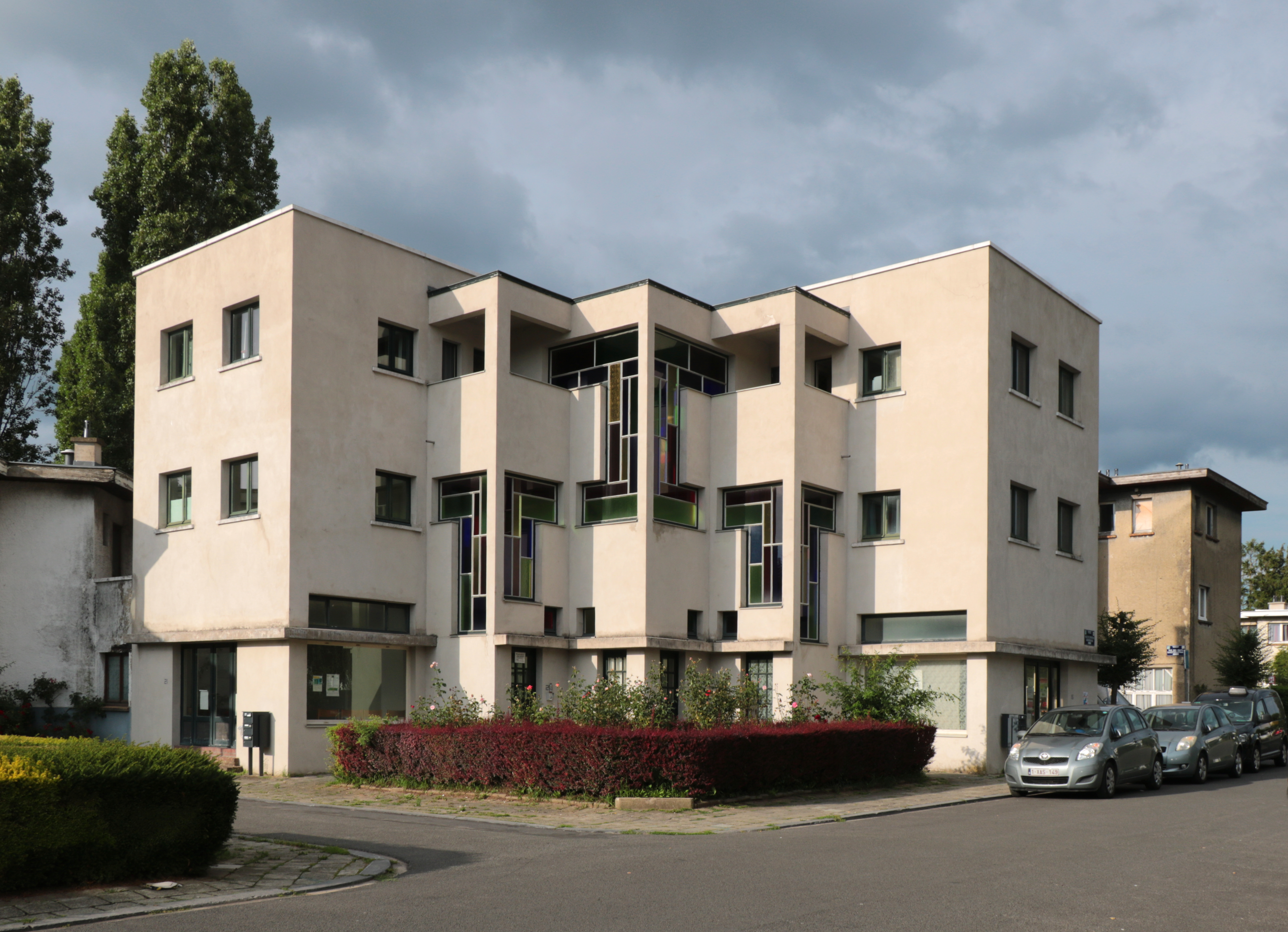
Cité Moderne.
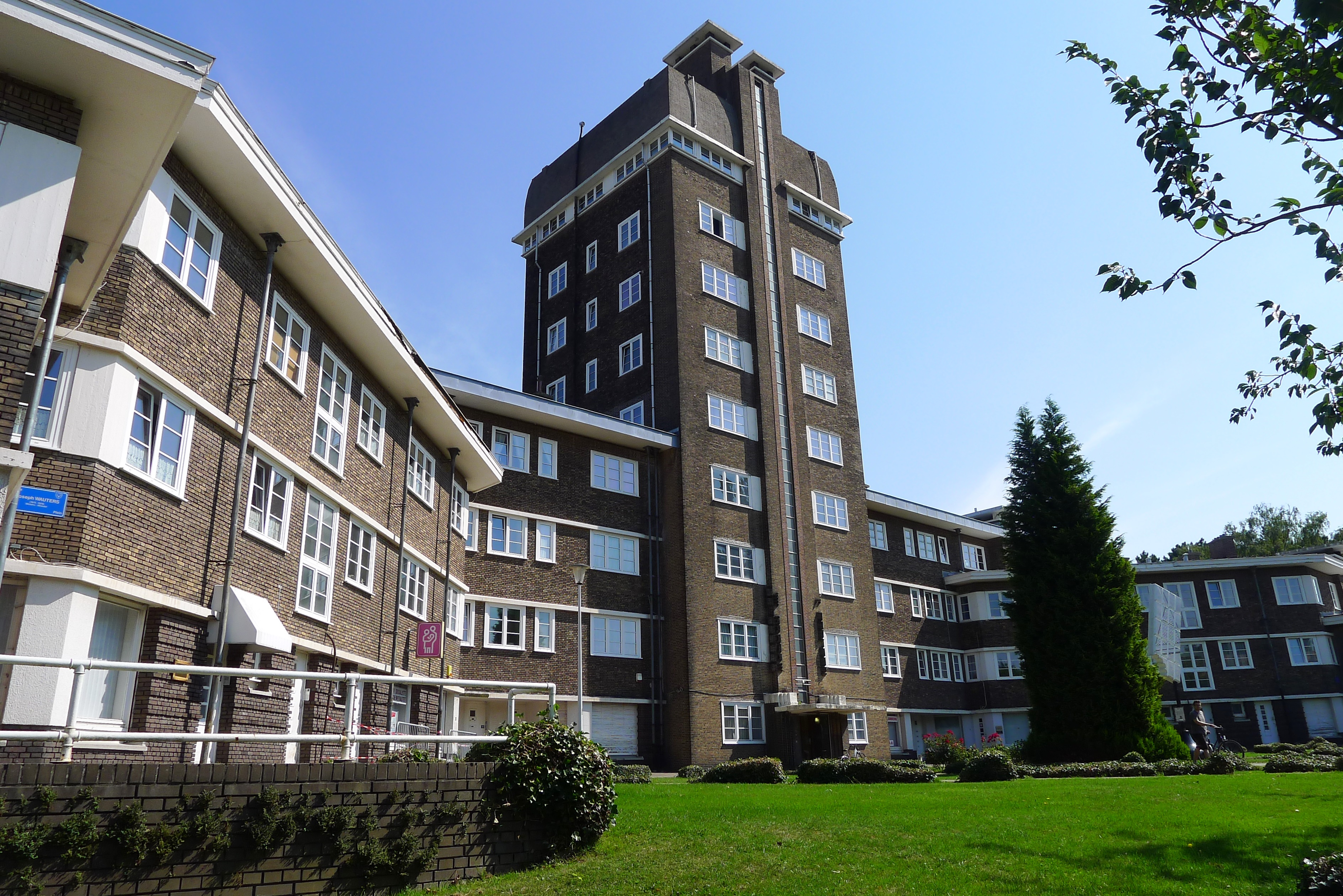
Cité-jardin Floréal.

Plus tard, l'évolution internationale s'est traduite dans des édifices publics de style Art déco, comme le Palais des Beaux-Arts de Bruxelles ancêtre, dès sa conception polyvalente (musique, théâtre, expositions) des maisons de la culture.

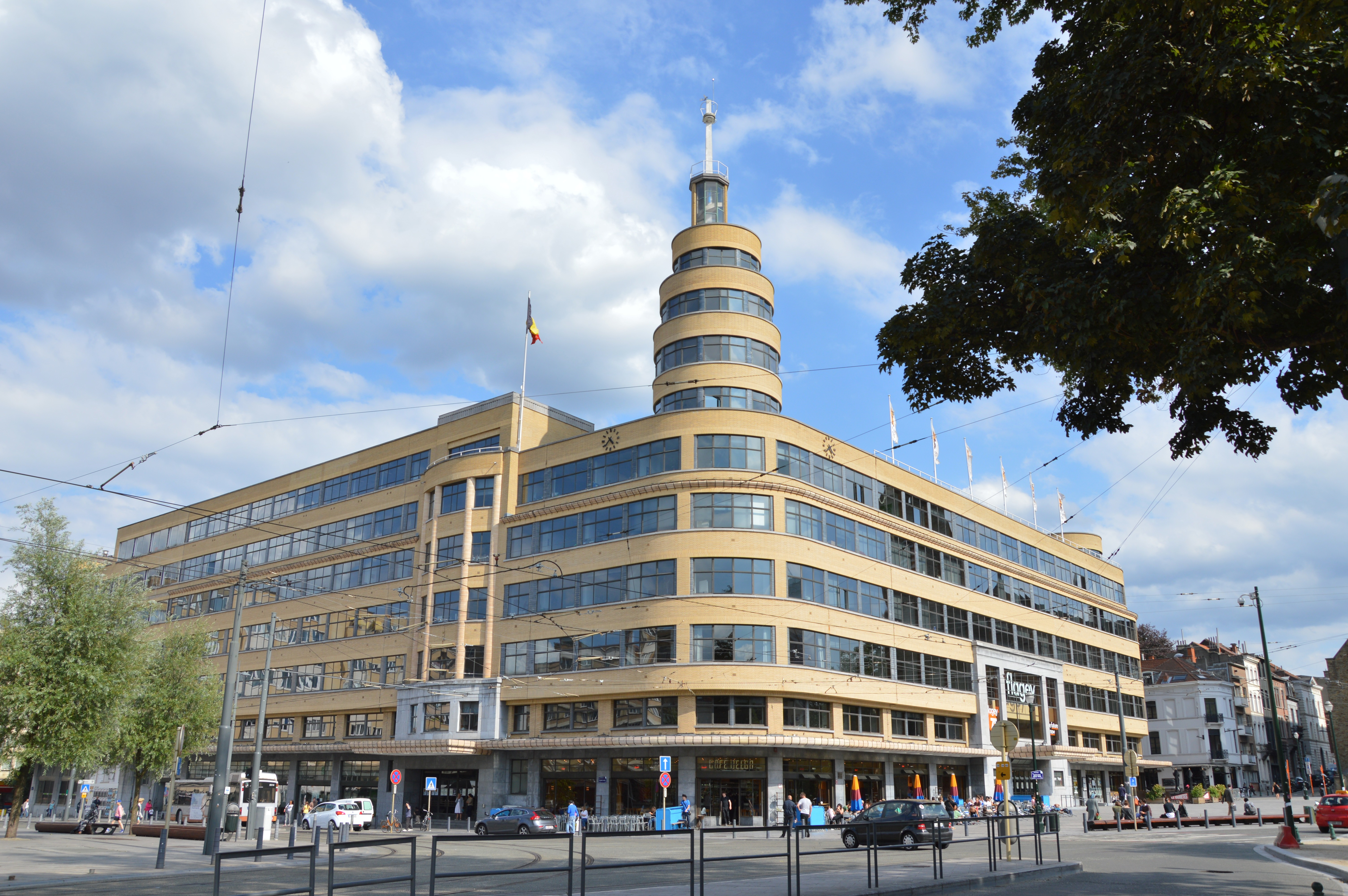
Le bâtiment Flagey à Ixelles, Bruxelles (1938).

Avec l'européanisation et la spéculation immobilière sont apparues les tours de bureaux modernes (tour du Midi, tour Madou, tour Dexia entre autres, mais aussi les tours Belgacom, la tour des Finances, le World Trade Center, etc.), soit une trentaine de tours dont la majorité est concentrée dans le principal quartier d'affaires de la ville : le Quartier Nord avec ses tours dressées devant la gare du Nord (et surnommé le « petit Manhattan »). Celui-ci offre cette caractéristique d'avoir été installé – au prix de la démolition de quartiers anciens – au cœur de la ville, à côté du centre historique, au contraire des quartiers identiques d'autres villes installés hors ville sur une dalle en surhaussement, comme le quartier de la Défense près de Paris.
Dans le quartier européen se dresse le Berlaymont, siège de la Commission européenne et le siège du Conseil des Ministres européens, dans un bâtiment de forme ovoïde enfermée dans un cube translucide, ainsi que le site bruxellois du Parlement européen. L'ensemble des sièges européens sont reliés au réseau de métro et de chemin de fer par des stations et des gares souterraines assurant la communication avec l'aéroport et le réseau belge et international de chemin de fer. En surface et en tunnel, un réseau de voiries permet la liaison avec le centre de la ville et avec les boulevards de la deuxième ceinture, le grand périphérique appelé le Ring et l'aéroport.
En général, c'est surtout dans le quartier nord et dans le quartier européen que des immeubles d'habitation et d'anciens siège administratifs de sociétés ont été remplacés par des constructions de style moderniste international. Mais cette expansion a entraîné un phénomène similaire, quoique moins concentré, dans d'autres quartiers avec l'essaimage de tours.
L'inflation bureaucratique immobilière a cependant épargné les nombreux parcs et squares qui parsèment la ville. Le bois de la Cambre du XIXe siècle prolonge la forêt de Soignes dont les 5 000 hectares s'étendent en partie dans la ville et abritent une faune protégée de cerfs, renards, écureuils, lapins, belettes, chauve-souris, une population d'oiseaux des plus variées et, depuis la fin du XXe siècle, des sangliers ont refait leur apparition. La proportion d'espaces verts publics est donc importante à Bruxelles, bien qu'inégalement répartie, et la forêt de Soignes y tient une place notoire. De plus, les jardins privés en intérieur d'îlot sont nombreux. Invisibles depuis la rue, ils jouent un rôle important dans l'assainissement de l'air.

#### Influence de l'évolution sociale sur l'urbanisme

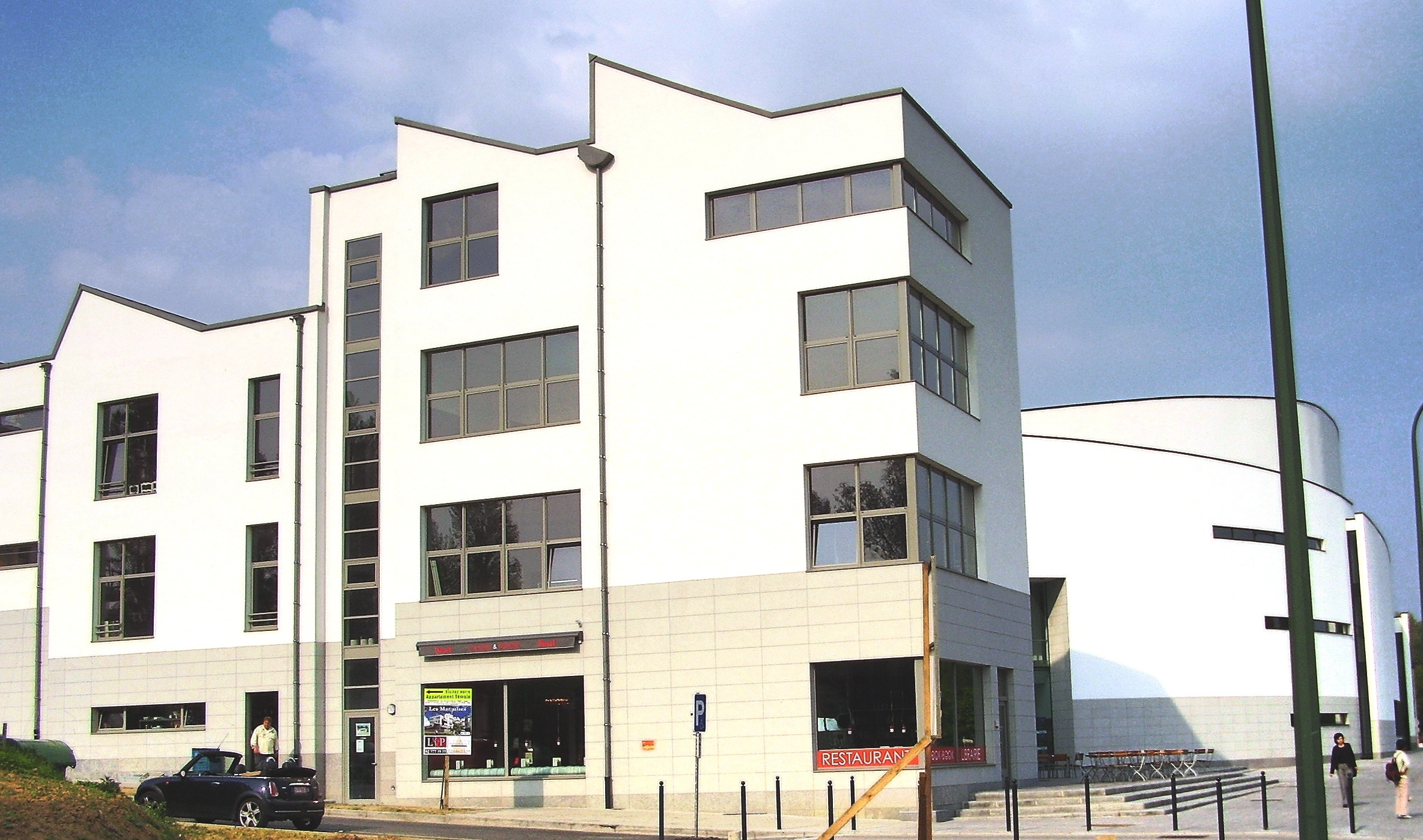
Wolubilis à Woluwe-Saint-Lambert, Bruxelles (2005).

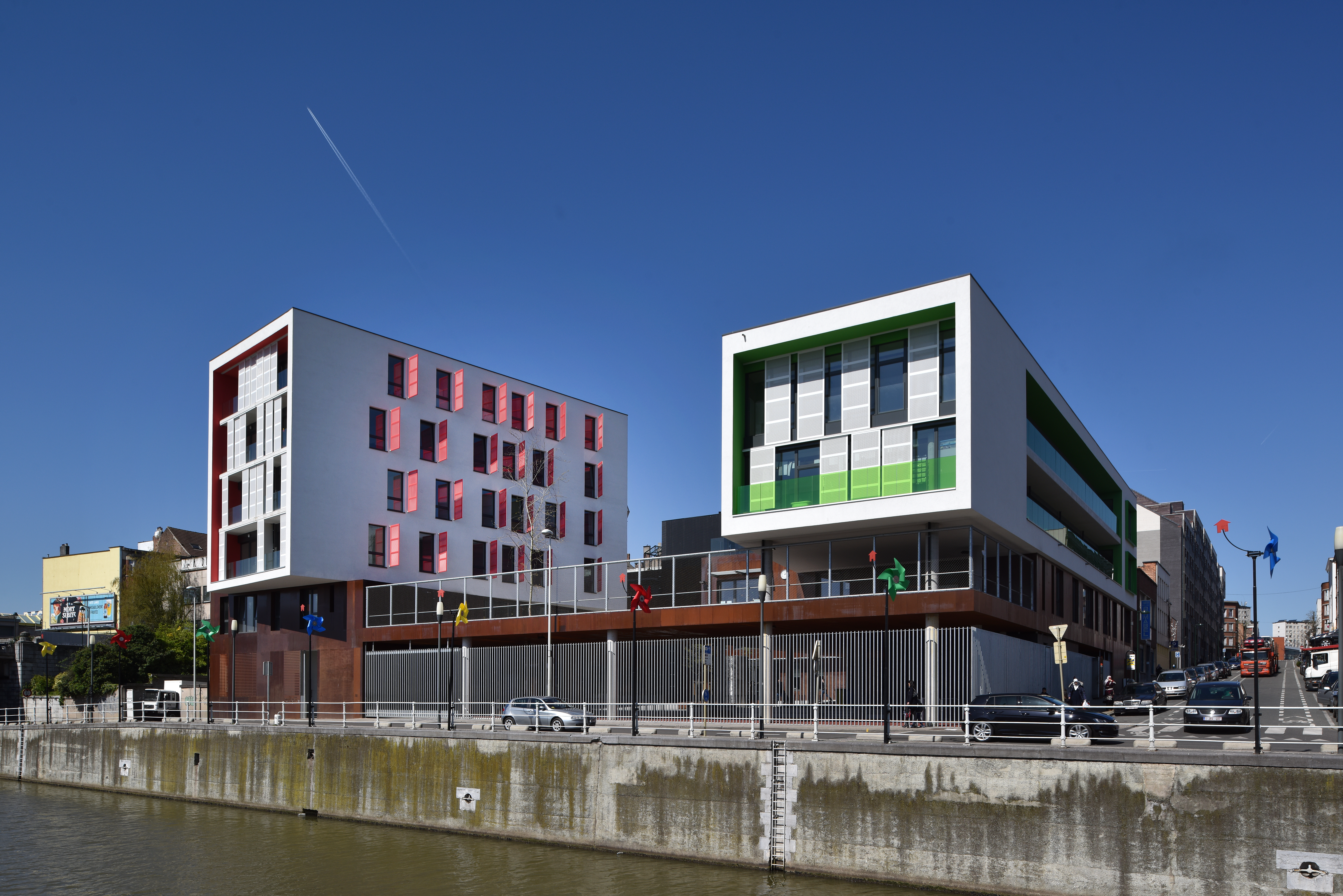
Projet Bonne-Mariemont sur le quai de Mariemont à Molenbeek-Saint-Jean, Bruxelles (2016).

Bruxelles a connu, depuis l'après-guerre jusqu'aux années 1990, une désaffection du centre-ville engendrée par le départ des habitants vers la zone périphérique interne de la région et, même, vers l'extérieur de celle-ci. Cette périurbanisation semblable à celle des villes anglo-américaines se révèle contraire aux mouvements de population des autres grandes villes européennes. En effet, à Bruxelles, les classes moyennes et « supérieures » ont eu tendance à quitter les communes centrales pour s'installer dans la couronne de communes entourant le centre et même dans les communes périurbaines du Brabant où elles ont édifié un habitat de « standing ». Dès lors, les communes du centre ont eu tendance à se taudifier en accueillant des émigrés de la première génération. Mais, vers la fin du XXe siècle, un retour d'une certaine catégorie de population aisée s'est manifesté dans le centre-ville.
Concurremment, les nombreuses spéculations immobilières apparues sous l'influence de la constitution à Bruxelles du pôle bureaucratique international, notamment de l'Union européenne, ont entraîné l'apparition d'immeubles de bureaux, dont les tours de style international au nombre d'une trentaine qui parsèment la ville, presque chaque commune en ayant au moins une : tour Astro, tour Madou, Pacific tower à Saint-Josse, tour du Bastion à Ixelles, tour Hilton, tour du Midi, tour Brusilia, tour Albert, les tours jumelles Albert et Léopold, tour Bleue, tour ITT, tour résidence de la Cambre (dans un style de type New-Yorkais des années trente), tour Floreal, etc.
Il faut citer à part la dizaine de tours du quartier Nord, nouveau quartier des affaires et des administrations. Ce quartier proche du centre-ville historique remplace un quartier ancien délabré et exproprié dans les années 1960. Il était prévu d'y ériger des tours sur une dalle selon un concept hérité des États-Unis. Mais le plan qui, dès l'origine, était conçu pour être celui du nouveau quartier administratif et des affaires de Bruxelles, a tenu compte de la proximité immédiate du centre historique de Bruxelles. Situation inverse de celle des quartiers similaires d'autres villes installés à l'extérieur (comme le quartier de la Défense près de Paris). Aussi, pour éviter l'isolement par rapport à la proximité d'un habitat traditionnel, a-t-on renoncé à la dalle au profit d'une voirie traditionnelle. Les tours du quartier Nord se dressent donc de part et d'autre de deux boulevards plantés d'arbres, le boulevard Simon Bolivar et le boulevard du Roi Albert II qui se croisent devant l'ancienne gare du Nord préservée de la démolition de l'ancien quartier et agrandie pour devenir le Centre de Communication Nord avec son nœud souterrain de transports en commun rail-route. Le boulevard du Roi Albert II, la principale artère du quartier, prolonge la voirie ancienne débouchant du centre-ville tout proche et relie de la sorte le nouveau quartier des affaires au centre même de Bruxelles avec son quartier historique. Celui-ci a échappé, en bonne partie, à la transformation urbanistique grâce non seulement à l'existence de monuments historiques de qualité que l'on n'a pas osé détruire, mais aussi, dans les années 1990 et surtout 2000, à cause d'un mouvement de retour de population vers le centre-ville.
Après la première transformation sociale du centre par l'arrivée d'habitants défavorisés, comme les immigrés de la première génération, une nouvelle mutation est intervenue à la fin du XXe siècle par une gentrification engendrant des restaurations architecturales inspirées par le goût du pittoresque à l'ancienne, en réaction au fonctionnalisme de la fin du XXe siècle. On installe des logements de standing à la place de l'habitat ancien que la hausse des loyers a vidé de ses habitants, les petits magasins de quartier cédant la place à des commerces de luxe.
La présence de l'Union européenne à Bruxelles n'est pas étrangère à ces divers mouvements de population qui sont engendrés non seulement par l'installation de milliers de fonctionnaires et de leurs familles, mais aussi par l'implantation de milliers de lobbyistes attirés par le centre de décision d'importance mondiale qu'est devenue Bruxelles. Les uns et les autres amènent à Bruxelles des habitudes nouvelles qui influencent la vie bruxelloise dans un sens qui donne à la ville un visage de plus en plus éloigné de celui de ses origines de ville brabançonne. L'évolution de l'urbanisme s'en ressent de plus en plus avec les aménagements successifs du quartier européen et, notamment de la rue de la Loi et de ses environs.

### Environnement
Bruxelles est une des capitales les plus vertes d'Europe. Elle totalise en effet 8 000 hectares d'espaces verts, c'est-à-dire la moitié de la surface de la Région.
Selon le cadastre, la Région est bâtie à 44,5 %. Seuls 6 % du territoire est constitué de terres agricoles, pâtures, prés, vergers, les eaux ne couvrant que 1,5 % du territoire. Le reste de la superficie est constitué par des parcs, jardins et zones en friches à reconvertir, ainsi que par la forêt de Soignes, la plus grande hêtraie en site urbain avec ses 5 000 hectares répartis sur trois régions, dont 2 800 hectares à Bruxelles constitués en réserve naturelle abritant une faune protégée de daims, cerfs, renards, écureuils, lapins, belettes, diverses espèces de chauve-souris et une grande variété d'oiseaux.
Les taux de couverture végétale et d'espaces naturels sont plus importants en périphérie où ils ont limité la périurbanisation de la capitale, mais ils diminuent fortement vers le centre de Bruxelles : 10 % du pentagone central, 30 % des communes de la première couronne et 71 % des communes de la deuxième couronne sont occupés par des espaces verts.
La Région, la Ville et l'IBGE (Institut Bruxellois de Gestion de l'Environnement) veulent rendre plus facile et plus équitable l'accès aux services liés à l'Environnement (déchèteries, assainissement) et aux espaces verts. Un des moyens utilisés est le « Maillage vert et bleu » qui vise à augmenter le nombre et l'interconnexion des espaces verts.
Enfin, partie importante de la gestion de l'environnement, le réseau d'égouts qui s'étend sur 1 500 km fait l'objet d'un plan d'assainissement et même de renouvellement des parties les plus anciennes remontant à plus d'un siècle et dont l'état délabré a entraîné plusieurs fuites entraînant des effondrements de la voirie. Il s'agit d'une entreprise de plusieurs années décidée par le gouvernement de Bruxelles-Capitale.
En 2016, une nouvelle espèce d'insecte a été découverte à Bruxelles dans le Jardin botanique Jean Massart. Il s'agit d'une espèce de mouche qui porte depuis le nom de la ville, puisqu'elle a été nommée Drapetis bruscellensis.

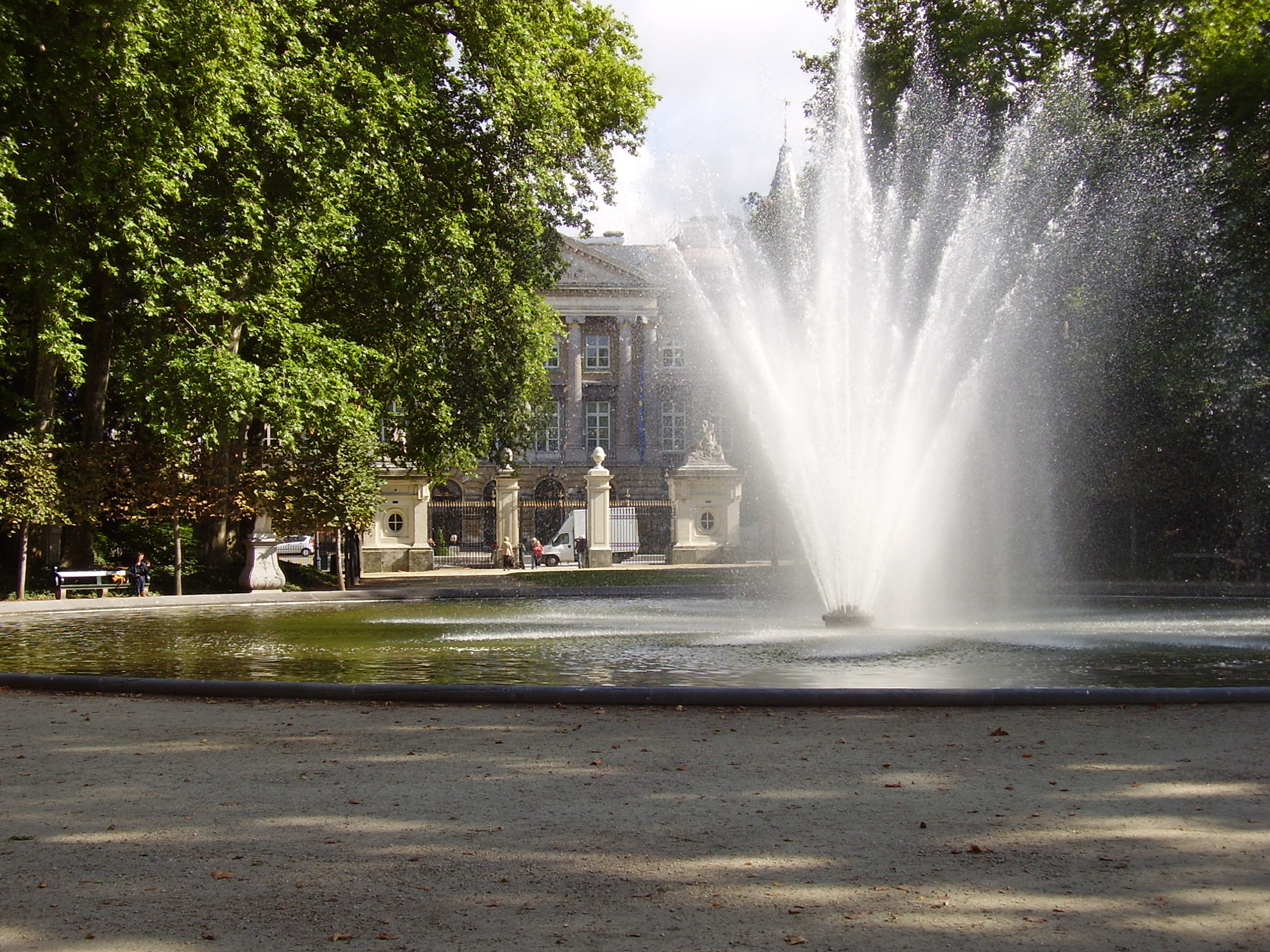
Parc de Bruxelles
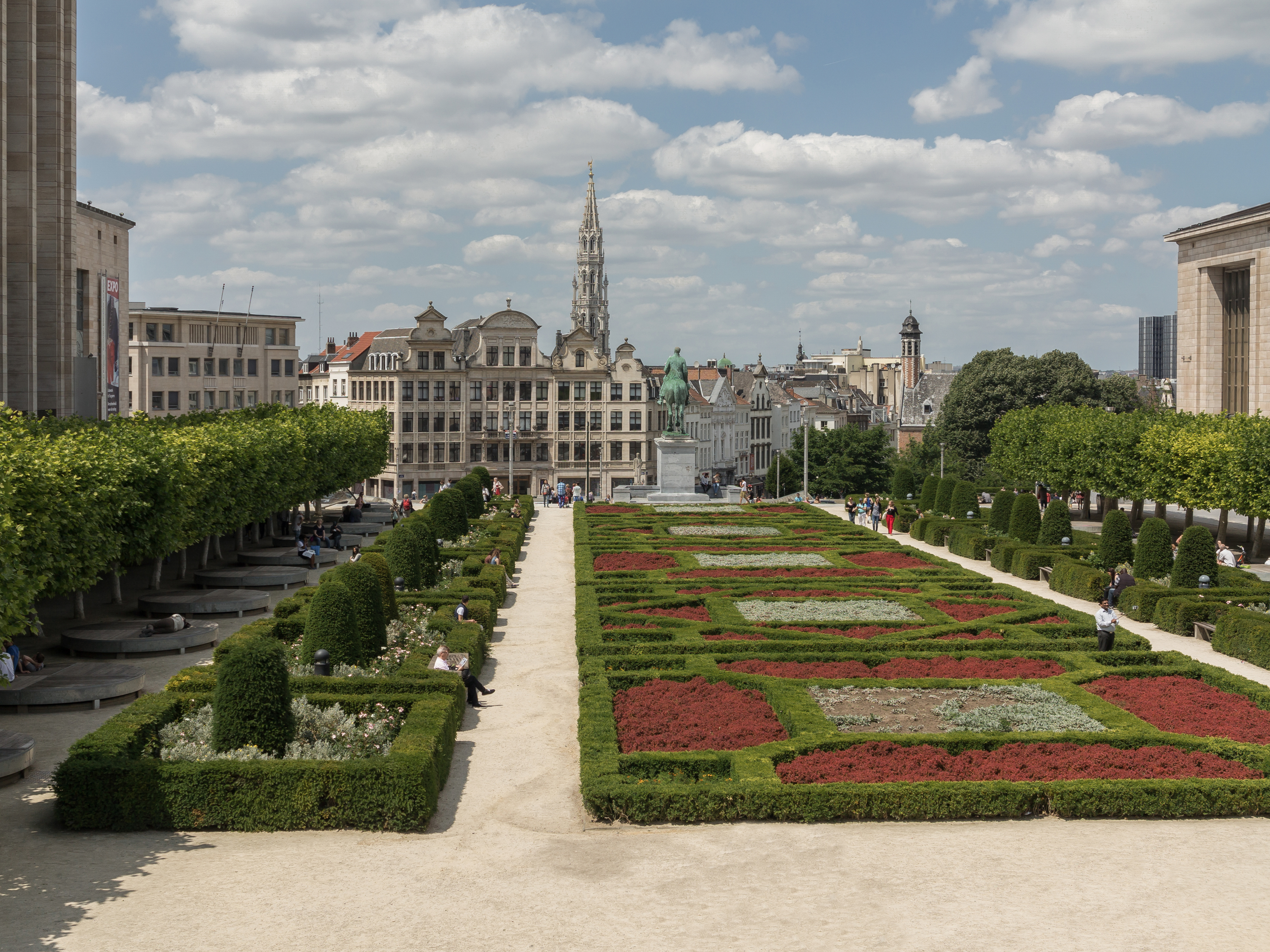
Mont des Arts
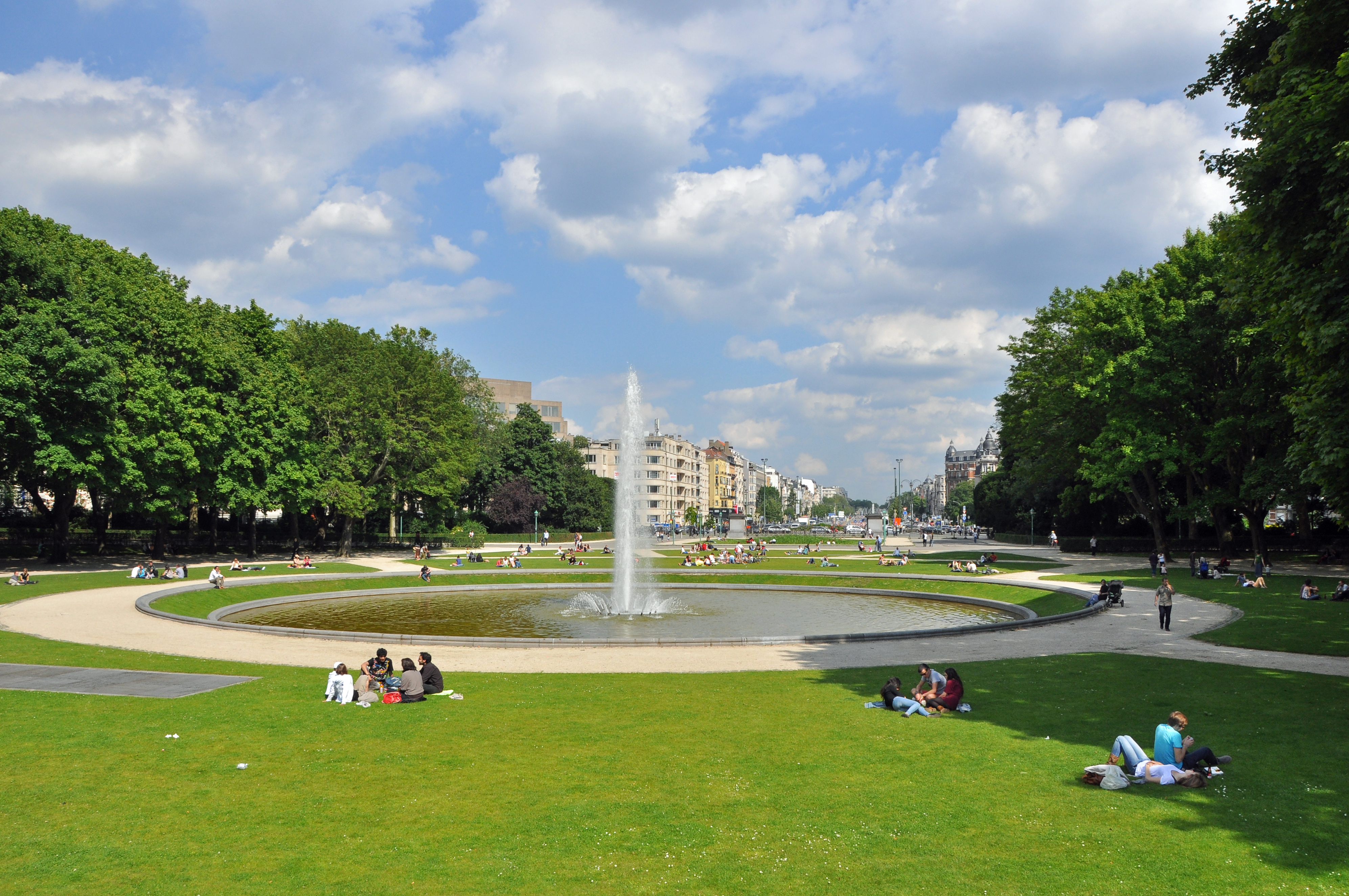
Parc du Cinquantenaire
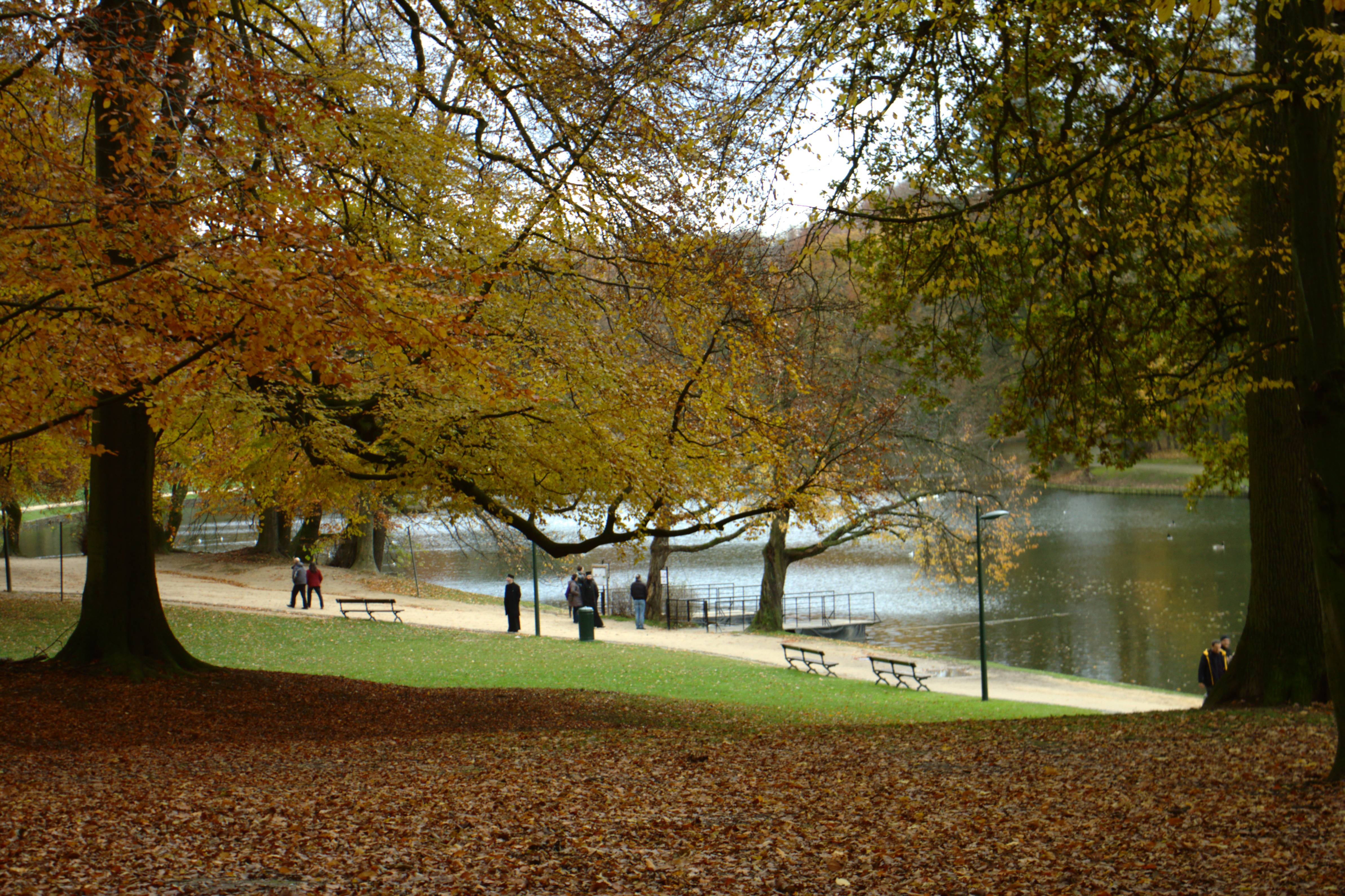
Bois de la Cambre
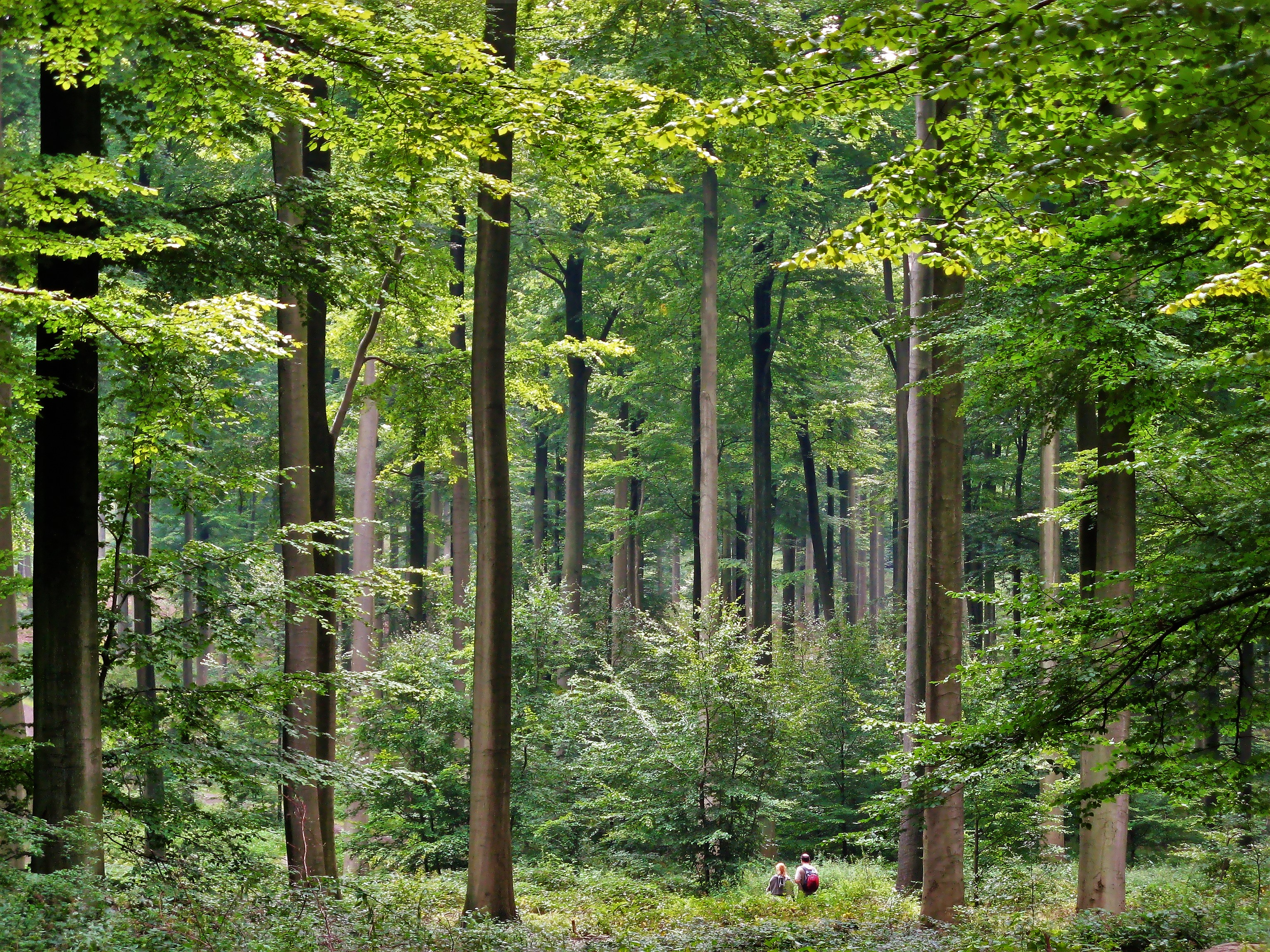
Forêt de Soignes

## Démographie

### Population

Densité de population en Europe. Bruxelles est située entre les plus grands centres urbains.

La région de Bruxelles-Capitale compte plus d'un million d'habitants et connaît une remarquable augmentation de sa population. Bruxelles est la ville qui croît le plus vite en Belgique. Au premier janvier 2008, elle a passé le cap du million d'habitants après un creux d'une dizaine d'années.
Bruxelles et sa périphérie, en tenant compte de la zone d'emplois (zone RER), comptent environ 2,7 millions d'habitants et s'étendent sur une grande partie des deux provinces de Brabant. Bruxelles fait aussi partie d'une plus large conurbation en triangle avec Gand et Anvers qui compte environ 4,4 millions d'habitants (un peu plus de 40 % de la population totale de la Belgique) et rassemble l'essentiel de l'activité économique de la Belgique.
Bruxelles-Capitale, selon sa dénomination dans la constitution belge, est une des régions de Belgique. Elle est constituée de dix-neuf communes peuplées, au total, en 2019, de 1 211 026 habitants sur 161,38 km2, soit une densité de 7 504,19 hab./km2. Cette région urbaine est dotée de son propre gouvernement et de son propre parlement. En son centre, la commune d'origine qui porte le nom de ville de Bruxelles, dénomination officielle et par tradition, qui est peuplée, au 1er janvier 2019, de 182 738 habitants (93 494 hommes et 89 244 femmes) sur 32,61 km2, soit une densité de 5 603,74 hab./km2. Elle est entourée, dans un bâti unique, par les dix-huit autres communes étroitement imbriquées entre elles de l'une des trois régions de Belgique, la région de Bruxelles-Capitale. À l'extérieur des dix-neuf communes de la région urbaine, une zone d'influence compte, en sus de la population des dix-neuf communes (1 958 157 habitants[réf. nécessaire]) dans des limites qui ne sont pas formellement établies. Cette zone, définie comme fournissant une forte proportion de travailleurs qui migrent quotidiennement vers la capitale, s'étend en majorité au nord, à l'est et à l'ouest sur la province du Brabant flamand et comprend donc deux régions (Bruxelles-Capitale et la région flamande) et englobe deux communautés, la française et la flamande. Au sud, une partie de la province du Brabant wallon est, de fait, englobée dans la zone d'influence bruxelloise avec les communes de Waterloo et de Braine-l'Alleud qui fournissent un fort contingent de travailleurs migrants à destination de Bruxelles.

#### Population étrangère
Bruxelles est aussi l'une des villes les plus cosmopolites du monde. En 2001, elle ne comptait pas moins de quarante-cinq nationalités différentes représentées par au moins mille habitants. Cette mixité d'origine s'est encore beaucoup accentuée depuis.
|                    | 01-07-2004 | 01-07-2005 | 01-07-2006 | 01-01-2008 | 01-01-2015 | 01-01-2019 | 01-01-2020 |
| ------------------ | ---------- | ---------- | ---------- | ---------- | ---------- | ---------- | ---------- |
| Bruxelles-Capitale | 1.004.239  | 1.012.258  | 1.024.492  | 1.048.491  | 1.181.272  | 1.200.322  | 1.211.026  |
| -- dont étrangers  | 262.943    | 268.009    | 277.682    | 295.043    | 385.381    | -          | -          |
|                    | 01-01-2021 | 01-01-2022 | 01-01-2023 |            |            |            |            |
| Bruxelles-Capitale | 1.214.550  | 1.217.070  | 1.235.192  |            |            |            |            |
| -- dont étrangers  | -          | -          | 452.169    |            |            |            |            |

Les étrangers à Bruxelles sont répartis comme suit en 2023 pour les principales nationalités :
| Nationalité                                           | Population |
| France                                                | 69 984     |
| Roumanie                                              | 46 572     |
| Italie                                                | 35 929     |
| Maroc                                                 | 33 654     |
| Espagne                                               | 31 569     |
| Pologne                                               | 19 298     |
| Portugal                                              | 19 044     |
| Bulgarie                                              | 13 314     |
| Ukraine                                               | 12 673     |
| Syrie                                                 | 9 968      |
| Grèce                                                 | 9 941      |
| Turquie                                               | 8 638      |
| Pays-Bas                                              | 8 296      |
| Inde                                                  | 7 754      |
| République démocratique du Congo                      | 7 674      |
| Guinée                                                | 5 178      |
| Royaume-Uni                                           | 4 719      |
| Algérie                                               | 3 138      |
| Irlande                                               | 2 842      |
| Chine                                                 | 2 826      |
| Tunisie                                               | 2 700      |
| Hongrie                                               | 2 696      |
| Albanie                                               | 2 337      |
| Suède                                                 | 2 213      |
| Afghanistan                                           | 2 085      |
| Russie                                                | 2 046      |
| Source : IBSA Brussels, chiffres au 1er janvier 2023. |            |

### Langues

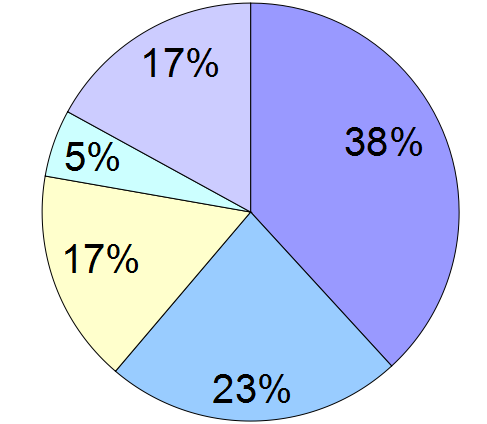
Langues parlées à la maison (Bruxelles-Capitale, 2013 – estimations)
Français
Néerlandais et français
Néerlandais
Français et langue étrangère
Autres langues

 Les deux langues officielles de la Région de Bruxelles-Capitale sont le français et le néerlandais, le français étant majoritaire. Les communes de l'agglomération de Bruxelles situées sur le territoire de la région flamande sont, elles, officiellement néerlandophones, bien qu'il existe des majorités ou de fortes minorités de personnes parlant le français dans ces communes. Certaines d'entre elles sont des « communes à facilités ». Cette dénomination signifie que la loi y accorde à la minorité francophone (qui est parfois en réalité majoritaire) un certain nombre de facilités administratives pour lui permettre de communiquer en français avec l'administration. En outre, en raison de la position centrale de Bruxelles et le nombre d'institutions internationales qu'elle abrite, l'anglais est de plus en plus utilisé comme langue véhiculaire.

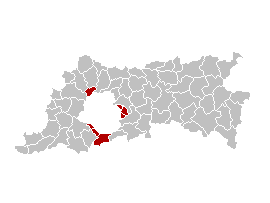
Les « communes à facilités » (en rouge) près de Bruxelles.

Si les dix-neuf communes bruxelloises constituent ensemble la seule partie officiellement bilingue de la Belgique, et qu'il y a des « communes à facilités », cela s'inscrit dans un contexte historique et politique particulier. À sa fondation au Xe siècle, Bruxelles fut une cité dont les habitants parlèrent le bas-francique, sous-groupe du bas allemand, principalement sous la forme de dialectes brabançons. Sa situation linguistique changea cependant radicalement au cours des deux derniers siècles ; d'une ville quasiment entièrement néerlandophone, Bruxelles changea en une ville bilingue, voire multilingue, avec pour langue majoritaire et lingua franca le français. À côté d'une immigration française et wallonne, cette « francisation de Bruxelles » s'explique avant tout par le changement de langue de la population bruxelloise flamande au cours des générations (la « francisation autochtone »). La raison en fut le manque de considération dont jouissait le néerlandais en tant que langue de salon au sein de la société belge, renforcé par l'attrait que représentait le français comme la langue de la culture et des échanges internationaux à l'époque. Cette transformation démarra au XVIIIe siècle mais prit toute son ampleur lorsque la Belgique devint indépendante et Bruxelles déborda au-delà ses murs. La francisation réelle et massive de la population urbaine ne commença cependant que dans la seconde moitié du XIXe siècle. À partir de 1880, de plus en plus de néerlandophones devinrent bilingues, tandis que le néerlandais ne se transmettait plus à la génération suivante. Par conséquent, vers le milieu du XXe siècle, le nombre de francophones unilingues dépassa celui des Flamands (unilingues et bilingues). Depuis lors, Bruxelles est d'ailleurs devenu progressivement une ville d'échanges internationaux, ce qui contribua à un afflux d'immigrants qui favorisèrent l'émergence du français ainsi que d'autres langues étrangères, aux dépens du néerlandais (la « francisation allochtone »). À partir des années 1960, à la suite de la fixation de la frontière linguistique et à l'essor économique de la Flandre, le néerlandais s'établit progressivement comme langue honorable capable de concurrencer le français en Belgique.
Durant la seconde partie du XXe siècle, à la suite de l'urbanisation et de l'étalement urbain, un nombre supplémentaire de communes précédemment néerlandophones de la périphérie bruxelloise devinrent majoritairement francophones. Ce phénomène, connu en Flandre comme la « tache d’huile francophone », constitue, en même temps que la question du statut de Bruxelles, un des principaux sujets de contentieux de la politique belge. Inversément, les activistes francophones de Bruxelles parlent du « carcan » pour désigner le figement de la frontière linguistique autour des dix-neuf communes. À Wemmel, Kraainem, Wezembeek-Oppem, Rhode-Saint-Genèse, Linkebeek et Drogenbos, les six communes à facilités de la périphérie bruxelloise qui font partie de la région flamande, la proportion des francophones a évolué également dans la deuxième moitié du XXe siècle jusqu'à faire d'eux une majorité. Dans l'arrondissement de Hal-Vilvorde qui, outre les six communes à facilités, comprend encore 29 autres communes flamandes, environ 31 % des familles en 2006 se servaient du français comme langue de communication entre l'enfant et la famille. Le gouvernement flamand y voit une évolution inquiétante et mène une politique visant à maintenir le caractère néerlandophone du Rand. Cette politique se traduit entre autres par une interprétation tatillonne des facilités, comme la circulaire Peeters qui stipule que les résidents francophones doivent à chaque fois demander à nouveau des documents en français.

### Religion

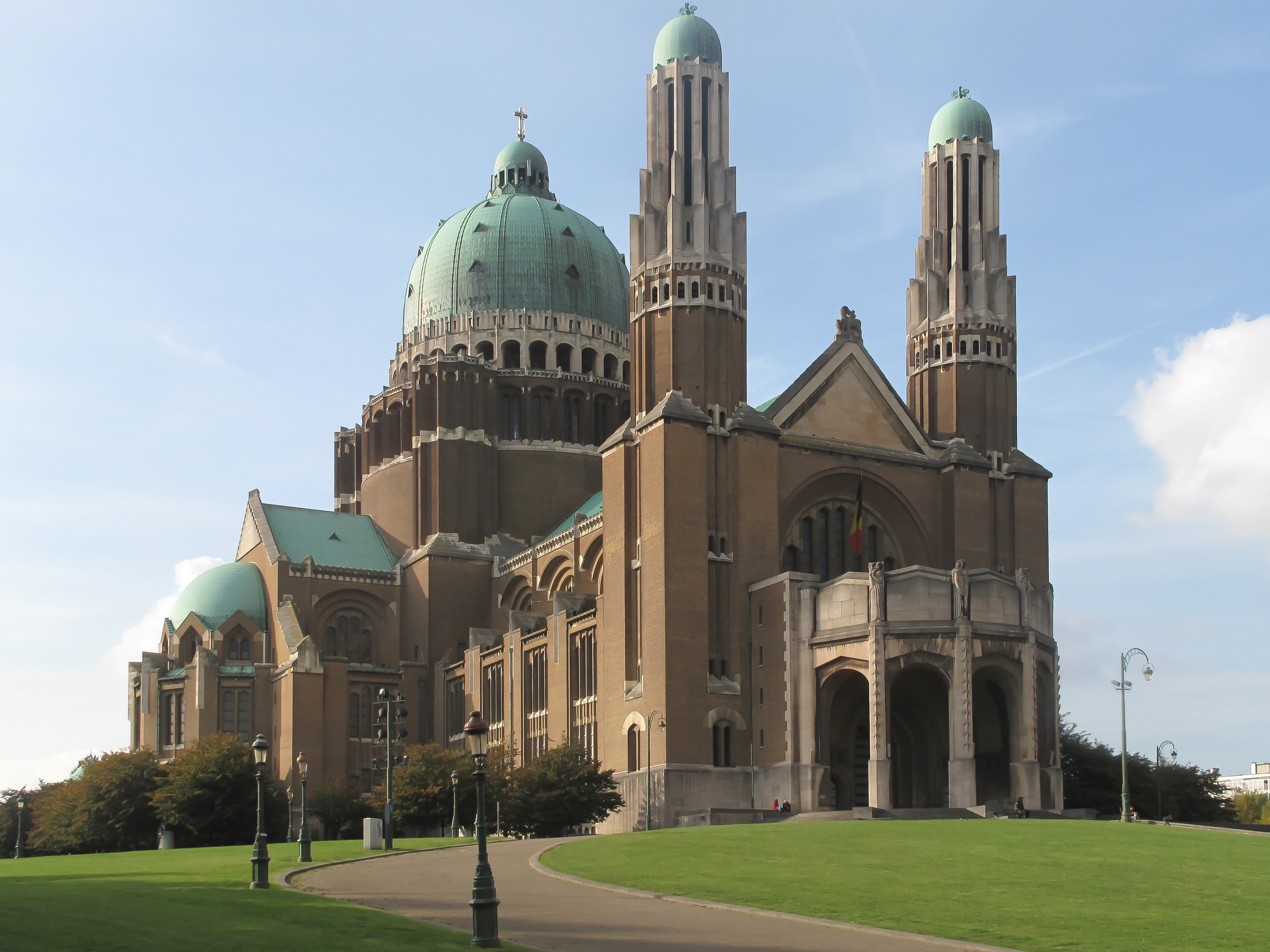
La basilique nationale du Sacré-Cœur à Koekelberg, Bruxelles.

Historiquement, Bruxelles était majoritairement catholique, surtout après l'expulsion des protestants au XVIe siècle. Le grand nombre d'églises historiques dans la région, en particulier dans la Ville de Bruxelles, en témoigne. La principale cathédrale catholique de Bruxelles est la cathédrale Saint-Michel-et-Gudule, qui fait office de co-cathédrale de l'archidiocèse de Malines-Bruxelles. Au nord-ouest de la région, la basilique nationale du Sacré-Cœur est une basilique mineure et une église paroissiale, ainsi que l'une des plus grandes églises au monde en termes de superficie. L'église Notre-Dame de Laeken abrite les tombes de nombreux membres de la famille royale belge, y compris tous les anciens monarques belges, dans la crypte royale.
À l'image de sa composition multiculturelle, Bruxelles accueille diverses communautés religieuses, ainsi qu'un grand nombre d'athées et d'agnostiques. Les religions minoritaires comprennent l'islam, l'anglicanisme, l'orthodoxie, le judaïsme et le bouddhisme. Selon une enquête réalisée en 2016, environ 40 % des Bruxellois se déclarent catholiques (12 % de catholiques pratiquants et 28 % de catholiques non pratiquants), 30 % sont sans religion, 23 % sont musulmans (19 % de pratiquants et 4 % de non pratiquants), 3 % sont protestants et 4 % sont d'une autre religion.

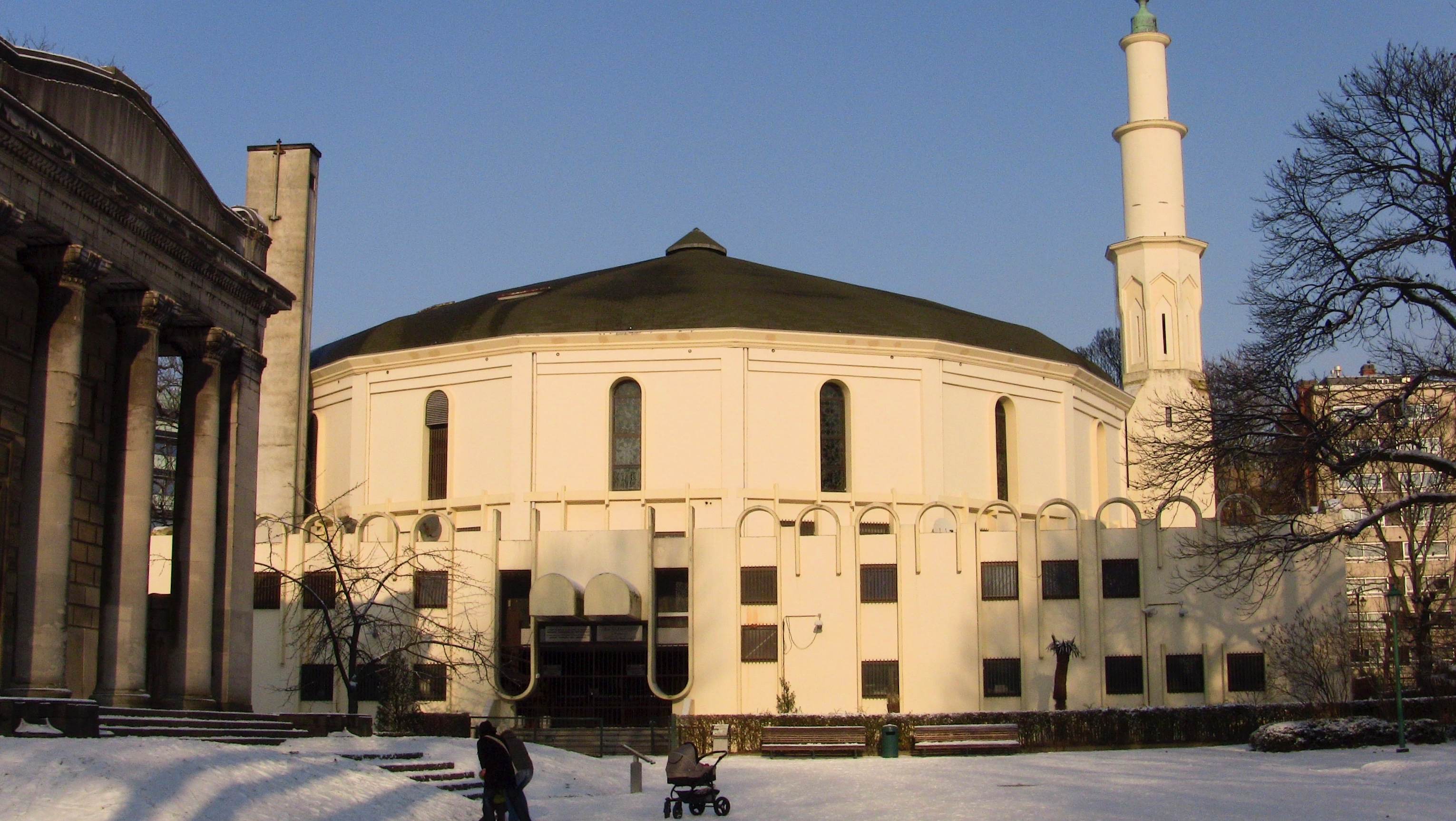
La Grande Mosquée de Bruxelles, ancien siège du Centre islamique et culturel de Belgique.

Comme le garantit la loi belge, les religions reconnues et les organisations philosophiques non religieuses, dites « organisations laïques », bénéficient d'un financement public et de cours scolaires. Autrefois, chaque élève dans l'enseignement officiel âgé de 6 à 18 ans devait choisir deux heures par semaine de cours obligatoires de religion ou de morale d'inspiration non religieuse. Cependant, en 2015, la Cour constitutionnelle belge a statué que les cours de religion ne pouvaient plus être exigés dans les systèmes d'enseignement primaire et secondaire.
Bruxelles compte une forte concentration de musulmans, principalement d'ascendance marocaine, turque, syrienne et guinéenne. La Grande Mosquée de Bruxelles, située dans le parc du Cinquantenaire, est la plus ancienne mosquée de Bruxelles. La Belgique ne collecte pas de statistiques par origine ethnique ou croyance religieuse, les chiffres exacts sont donc inconnus. On estime qu'en 2005, les personnes d'origine musulmane vivant en Région bruxelloise étaient au nombre de 256 220 et représentaient 25,5% de la population de la ville, une concentration bien plus élevée que celle des autres régions de Belgique.

## Politique et administration

### Au niveau national

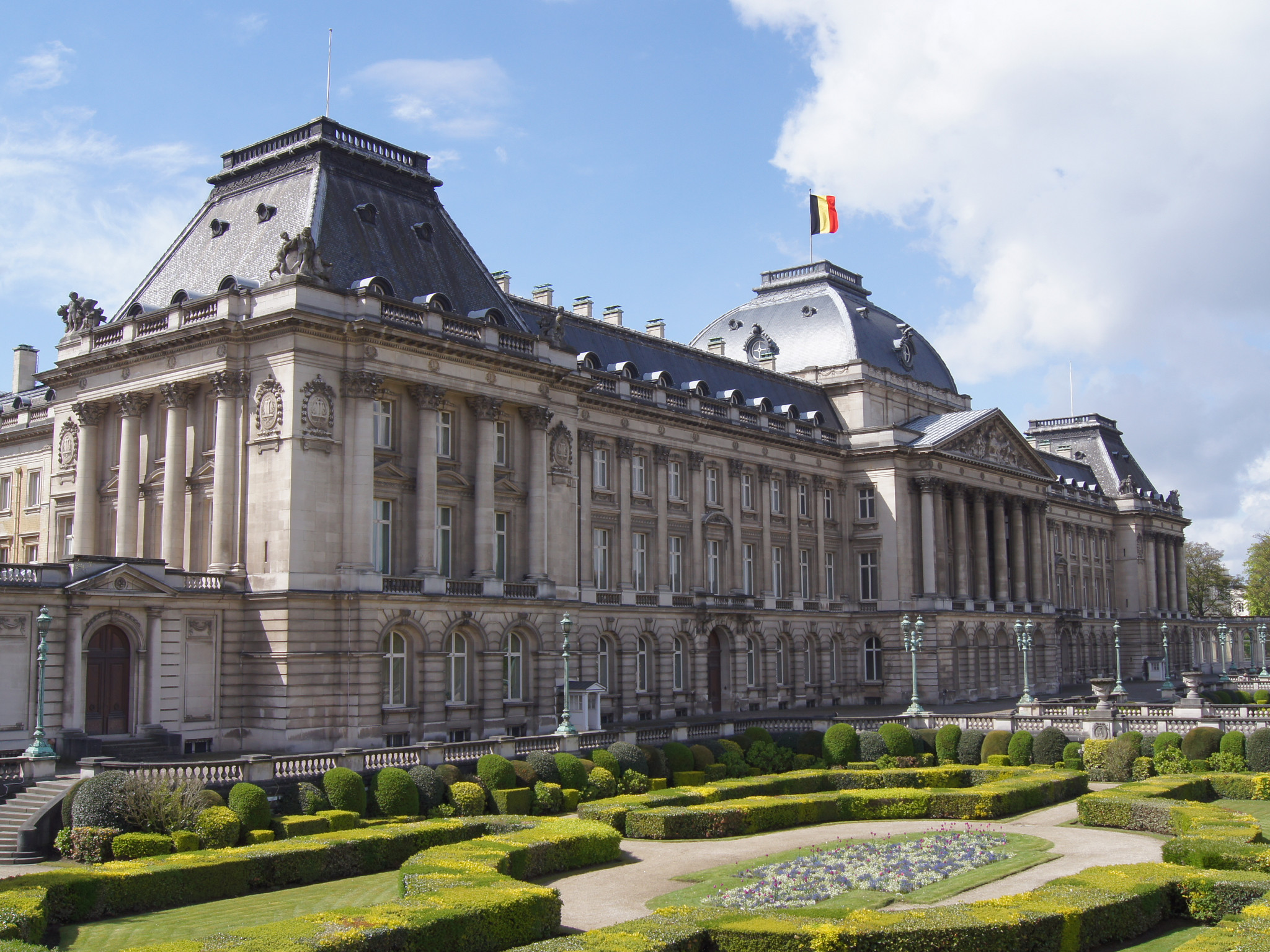
Le Palais royal de Bruxelles, le palais officiel du roi des Belges.

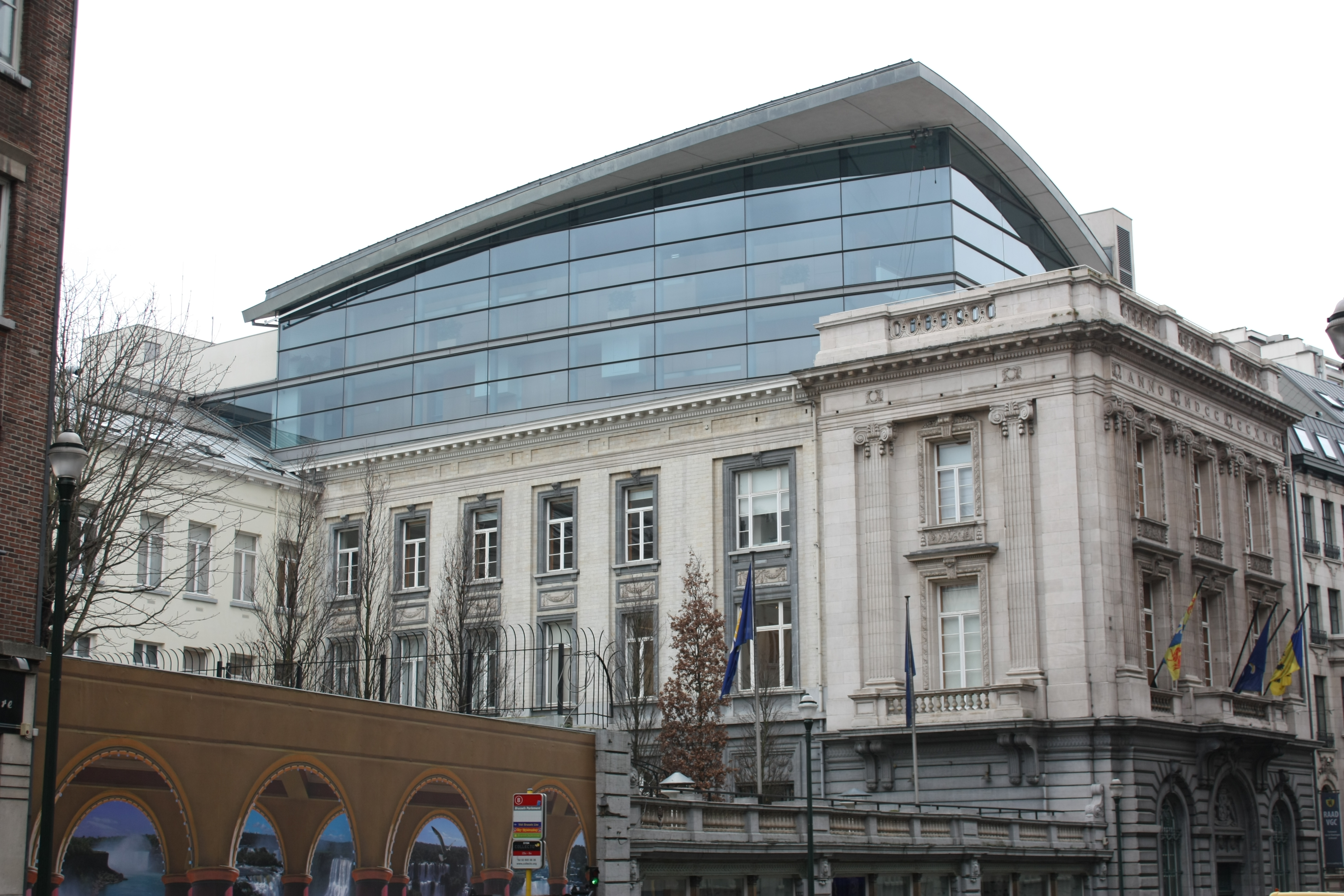
Le bâtiment abritant le parlement régional bruxellois.

Désignée la capitale de la Belgique selon l'article 194 de la Constitution belge, la Ville de Bruxelles est le siège du pouvoir exécutif constitué par la monarchie belge et le gouvernement fédéral de la Belgique, du pouvoir législatif constitué par la Chambre des députés et le Sénat, et du pouvoir judiciaire. Elle est aussi la résidence des ambassades et consulats étrangers.
Bruxelles est le siège des gouvernements et parlements de plusieurs des entités fédérées qui composent la Belgique :
- deux des trois régions fédérées : la Région de Bruxelles-Capitale et la Région flamande ;
- deux des trois Communautés :
  - la Communauté française de Belgique[51], qui a modifié sa dénomination en Fédération Wallonie-Bruxelles en avril 2011, forme un pouvoir unique installé à Bruxelles pour gérer les matières communes à Bruxelles et à la Wallonie, la culture française au sens large (enseignement, beaux-arts, cinéma, télévision et maisons de la culture, échanges culturels internationaux, etc.) ;
  - la Communauté flamande, qui gère la culture des Flamands de Flandre et de la minorité flamande de Bruxelles, a également élu Bruxelles comme siège.

Un projet gouvernemental de création d'une zone dont la population et les limites doivent être définies avec précision a été déposé en 2010 sous le nom de « Métropole de Bruxelles ».

### Au niveau international

#### Bruxelles et l'Union européenne

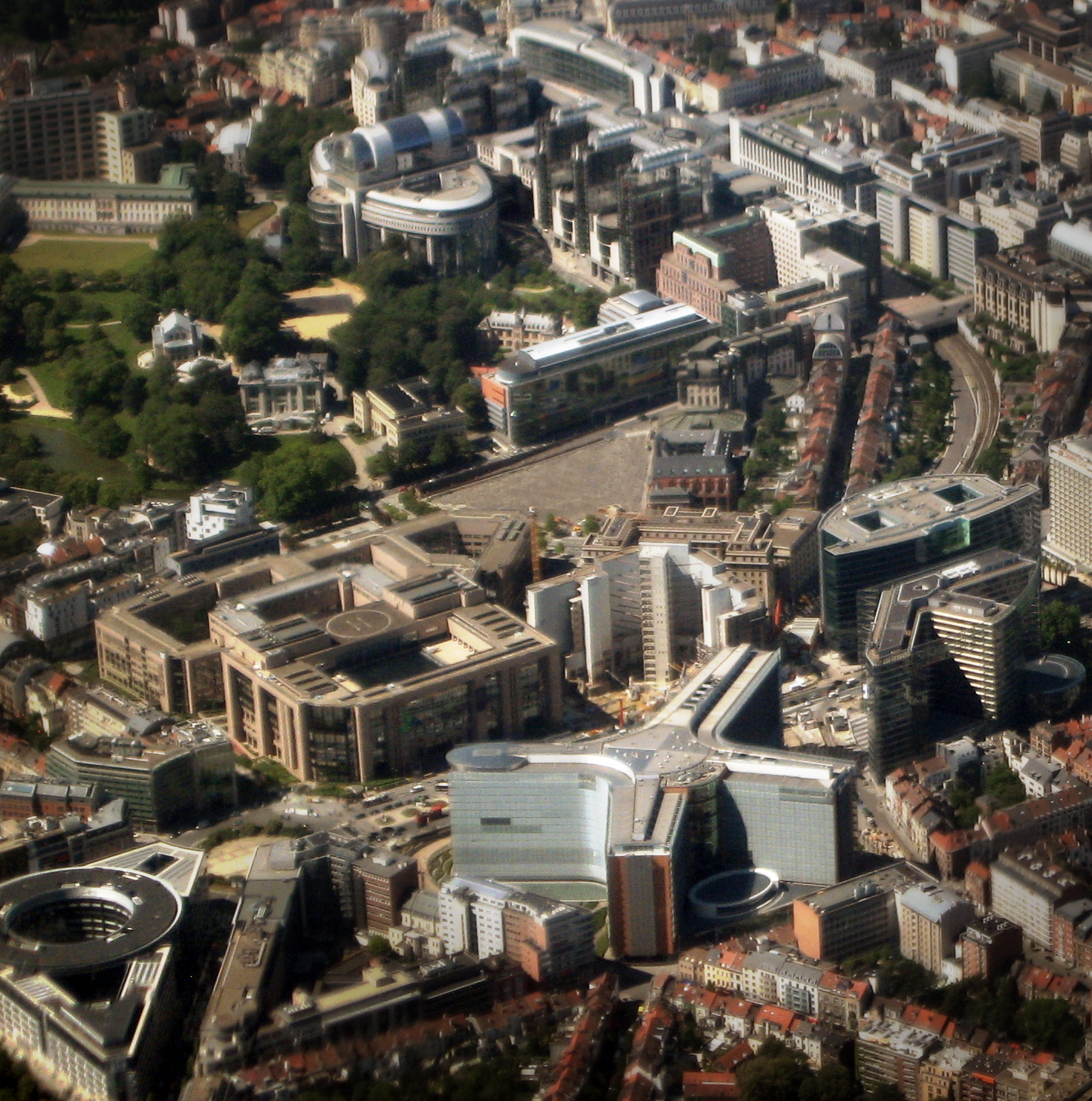
Vue aérienne du quartier européen de Bruxelles.

Bruxelles, siège de la plupart des institutions de l'Union européenne, est considérée de facto comme la capitale politique des 27,. Le statut de « capitale de l'Europe » (partagé, et même parfois contesté par Luxembourg et surtout Strasbourg qui, outre le siège du Parlement européen, accueille aussi celui du Conseil de l'Europe) reste cependant officieux, l'UE n'ayant pas officiellement de capitale, bien que le traité d'Amsterdam donne officiellement à Bruxelles le siège de la Commission européenne (la branche exécutive du gouvernement) et du Conseil de l'Union européenne (une institution législative composée des exécutifs des États membres). Le siège officiel du Parlement européen se situe à Strasbourg, où ont lieu les votes, avec le Conseil, sur les propositions faites par la Commission. Toutefois, les réunions des groupes politiques et des groupes de commissions sont formellement confiées à Bruxelles, de même qu'un nombre défini de séances plénières. Les trois quarts des sessions du Parlement se déroulent désormais dans son hémicycle bruxellois. Entre 2002 et 2004, le Conseil européen a également fixé son siège dans la ville. En 2014, l'Union a accueilli un sommet du G7 dans la ville.
Bruxelles, tout comme Luxembourg et Strasbourg, a commencé à accueillir les institutions européennes en 1957, devenant rapidement le centre des activités, la Commission et le Conseil ayant installé leurs activités dans ce qui est devenu le quartier européen, à l'est de la ville. Les premières constructions à Bruxelles étaient sporadiques et incontrôlées, avec peu de planification. Les principaux bâtiments actuels sont le Berlaymont de la Commission, symbole du quartier dans son ensemble, le bâtiment Europa du Conseil et l'Espace Léopold du Parlement. Aujourd'hui, la présence européenne s'est considérablement accrue, la Commission occupant à elle seule 865 000 m2 dans le quartier européen (un quart de la surface totale des bureaux à Bruxelles). Cette concentration et densité ont fait craindre que la présence des institutions européennes ne crée un effet de ghetto dans cette partie de la ville. Cependant, la présence européenne a contribué de manière significative à l'importance de Bruxelles en tant que centre international.
D'autres institutions européennes ont leur siège ou une grande partie de leurs activités à Bruxelles, telles que le Comité des régions et le Comité économique et social. C'est également à Bruxelles que se situent le siège d'Organisation européenne pour la sécurité de la navigation aérienne (Eurocontrol) et celui du Conseil des communes et régions d'Europe.

#### Bruxelles et l'OTAN

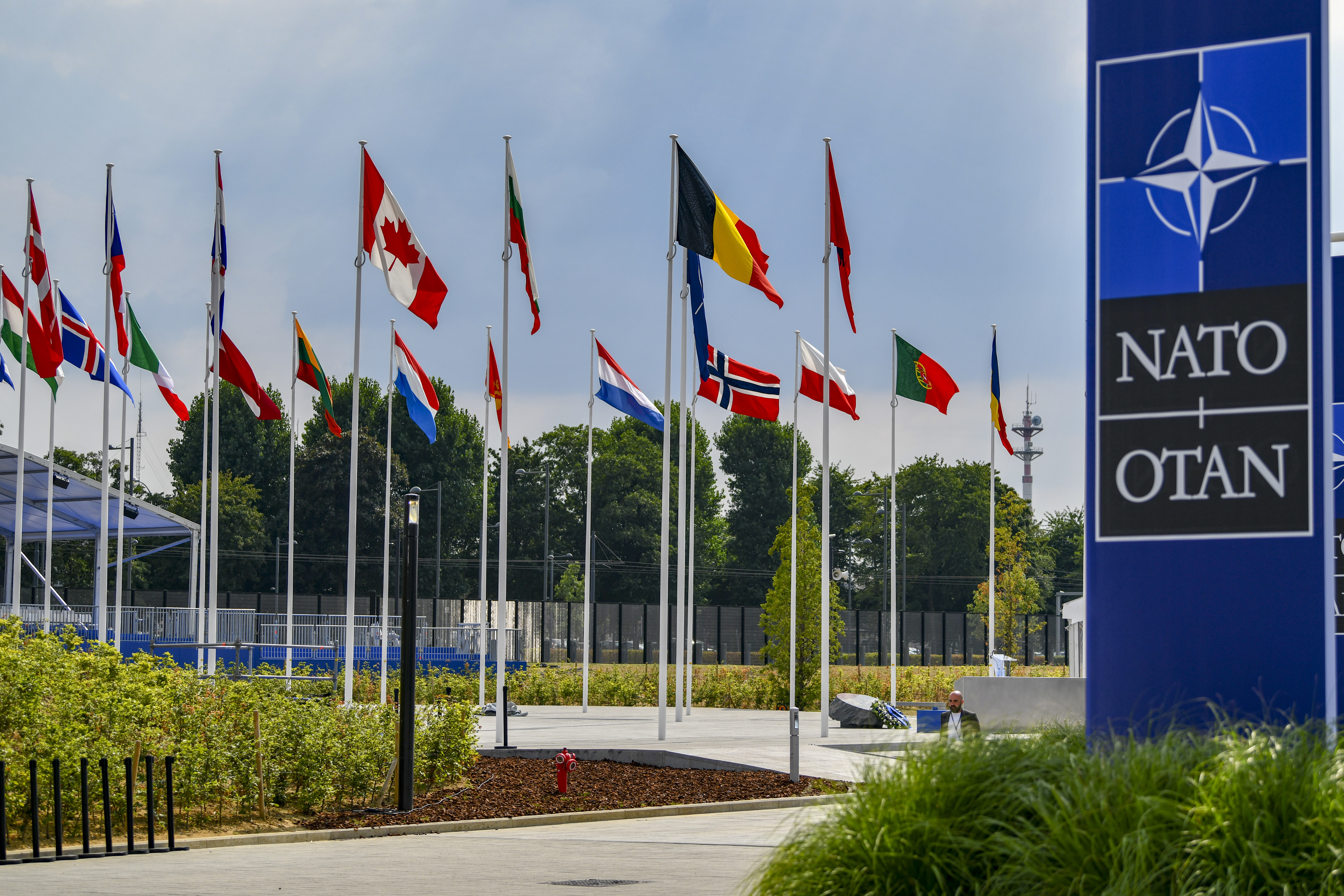
Les drapeaux des États membres de l'OTAN flottent à l'entrée de son siège à Haren, Bruxelles.

Le traité de Bruxelles, signé le 17 mars 1948 entre la Belgique, la France, le Luxembourg, les Pays-Bas et le Royaume-Uni, était un prélude à la création de l'alliance militaire intergouvernementale qui deviendra plus tard l'Organisation du traité de l'Atlantique nord (OTAN). Aujourd'hui, l'alliance compte 31 pays membres indépendants répartis en Amérique du Nord et en Europe. Plusieurs pays ont également des missions diplomatiques auprès de l'OTAN par l'intermédiaire d'ambassades en Belgique. Depuis 1949, plusieurs sommets de l'OTAN se sont tenus à Bruxelles, le dernier en date ayant eu lieu en juin 2021. Le siège politique et administratif de l'organisation est situé sur le boulevard Léopold III à Haren, dans le périmètre nord-est de la Ville de Bruxelles. La construction d'un nouveau bâtiment de 750 millions d'euros a débuté en 2010 et a été achevé en 2017.

#### Autres institutions
Par ailleurs, Bruxelles accueille 120 institutions internationales, 159 ambassades (intra muros) et plus de 2 500 diplomates, faisant de Bruxelles le deuxième centre de relations diplomatiques au monde (après New York). En outre, la ville compte plus de 1 400 ONG.
Les principales confédérations syndicales internationales y ont également leurs sièges : la Confédération européenne des syndicats (CES), la Confédération internationale des syndicats libres (CISL) et la Confédération mondiale du travail (CMT).

### Évolution historique
Cette section devrait être déplacée dans l'article Bruxelles#Histoire.
Pour plus d’informations, se reporter en page de discussion. ({{{date}}})
Au cours des âges, Bruxelles qui était une des principales villes du Brabant dès le XIe siècle, connaît une première expansion sous le duc Jean Ier de Brabant dont les possessions s'étendent jusqu'en Limbourg. Par succession féodale, la ville devient le siège du pouvoir des ducs de Bourgogne. Sous Philippe le Bon, qui y installe sa résidence, ayant acquis le Brabant et d'autres territoires des Pays-Bas par voie d'héritage, la ville agrandit le palais ducal afin d'y retenir le duc. C'est là qu'il installe son exceptionnelle bibliothèque de 900 volumes. Le duc développe une politique d'unification et de prestige qui le fait surnommer le Grand Duc d'Occident, et aussi Conditor Imperii Belgici. Le nom Belgique, présent dans la tradition des cartographes du Moyen Âge, accompagnera d'ailleurs celui de Bruxelles à travers l'histoire sous les dénominations de Leo Belgicus qui, au XIVe siècle désigne l'ensemble géographique dominé, au nord, par la dynastie de Bourgogne, mais aussi Belgica Regia et Belgica Foederata. Sous Philippe le Bon, dès le XIVe siècle, apparaît une monnaie unique, le Vierlander, ainsi nommée car elle remplace les monnaies de quatre des principaux pays du territoire des grands Pays-Bas. Il s'agit de supprimer les taux de change sans cesse variables entre les monnaies locales afin d'améliorer les transactions commerciales tout en facilitant la perception des impôts. En 1430, il crée le Grand conseil et le Conseil ordinaire, l'un chargé de la justice, l'autre de la politique générale. En 1464, il réunit les États généraux des Pays de par-decà, depuis le nord de la Hollande jusqu'à Boulogne, Belgique incluse, avec ses possessions de Bourgogne, les Pays de par-delà. Il s'agit d'une assemblée législative représentant les trois états, la noblesse, la bourgeoisie et l'Église et dont émane un gouvernement dénommé le Conseil d'État. Ce système reste soumis au souverain et s'affirmera, dans la Belgique d'Ancien régime, avec des fortunes diverses, malgré des monarchies hostiles imposées par des conquêtes étrangères, et ce jusqu'à la fin du XVIIIe siècle.
À Bruxelles, le règne de Philippe le Bon ne se manifeste pas seulement par les séances des États généraux et par le va-et-vient des ambassadeurs. Des écoles sont ouvertes dans la ville et les pauvres sont soignés gratuitement, comme dans plusieurs cités des États bourguignons. Des fêtes ponctuent les activités politiques pour des raisons de prestige et les états généraux sont fréquemment sollicités pour les financer. Il en résulte que les métiers d'art se développent dont les tapisseries de Bruxelles. En outre, le grand-duc caresse le projet d'une croisade vers la Terre sainte.
Parallèlement à cette action intérieure, Philippe le Bon développe une politique extérieure destinée à lui créer des alliés contre la politique du roi Louis XI de France inquiet du renforcement bourguignon autour de son royaume. C'est ainsi que, en 1430, le duc fonde l'ordre de la Toison d'or au sein duquel il initie des nobles de ses possessions tout en attirant des personnalités étrangères de premier plan, tels que le roi Alphonse V d'Aragon et de Naples, et en 1468, Édouard IV d'Angleterre. Enfin, par le traité d'Arras, signé le 20 septembre 1455, Philippe le Bon obtient du roi Charles VII de France le droit d'occuper Boulogne-sur-Mer et les villes de la Somme plus divers territoires. En plus, et surtout, Philippe le Bon obtient à titre personnel la suppression de son statut de vassal à l'égard du roi de France. Par ce traité, le pouvoir bourguignon devient autonome comme l'autorité installée à Bruxelles ne l'avait plus été depuis les ducs de Brabant. Toutefois, il subsiste des liens féodaux entre des seigneurs et des cités avec le Saint-Empire germanique.
Les pays sous l'autorité du duc voient s'ouvrir une perspective d'indépendance que la complexité du régime féodal modère cependant de par les allégeances de familles nobles à l'égard de l'empire allemand. Aussi, Charles le Téméraire, fils de Philippe le Bon, continuant la politique de son père, tente-t-il de renforcer son autorité sur les territoires dont il a hérité en voulant évincer tout autre pouvoir que le sien. C'est dans ce but qu'il croit pouvoir obtenir le titre de roi que lui conférerait l'empereur germanique. Mais il n'obtient pas ce titre par suite des intrigues du roi Louis XI de France pour qui les visées bourguignonnes constituent une menace. Entre-temps, Charles doit affronter la fronde de certains nobles et la rébellion des villes. Le 15 janvier 1468, à Bruxelles, dans son palais du Coudenberg, il organise une cérémonie de pardon des Gantois qui s'étaient soulevés. C'est l'occasion de déployer un faste qui doit pouvoir rivaliser avec celui dont Philippe le Bon était coutumier. Le duc est assis dans un fauteuil recouvert d'un drap d'or et des tapisseries ornent les rues de Bruxelles par où passent les ambassadeurs de France, d'Angleterre, de Naples, de Milan, d'Aragon et de Sicile, d'Autriche, de Prusse, du Danemark, de Norvège, de Hongrie, de Bohème, de Pologne et de Russie.
Si l'autorité du duc de Bourgogne paraît bien assise à l'intérieur, à l'extérieur elle doit affronter l'hostilité du roi de France et aussi la méfiance de l'empereur d'Allemagne. Celui-ci, après avoir promis au duc de lui accorder le titre de roi, se rétracte. Cette nouvelle dignité aurait donné à Charles le pouvoir de faire jeu égal avec le roi de France. Après l'échec de la cérémonie d'investiture royale, alors que les souverains d'Europe, et surtout le roi de France, s'attendaient à devoir composer avec un nouveau roi, le duc de Bourgogne se sent poussé à la guerre pour affirmer sa puissance. Celui que l'on nomme Charles le Téméraire tente donc de réunir par la force ses possessions bourguignonnes de France avec celles des grands Pays-Bas. Ceux-ci sont, à l'époque, nommés le Leo Belgicus. Mais les campagnes guerrières du Téméraire se heurtent sans cesse au roi de France qui entretient l'hostilité des Alsaciens et des Suisses dont les territoires séparent les parties nord et sud de la « Grande Bourgogne » rêvée par Charles le Téméraire. Finalement, le duc meurt au combat à Nancy.
Dès l'époque bourguignonne, la langue française a droit de cité à Bruxelles en tant que langue du pouvoir. Mais il était de règle de traduire en néerlandais tout texte légal qui devait l'être pour la bonne compréhension des sujets des ducs.
Après la mort du Téméraire, Bruxelles reste aux mains des Bourguignons et finit par échoir dans l'héritage de celui qui allait devenir, à sa majorité, Charles Quint. Né à Gand, héritier des ducs de Brabant à travers l'hérédité des ducs de Bourgogne, Charles hérite donc des Pays-Bas bourguignons, mais aussi de l'Espagne et de ses colonies d'Amérique. Il va alors réaliser le rêve déçu de Charles le Téméraire lorsqu'il devient par élection de la Diète d'Empire, empereur du Saint-Empire romain germanique. En effet, en obtenant cette charge, il émancipe, les grands Pays-Bas de la tutelle étrangère qu'était celle du Saint-Empire, puisque, par un renversement historique, c'est, à partir de ce moment-là, le souverain des Pays-Bas qui exerce le pouvoir sur l'Empire. Né à Gand, élevé en Brabant, Charles Quint avait été, dès sa naissance, considéré par la population comme un enfant du pays. Mais son entourage flamando, franco espagnol, puis allemand, en fait un polyglotte, parlant le néerlandais, le français, l'espagnol et l'allemand. Cependant, à la cour de Bruxelles, le français est la langue véhiculaire. C'est durant son séjour à Bruxelles, 1515-1516, qu'Érasme, le prince des humanistes, rédige en français son traité de l'éducation d'un prince destiné à guider l'éducation de Charles qu'il remet personnellement au futur empereur qu'il appelle "Princeps Burgundiunum",,,.
C'est au palais du Coudenberg que Charles Quint réside le plus souvent, en dehors de ses campagnes militaires et de deux brefs séjours en Espagne. La première fois, c'est pour aller faire connaissance de ses sujets espagnols, la deuxième fois, c'est alors qu'il est empêché de traverser la France pour rentrer à Bruxelles, étant en guerre avec ce pays et alors qu'il retient prisonnier le roi de France François Ier vaincu à la bataille de Pavie.
Malgré les absences de Charles, chaque fois pour cause de guerre, le français est donc, à Bruxelles, la lingua franca, langue utilisée comme langue d'usage par les seigneurs de la Cour. C'est aussi une langue pratiquée par les Wallons installés à Bruxelles (une place publique indiquée sur les plans les plus anciens s'appelle place des Wallons).
Lorsque Charles Quint, en 1548, par la transaction d'Augsbourg, érige les Dix-Sept Provinces en Cercle de Bourgogne affranchi de la juridiction impériale, il apporte au pays une véritable indépendance. Ce qui est confirmé, en 1549, par la Pragmatique Sanction qui confirme l'indissociabilité de ce que l'on nomme aussi la Généralité des Pays-Bas qui englobe la Hollande et ses extensions du nord, la Belgique, le nord de la France et la Franche-Comté. Philippe II d'Espagne, fils de Charles Quint, est destiné à en être le souverain, mais dans le respect des franchises et des privilèges locaux, ce qui confère aux gouverneurs installés à Bruxelles leur autonomie politique au sein d'un vaste ensemble multi-national comprenant l'Espagne et ses colonies. Aussi, quand Charles abdique à Bruxelles de tous ses pouvoirs sur la généralité du Leo Belgicus, sur la Bourgogne, sur le Saint-Empire romain germanique, et sur l'Espagne avec ses colonies, l'héritage qu'il laisse ne paraît pas menacer la ville dans son statut politique de ville de pouvoir en Europe du Nord. Mais le choix que son fils, Philippe II, fait de Madrid pour y résider va créer un antagonisme entre Bruxelles et l'ensemble des Pays-Bas envers l'Espagne. D'autant plus que, depuis Madrid, Philippe II intensifie la lutte de son père contre le protestantisme. Celle-ci s'était déjà traduite à Bruxelles, comme dans ses autres villes et États, par la publication de placards, des affiches condamnant les ennemis de l'église catholique romaine avec des peines allant jusqu'à celle de la mort.
Après Charles Quint, le français continue, au cours des siècles, à être utilisé par l'aristocratie et une partie de la bourgeoisie, particulièrement dans les affaires de politique extérieure. Le brabançon, variante dialectale du néerlandais, demeure la langue véhiculaire de la grande majorité de la population. Le soulèvement contre l'autoritarisme du successeur de Charles Quint, son fils Philippe II, entraîne, après des répressions sanglantes dans le cadre des guerres de religion, la scission des Pays-Bas bourguignons. C'est la naissance des futurs Pays-Bas du nord (que les Français appellent la Hollande), un État majoritairement protestant. Le conflit commence par l'arrivée à Bruxelles de troupes espagnoles qui occupent la ville et par l'exécution sur la Grand-Place de deux chefs rebelles, les comtes d'Egmont et de Horne. La répression touche aussi de nombreux tenants des droits et franchises locaux menacés par Philippe II d'Espagne. De ce fait, le prince d'Orange, dit Guillaume le Taciturne, d'origine allemande, mais élevé en français à la cour de Bruxelles (il parle aussi l'allemand et le néerlandais), qui avait été proche de Charles Quint, devient l'emblème et le chef de la guerre contre l'Espagne. Au cours d'une longue guerre, le prince, qui a fui Bruxelles pour prendre la tête de ce qui devient une révolution reviendra brièvement dans Bruxelles reconquise. Les contemporains décrivent son retour aux côtés de l'ambassadeur d'Angleterre comme un véritable triomphe. C'est l'occasion pour les Bruxellois d'assister au premier feu d'artifice exécuté en Europe occidentale. Mais les vicissitudes des combats entraînent le prince loin de Bruxelles, aux côtés des protestants, jusqu'à se convertir à la Réforme.
Acharné dans son combat pour la défense des droits et l'émancipation des populations, Guillaume d'Orange va jusqu'à appeler une de ses filles Catherine-Belgique d'Orange-Nassau. Mais, finalement, incapable de libérer le sud de l'emprise espagnole, réfugié dans les Pays-Bas du Nord, Guillaume d'Orange leur a légué sa devise, par laquelle s'affirme sa persévérance, devise qui sera celle de la dynastie d'Orange-Nassau, qui règne encore au XXIe siècle sur les Pays-Bas et qui est toujours en français : « Je maintiendrai ».
Durant toute la durée du conflit, Bruxelles s'est plusieurs fois opposée directement aux gouverneurs espagnols, tant pour des raisons religieuses que fiscales, notamment par l'Union de Bruxelles qui entérine la Pacification de Gand qui proclame l'unité des populations des grands Pays-Bas du nord au sud. Succès éphémère, la ville deviendra même une république calviniste, subissant un siège d'un an avant de retomber sous le pouvoir du roi d'Espagne. Durant les quatre-vingts ans que devait durer la guerre, Bruxelles connait un répit de dix ans sous les archiducs Albert et Isabelle installés dans le vieux palais bruxellois des ducs de Brabant et des ducs de Bourgogne sous un régime de neutralité équivalant à une quasi-indépendance. Sous leur règne, en 1579, Bruxelles perd toute emprise sur les provinces du nord par le traité d'Utrecht par lequel l'Espagne reconnaît l'indépendance du nord. C'est la naissance des Pays-Bas du nord, principalement la Hollande, séparés de la Belgique. Celle-ci est encore appelée, à l'époque, les Pays-Bas méridionaux.
Durant ces événements, Bruxelles reste une ville brabançonne dont le thiois, version brabançonne de la langue flamande, est la langue de l'administration et des chambres de rhétorique, et demeure la langue véhiculaire. Mais, sous les archiducs, la politique intérieure du Conseil d'État (gouvernement) se fait en français. Si les relations avec les gouverneurs représentant l'Espagne continuent en langue française, moins souvent en langue espagnole, la vie culturelle est toujours marquée par l'emploi de la langue néerlandaise. Même après le bombardement sauvage de la ville par l'armée française du maréchal de Villeroy, au XVIIe siècle, la présence de la langue française à Bruxelles n'est pas menacée. Pourtant, la politique française de conquête provoque une hostilité populaire qui entraîne une union de fait entre les Pays-Bas du Sud et la politique de l'Espagne dans une entente ambigüe qui marie une hostilité populaire envers les troupes d'occupation espagnoles avec l'engagement de nobles locaux et d'aventuriers qui s'en vont jouer un rôle surtout militaire au service de l'Espagne, tels Jean t'Serclaes, comte de Tilly et Jean de Werth. L'Espagne n'en est pas moins ressentie par la population comme une puissance occupante, surtout du fait des impôts. Mais la Belgique constitue une source de revenus fiscaux et un poste d'observation et de défense en Europe du Nord dont la cour de Madrid ne veut pas se passer. Aussi, pour maintenir leur influence sur la Belgique, appelée les Pays-Bas méridionaux, les rois d'Espagne doivent-ils passer par l'accord des états généraux et du Conseil d'état (gouvernement) siégeant à Bruxelles pour de nombreuses décisions relatives à la politique et aux guerres de l'Espagne qui entraînent des impositions fiscales mal accueillies par la population. Cela fait de Bruxelles une capitale dont il faut respecter les droits et franchises, comme il le faut pour les lois locales des autres composantes des Pays-Bas méridionaux. Ce qui ne va pas sans heurts et conflits depuis le XVIe siècle jusqu'au début du XVIIIe siècle, la noblesse locale, le peuple et les pouvoirs urbains ne cessant de revendiquer et d'entrer en rébellion avec la monarchie espagnole.
Malgré les intérêts que l'Espagne possède aux Pays-Bas espagnols, elle finit par se lasser de l'incessante opposition qu'elle rencontre et lègue le pays, au XVIIIe siècle, par dévolution de la dynastie espagnole des Habsbourg, aux Habsbourg d'Autriche, et ce en vertu du droit féodal qui, encore à cette époque, régit les pouvoirs qui se partagent l'Europe.
Le français étant la langue de culture de toute l'aristocratie européenne et des classes possédantes de l'Ancien Régime, c'est cette langue qui est utilisée dans les affaires politiques. La situation linguistique à Bruxelles continue donc à se caractériser par une dualité de culture, d'une part la langue populaire, le thiois, et, d'autre part, la langue de l'élite. C'est à cette époque que la francisation de la ville se développe sous le gouverneur Charles de Lorraine représentant le pouvoir autrichien. Mais les embellissements de Bruxelles auxquels présida ce gouverneur par la création du quartier royal et la faveur publique qui lui était accordée pour sa bonhomie ne suffirent pas, sous son successeur, à empêcher une hostilité publique motivée par les réformes autoritaires de l'empereur d'Autriche Joseph II et, comme sous le régime du roi d'Espagne, par les impôts. À Vienne existe un bureau belge. L'immixtion autrichienne dans les affaires belges apparaît moins lourde, au début, que celle de l'Espagne. Le régime est celui d'un protectorat. Bruxelles est le poste avancé de l'Autriche en Europe de l'Ouest et, à ce titre, le gouverneur représentant l'empereur d'Autriche y reçoit les plénipotentiaires de puissances étrangères. Mais la volonté de l'empereur d'Autriche est de réglementer l'exercice des professions au mépris des droits acquis par les vieilles chartes. Un chef de corporation, François Anneessens, est exécuté sur la Grand-Place de Bruxelles, d'autres défenseurs des droits locaux doivent s'enfuir. La décision de l'empereur de supprimer des congrégations religieuses qu'il considère comme inutiles, pour une partie d'entre elles, achève de soulever la population de Bruxelles et d'autres villes. Après la victoire militaire à la bataille de Turnhout de l'armée levée par les États généraux représentant les diverses provinces belges, c'est en français qu'est proclamée l'indépendance des États belgiques unis. Mais les querelles entre partisans d'un retour aux anciennes coutumes et les tenants des idées du siècle des Lumières minent la capacité de résistance du pays. Il en résulte un retour en force des Autrichiens. Mais cela n'enraye pas la montée du français à Bruxelles puisque, dès 1793, la victoire des armées de la Révolution française entraîne l'annexion à la France de l'ensemble du pays, avec pour conséquence l'imposition de la langue française dans toute la Belgique.
Par décision française, la ville est ramenée à ses limites du Moyen Âge représentées par une enceinte du XIVe siècle qui est d'ailleurs démantelée sur ordre de Napoléon Bonaparte. L'autorité qu'exerçait l'Amman de Bruxelles sur la population de la vallée environnante, nommée la cuve, est supprimée. Cette décision arbitraire ramène la population à 80 000 habitants et perturbe la vie économique. La ville est ramenée au rang de chef-lieu du département de la Dyle, nouveau nom du Brabant. Le préfet Doulcet de Pontecoulant plaidera auprès de Napoléon le retour aux anciennes limites. Mais la chute de l'empire français empêchera ce projet d'aboutir.
Sous la République française et l'Empire, le français s'est installé partout comme langue officielle. C'est notamment le cas à Bruxelles. Et malgré une éphémère annexion par le royaume uni des Pays-Bas, décidée par les puissances du congrès de Vienne, qui fait de Bruxelles une des deux capitales des Pays-Bas, de 1815 à 1830, c'est le français qui devient la langue des classes supérieures.
C'est au point que la tentative d'imposer la langue néerlandaise fut une des causes de la révolution belge de 1830, en plus des mesures discriminatoires d'ordre politique favorisant les Hollandais dans l'administration et dans l'armée, alors qu'ils étaient moins nombreux que les Belges. Des combats sanglants éclatent à Bruxelles en septembre 1830 et se propagent dans tout le pays. Après le bombardement d'Anvers par l'armée hollandaise réfugiée dans la citadelle de cette ville, l'indépendance de la Belgique est acquise avec l'accord du Royaume-Uni et de la France. En 1831, l'armée française intervint pour prévenir un retour en force des Hollandais qui se retirent dans Anvers, mais sans affrontement direct. À cette occasion apparaît un nom qui fera son chemin dans l'histoire de Belgique, surtout de Bruxelles, celui de Charles de Brouckère qui, en menaçant l'armée hollandaise sur ses arrières avec ses volontaires du Limbourg, fut un des artisans de leur repli sur Anvers. Mais les noms des principaux chefs de la révolution sont Louis De Potter, Charles Rogier, Alexandre Gendebien et Jean-Baptiste Nothomb. Ils formèrent un gouvernement provisoire installé dans l'hôtel de ville de Bruxelles alors même que les combats éclataient sur les barricades. Agrandi par l'entrée de diverses personnalités, ce gouvernement patronna la création par un Congrès national de la constitution réputée, à l'époque, la plus libérale du monde. C'est à ce titre qu'elle servit d'ailleurs de référence à plusieurs pays. Cependant, bien que d'inspiration très libérale, cette constitution se voulut monarchique pour ne pas susciter l'hostilité des souverains européens qui voulaient bien d'une Belgique indépendante, mais pas d'une république.
C'est à Bruxelles que, le 21 juillet 1831, a lieu en français la prestation de serment de Léopold Ier un noble allemand lié à la monarchie britannique. Une tentative militaire du roi de Hollande ayant été brisée par l'hostilité des grandes puissances et l'entrée en Belgique d'une armée française appelée par le nouveau roi, un traité de paix sera signé en 1839 entre la Belgique et les Pays-Bas.
Commence alors le développement industriel de la Belgique qui va devenir une puissance industrielle de premier plan. C'est au cours de cette période qui s'étend sur les XIXe et XXe siècles, que Bruxelles connaît une expansion qui va décupler sa population tout en débordant des limites auxquelles l'avaient ramenée les Français durant l'annexion. Parallèlement la ville s'est transformée d'une ville largement néerlandophone dans la classe populaire en une ville bilingue, voire multilingue, avec le français pour langue majoritaire et lingua franca, c'est-à-dire langue franche au sens de langue libre, ce qui veut dire appartenant à tous, ce qui en fait la langue de communication entre les habitants, même d'une autre langue maternelle Bien que historiquement Bruxelles fût une cité dont les habitants parlèrent le néerlandais — communément appelé dialecte flamand, — la situation linguistique bruxelloise change radicalement au cours des deux derniers siècles. À côté d'une immigration française et wallonne, cette progression du français s'explique avant tout par la conversion linguistique de la population néerlandophone au cours des générations. La raison en est le manque de considération dont jouissait le néerlandais en tant que langue de culture au sein des classes dominantes belges, renforcé par l'attrait que représentait à l'époque le français comme langue de haute culture et des échanges internationaux,.
Cette transformation avait démarré graduellement au XVIIIe siècle mais prit toute son ampleur lorsque la Belgique devint indépendante et que Bruxelles déborda au-delà de ses murs,. La francisation réelle et massive de la population urbaine ne commence cependant que dans la seconde moitié du XIXe siècle. À partir de 1880, on constate que les néerlandophones se virent de plus en plus forcés de devenir bilingues,. Le néerlandais ne se transmettait plus à la génération suivante, ce qui a eu pour effet une augmentation considérable du nombre des francophones unilingues après 1910. À partir des années 1960, à la suite de la fixation de la frontière linguistique[réf. non conforme] et de l'essor socio-économique de la Région flamande, la francisation des néerlandophones a paru stagner,. Durant la seconde partie du XXe siècle, Bruxelles devient progressivement une ville d'échanges internationaux, ce qui contribue à un afflux d'immigrants qui favorisent l'augmentation de l'usage du français ainsi que de l'émergence d'autres langues, aux dépens du néerlandais. Simultanément, à la suite de l'urbanisation, un nombre supplémentaire de communes précédemment néerlandophones de la Périphérie bruxelloise sont devenues majoritairement francophones,,. Ce phénomène, connu en Flandre comme la « tache d'huile francophone », constitue, en même temps que la question du statut de Bruxelles, un des principaux sujets de contentieux de la politique belge,,.
La ville, devenue ville-région au XXe siècle, constitue un ensemble urbanistique uni et officiellement bilingue de dix-neuf communes autour du noyau de la cité centrale du haut Moyen Âge. Par ce statut de région, la constitution belge installe Bruxelles dans une position identique à celle des autres régions de Belgique tout en lui rendant une forme et une superficie proches de ses anciennes limites, situation adaptée au statut de capitale qu'elle avait acquis en accueillant la résidence des ducs de Bourgogne Philippe le Bon et Charles le Téméraire. La juridiction bruxelloise plus étendue exercée autrefois dans ce que l'on appelait le quartier de Brabant, qui représentait une partie de cette province, n'a toutefois pas été restaurée. Cette position, Bruxelles l'avait pourtant conservée pendant des siècles, d'abord sous les ducs de Brabant, puis sous les ducs de Bourgogne, et encore sous Charles Quint, quand celui-ci avait constitué les grands Pays-Bas en une généralité incessible par l'acte dit de La Pragmatique Sanction. Par la suite, les guerres de religion et l'absolutisme espagnol ne purent enlever à Bruxelles ni l'étendue de sa juridiction ni son statut politique puisqu'elle resta le siège du Conseil d'État (gouvernement) de ce que l'on appela la Belgica Regia (Pays-Bas espagnols) après la rupture avec le nord. Il s'agissait bel et bien d'un gouvernement, même sous le protectorat des Habsbourg d'Espagne. Plus tard, la révolution brabançonne qui amena la création des États belgiques unis, malgré les Habsbourg d'Autriche, ne fit que confirmer le statut de Bruxelles. Il fallut l'annexion de la Belgique, décidée à Paris, pour ramener la ville à ses dimensions du Haut Moyen Âge.
Près de deux siècles plus tard, la ville a donc retrouvé un état conforme à son histoire et à la réalité socio-politique moderne. Déjà, après la révolution belge de 1830, s'amorça un mouvement d'extension progressive à travers le XIXe siècle et, surtout, au XXe avec la reconnaissance de l'agglomération de Bruxelles de dix-neuf communes constituées en une entité unique présidée d'abord par un conseil. Enfin, en 1990, fut consacrée la création constitutionnelle de la ville région de Bruxelles-Capitale. Celle-ci possède son propre gouvernement et sa propre assemblée parlementaire sous le nom officiel de Bruxelles Capitale. La population recensée représente un peu plus d'un million cent mille habitants, les prévisions laissant augurer une augmentation de 20 % pour 2030 selon le bureau du plan.
La région est une des trois régions fédérées de Belgique, les deux autres étant la Région wallonne et la Région flamande. Une comparaison avec d'autres communes belges est possible dans la liste des communes belges les plus peuplées, où Bruxelles n'apparaît pas d'un seul tenant, mais à travers sa division communale.

### Situation actuelle

Drapeau de la région de Bruxelles-Capitale depuis 2015.

Les 19 communes bruxelloises constituent ensemble la seule partie officiellement bilingue de la Belgique La création de la Région de Bruxelles-Capitale a été longtemps retardée du fait des visions différentes sur le fédéralisme en Belgique. Dans un premier temps les partis flamands demandaient des compétences essentiellement culturelles, tandis que les francophones voulaient l'autonomie économique. Les Flamands craignaient aussi d'être placés en minorité devant deux régions francophones et ils voyaient dans la création de la Région bruxelloise une coupure définitive entre Bruxelles et la Flandre, et une concession à la francisation.
En 1989, la Région de Bruxelles-Capitale a tout de même fini par être créée officiellement. C'était un retour à la situation de la fin du XVIIIe siècle, lorsque la ville avait autorité de justice sur plusieurs communes voisines, situation multiséculaire qui fut supprimée par les Français lors de l'annexion par la première république. Mais, au XXe siècle, c'est une autorité politique générale et pas seulement judiciaire qui réunit la commune de Bruxelles et les dix-huit communes qui l'entourent dans un ensemble où toutes les communes sont égales. La commune centrale conserve, par tradition, le titre multiséculaire de Bruxelles-ville sans que cela lui confère un droit supplémentaire par rapport aux autres communes. C'est la naissance d'une région qui a son propre parlement régional, avec une représentation minimale garantie pour les Flamands (17 des 89 sièges, environ un cinquième), et un gouvernement régional paritaire (à l'exception du Ministre-Président et des secrétaires d'État). Bruxelles n'a toutefois pas une Communauté propre, en vertu de quoi la Communauté flamande aussi bien que la Communauté française y exercent leur compétence qui est de nature linguistique englobant notamment l'enseignement. Ces communautés possèdent aussi la compétence linguistique sur la Flandre du côté néerlandophone et sur la Wallonie du côté francophone. Mais, pour Bruxelles, les deux communautés sont représentées par des commissions spécifiquement bruxelloises qui gèrent les intérêts linguistiques des Bruxellois flamands et des Bruxellois francophones. Du côté néerlandophone a été créée une Commission communautaire flamande spécifique pour s'occuper des Bruxellois flamands (VGC, qui a succédé à une instance nommée d'abord la Commission culturelle néerlandaise) et, du côté francophone, la Commission communautaire française (COCOF) qui s'occupe des Bruxellois francophones. Des moyens financiers sont attribués par la Région bruxelloise à chaque communauté dans une proportion de 80-20 respectivement à la COCOF et à la VGC,.
Ces deux institutions, qui fonctionnent parallèlement au gouvernement de la région, ont les mêmes compétences, à Bruxelles, que les communautés, en Flandre et en Wallonie, c'est-à-dire la gestion des aspects culturels et linguistiques concernant les citoyens de l'une et l'autre des deux communautés linguistiques reconnues à Bruxelles. Cette compétence concerne les réseaux d'enseignement et le respect des prescriptions légales uniquement en matière d'emploi des langues en matière administrative. Ainsi, chaque habitant de Bruxelles peut être traité dans la langue de son choix lors de ses rapports avec les réseaux scolaires et dans les administrations. Dans les hôpitaux publics qui dépendent des centres publics d'aide sociale, le bilinguisme des services est obligatoire; il n'est pas requis dans les hôpitaux privés ni les hôpitaux universitaires.

### Sécurité
La seconde moitié des années 2010 voit le nombre de meurtres et d’assassinats reculer à Bruxelles (région complète) : ceux-ci passent de 87 en 2014 ; 60 en 2015 ; 46 en 2016 ; 43 en 2017 ; 31 en 2018 ainsi qu’en 2019.
Le rapport 2020 de l'Observatoire bruxellois fait état de 167 927 délits judiciaires enregistrés par les services de police. La Région bruxelloise est à l'origine de 17,3 % de tous les faits constatés en Belgique, sa population ne représentant que 10,6 % des habitants du pays.
En 2022, dans le classement global du Safe Cities Index (SCI) qui évalue la sécurité environnementale, personnelle et numérique, Bruxelles figure à la vingt-sixième position (sur soixante).
En août 2023, des dizaines de comités de quartier et d’associations issues de différentes communes bruxelloises, dénoncent dans une lettre ouverte « l’insécurité croissante » dans la capitale.
Selon Le Monde, la capitale belge serait devenue une plaque tournante pour les stupéfiants en provenance d’Anvers entraînant une multiplication des fusillades et une augmentation de la violence des bandes. Peterbos, une zone de logements sociaux, est devenu le principal lieu de trafic de drogue de la ville.

## Économie

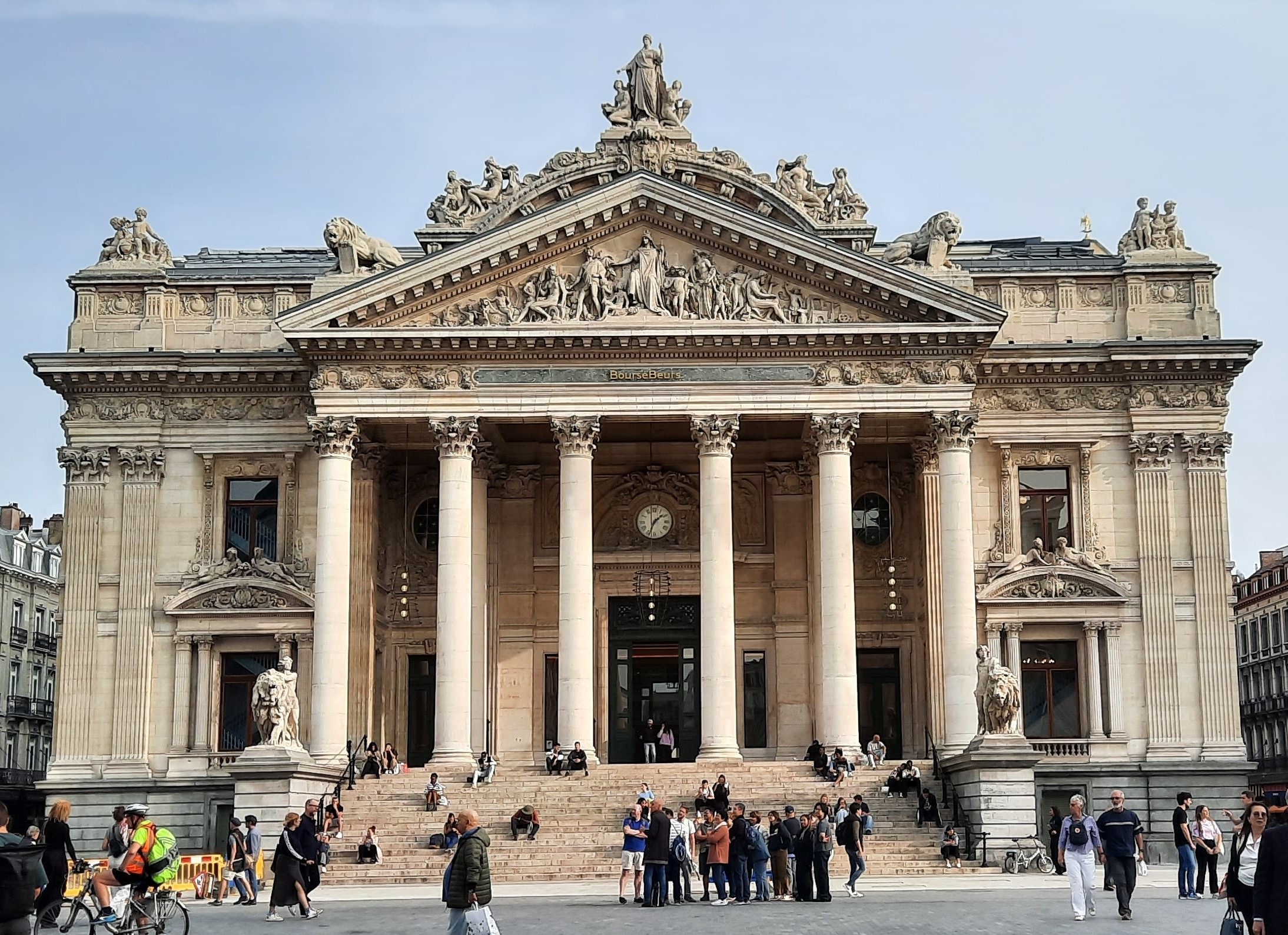
L'ancienne Bourse de Bruxelles.

Bruxelles figure parmi les villes les plus riches d'Europe en PIB par habitant avec un score de 221 SPA en 2007 et s'impose comme la capitale économique et financière du pays.
Bruxelles offre la vision d'une ville prospère. De nombreux commerces la parsèment, cafés, restaurants, traiteurs, chocolatiers, grands magasins tels Inno-BM et sa galerie de la rue Neuve, artère commerçante la plus fréquentée de Bruxelles (et de Belgique), mais aussi les grandes enseignes tels les grands magasins Colruyt, Delhaize ou encore Carrefour. Ces commerces sont ouverts jusqu'à 20 heures tous les jours et 21 heures le vendredi. Ils sont fermés un jour par semaine qui est laissé au choix et qui est, le plus souvent, le dimanche. Mais ils sont ouverts le dimanche dans le centre-ville touristique délimité par les boulevards de la petite ceinture intérieure.

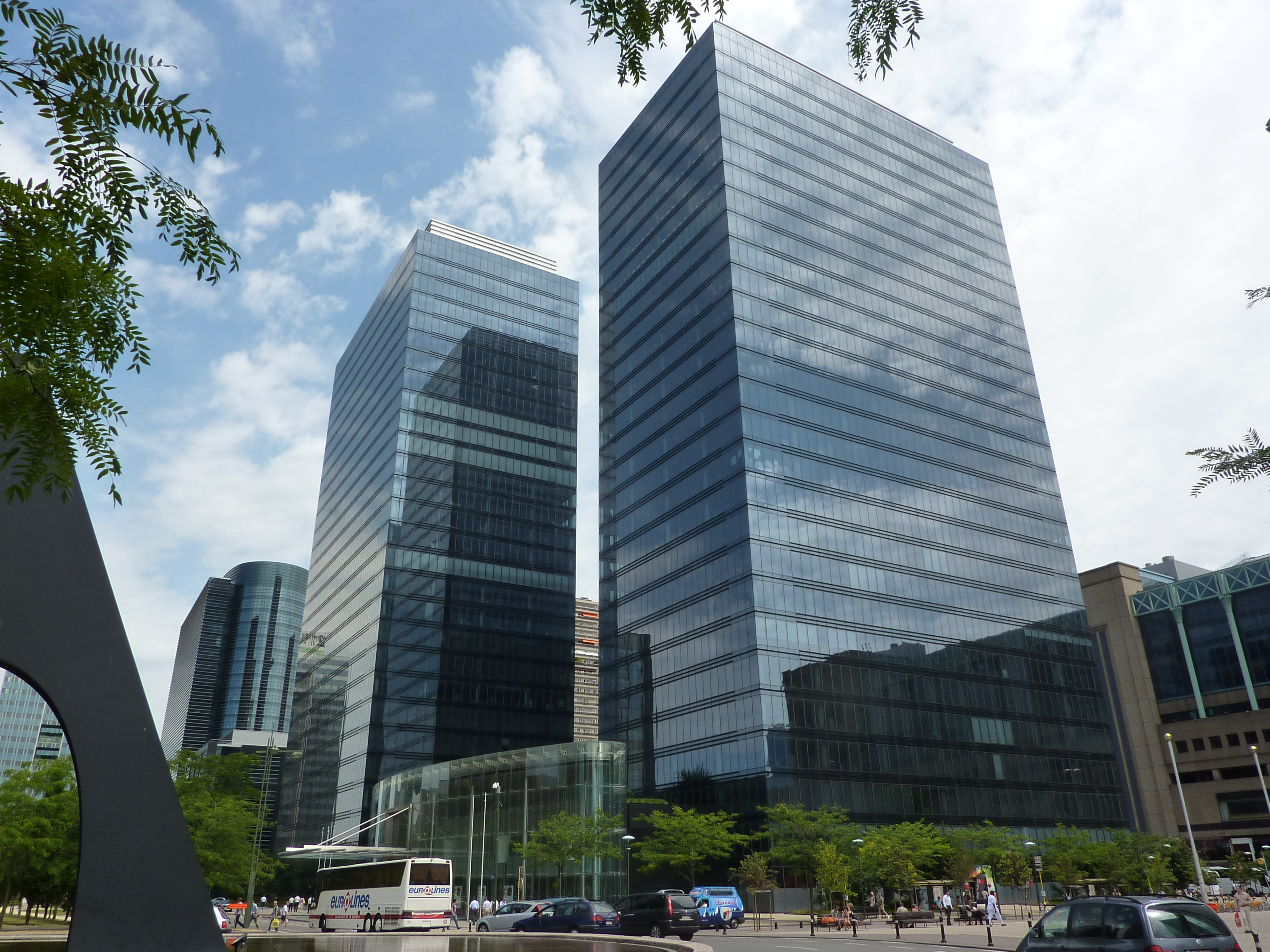
Le Quartier Nord, le quartier d'affaires de Bruxelles.

Cette apparente prospérité s'explique par la présence d'une population aisée, voire riche, formée par la bourgeoisie locale ainsi que les nombreux cadres des institutions internationales et leur cortège de lobbys. Cependant, Bruxelles est une ville où s'accroissent les phénomènes de dualisation et de paupérisation, le chômage y compte 110 875 unités (à la fin de novembre 2012), majoritairement des immigrés de première ou deuxième génération sans qualification ou dont les qualifications ne correspondent pas aux exigences de plus en plus élevées sur le marché de l'emploi bruxellois sous l'influence de la nécessité d'emplois tertiaires très qualifiés (finance et administration avec des exigences linguistiques: bilinguisme et même trilinguisme). Le taux de chômage se stabilise à 20,8 % avec 111.597 demandeurs d'emploi inoccupés en 2013, le taux de pauvreté étant de 26 % qui est le plus élevé du pays. Cette situation est la conséquence de l'évolution de Bruxelles vers un statut de fait qui l'a imposée, depuis la fin des années cinquante, comme une des principales villes d'affaires et de décisions d'Europe. Elle le doit à sa position géographique au centre le plus dynamique de l'Europe représenté par le Benelux et la Banane bleue, ce qui lui a conféré son statut de grand centre urbain d'autant plus qu'il en est résulté le développement d'un très dense nœud international de liaisons aéroportuaires, ferroviaires et routières. L'aéroport de Bruxelles National à Zaventem est connecté, au nord-est de la ville, au réseau ferroviaire de tout le pays et au réseau autoroutier. Bruxelles-Charleroi South Airport, au sud-est, est connecté au réseau autoroutier. Les ports de mer d'Anvers, de Gand et la zone industrielle de Charleroi délimitent un triangle économique au centre duquel le port Bruxelles, accessibles aux navires de mer de 4 500 tonnes et aux gros convois poussés de péniches, assure la liaison avec l'Euregio industrielle d'Anvers et de Liège vers la Ruhr et aussi vers la France. Avec ses fonctions de capitale multiple de la Belgique, de l'Europe et de l'OTAN (organisation du traité de l'Atlantique Nord), la ville est un centre politique d'importance nationale et internationale de première grandeur, ce qui, joint à sa position dans la partie la plus riche de l'Europe, explique qu'elle soit le siège de nombreuses sociétés, le tout constituant un réservoir d'emplois très qualifiés dominés par les activités tertiaires de pointe et, notamment, dans un dense réseau bancaire mondial. Ainsi, Bruxelles est reconnue ville mondiale dans de nombreux classements internationaux, entre autres celui du "Groupe d'Étude des Villes Mondiales" de l'université de Loughborough.

### Sécurité sociale et santé

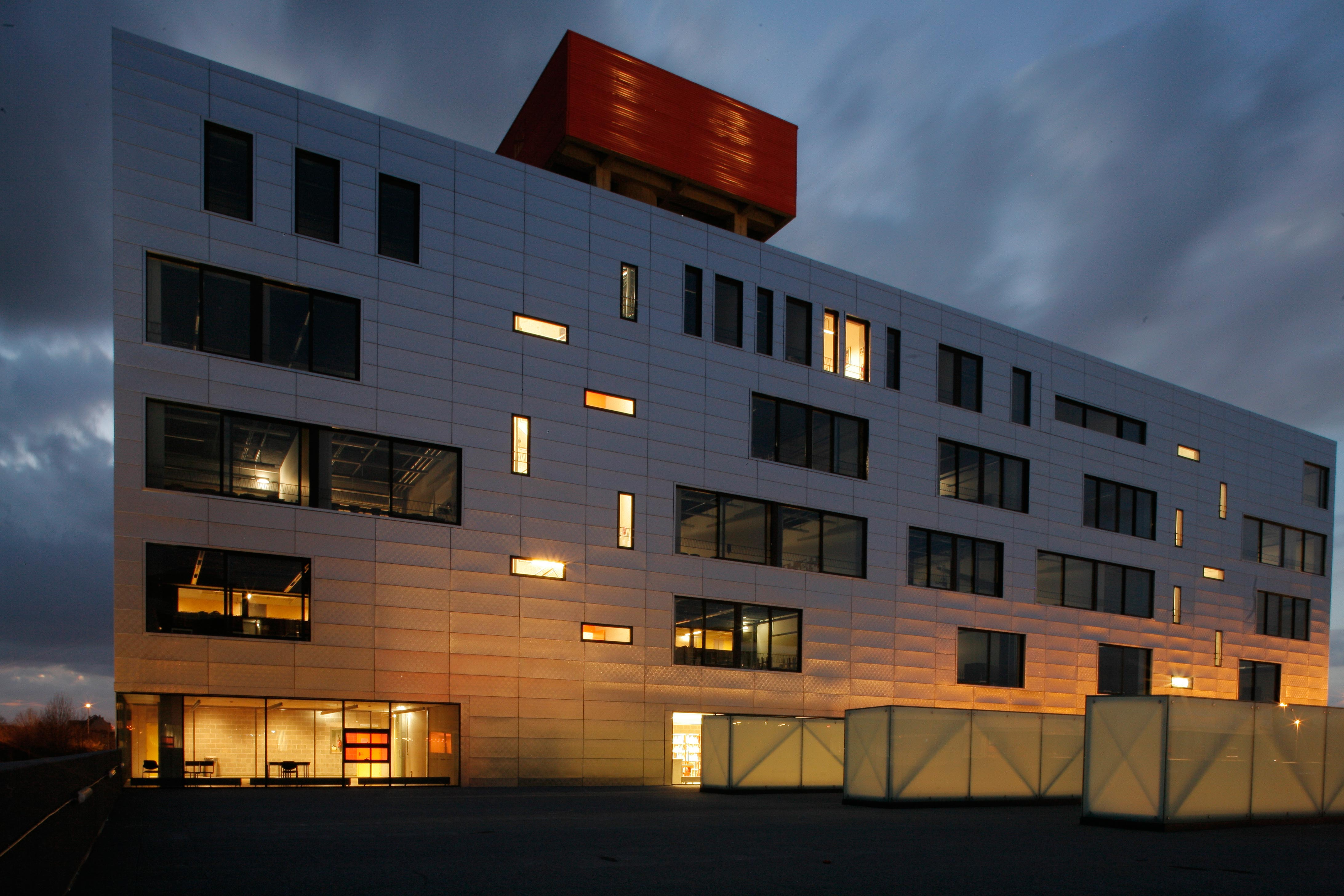
L'hôpital Erasme à Anderlecht, Bruxelles.

Les spécialistes constatent que des difficultés se poseront dans les domaines du social et de l'éducation et tout indique que la région, en grande difficulté financière, fiscalement exsangue et géographiquement étouffée par le cadre institutionnel belge, ne pourra s'en sortir seule. Pour les Bruxellois comme pour les Belges de tout le pays, il existe un système de sécurité sociale. Les Belges ainsi que les résidents européens et les étrangers d'autres parties de l'Europe titulaires d'une carte de séjour en bénéficient, de même que toute personne en séjour ou de passage en Belgique. Un important réseau d'hôpitaux quadrille Bruxelles. Nés au cours des siècles d'initiatives publiques ou privées, les hôpitaux sont accessibles sur la base des tarifs de mutuelle avec des suppléments librement négociés selon les cas. Ce sont les hôpitaux universitaires, Saint-Luc dans la partie est de la ville, l'hôpital Érasme au sud-ouest, l'hôpital Brugmann, l'hôpital Paul Brien et l'A.Z.-V.U.B. au nord, l'hôpital Saint-Pierre, le plus ancien et installé dans le centre depuis des siècles, il jouxte l'Institut Bordet réputé internationalement pour sa compétence en cancérologie. L'hôpital d'Ixelles-Etterbeek, la clinique Baron Lambert la clinique Paul Brien, l'hôpital Joseph Bracops, la clinique Molière sont, à l'origine, communaux. Ces hôpitaux sont associés en plusieurs réseaux. L'hôpital militaire Reine Astrid n'appartient, lui, pas à un réseau, étant dépendant du ministère de la défense nationale. On n'y traite pas seulement les militaires, cet hôpital s'étant fait une spécialité du traitement des grands brûlés. On compte encore plusieurs institutions d'origine mutuelliste telles que la clinique Saint-Jean et la clinique César de Paepe. D'autres établissements sont privés comme la clinique de l'Europe, la clinique du parc Léopold, le Centre Hospitalier Edith Cavell, la clinique Antoine Depage, la polyclinique du Parnasse, et d'autres encore. La totalité de ces établissements ont été adaptés ou reconstruits dans le courant du XXe siècle ou vers la fin de celui-ci pour les adapter à l'évolution médicale. Cette liste n'est pas exhaustive, car il existe aussi de nombreuses polycliniques fondées par des médecins libéraux et des maisons médicales qui, dans certains quartiers, pratiquent tout type de soins, sauf la chirurgie, pour le tarif le plus bas.
Bruxelles est une importante ville d'expositions et de salons, avec ses Grands Palais du Heysel, mais aussi une ville de congrès par son Palais des Congrès et d'autres lieux conçus pour y tenir des séances, ainsi que des salles ouvertes à des réunions dans de grands hôtels, qui gravitent autour des institutions politiques dont la Commission européenne et le Conseil de l'Union européenne ainsi que le Parlement européen, institutions qui comportent de nombreux services administratifs. Par accord amiable, de nombreuses réunions de travail et quelques séances plénières se tiennent dans le complexe de bâtiments du parlement européen de Bruxelles, bien que le siège officiel du Parlement européen se situe à Strasbourg où ont lieu les séances plénières.

## Enseignement

### Enseignement supérieur

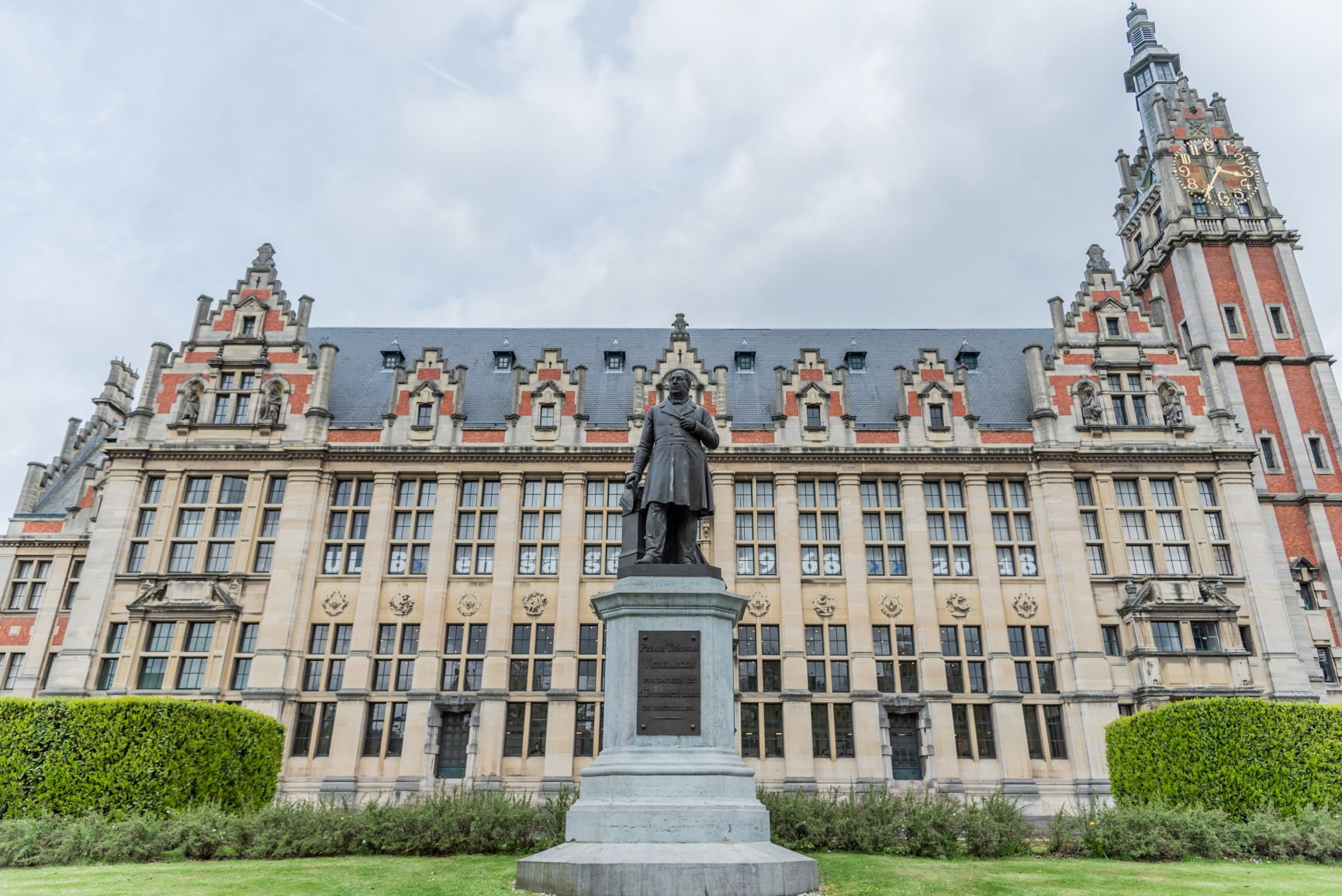
L'Université libre de Bruxelles.

Les trois universités les plus importantes de Bruxelles sont l'université libre de Bruxelles (24 000 étudiants à Bruxelles), Vrije Universiteit Brussel (11 100 étudiants) et l'Université Saint-Louis - Bruxelles (4 150 étudiants). La ville comporte également diverses implantations d'autres universités : l'UCLouvain y a ses facultés de médecine, de pharmacie et d'architecture (12 764 étudiants à Bruxelles) ; et de même son penchant néerlandophone KU Leuven y a aussi trois campus, ainsi que la Boston University Brussels.
La population estudiantine de Bruxelles-Capitale est estimée à 86 000. En incluant les étudiants de la zone métropolitaine autour de Bruxelles, la population estudiantine générée par la capitale est estimée à plus ou moins 145 000.

### Enseignements primaire et secondaire
La plupart des élèves bruxellois âgés de 3 à 18 ans fréquentent des écoles organisées par la Communauté française ou la Communauté flamande,, dont près de 80 % dans des écoles francophones et environ 20 % dans des écoles néerlandophones.
En raison de la présence internationale d'après-guerre dans la ville, il existe également un certain nombre d'écoles internationales, dont l'International School of Brussels, avec 1 450 élèves âgés de 2+1⁄2 à 18 ans, la British School of Brussels, et les quatre écoles européennes, qui offrent un enseignement gratuit aux enfants des personnes travaillant dans les institutions européennes. La population étudiante combinée des quatre écoles européennes de Bruxelles est d'environ 10 000 élèves.

## Transports

### Transports en commun

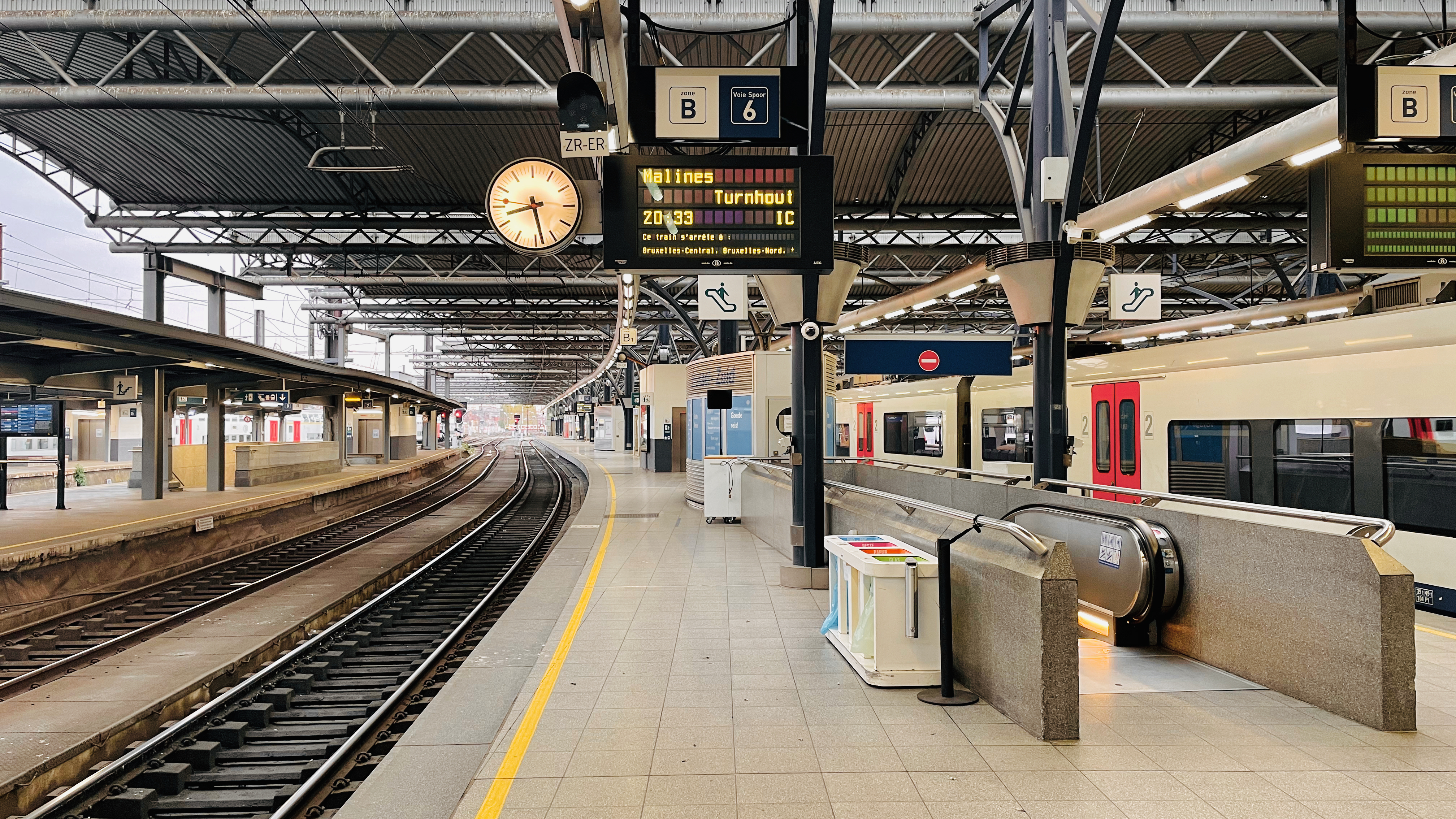
Vue panoramique des quais et des voies de la gare du Midi.

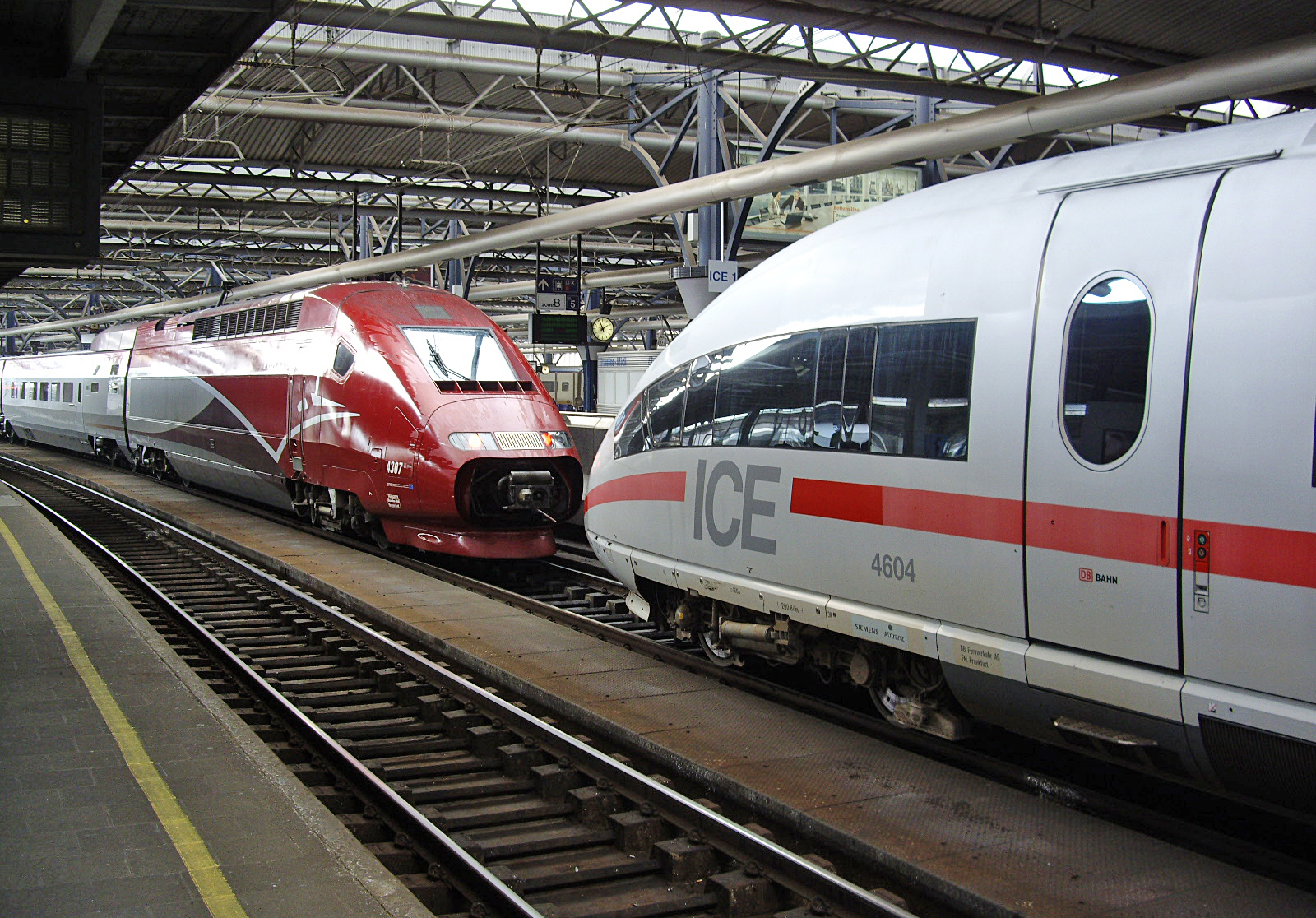
ICE et Thalys dans la zone internationale de la gare du Midi.

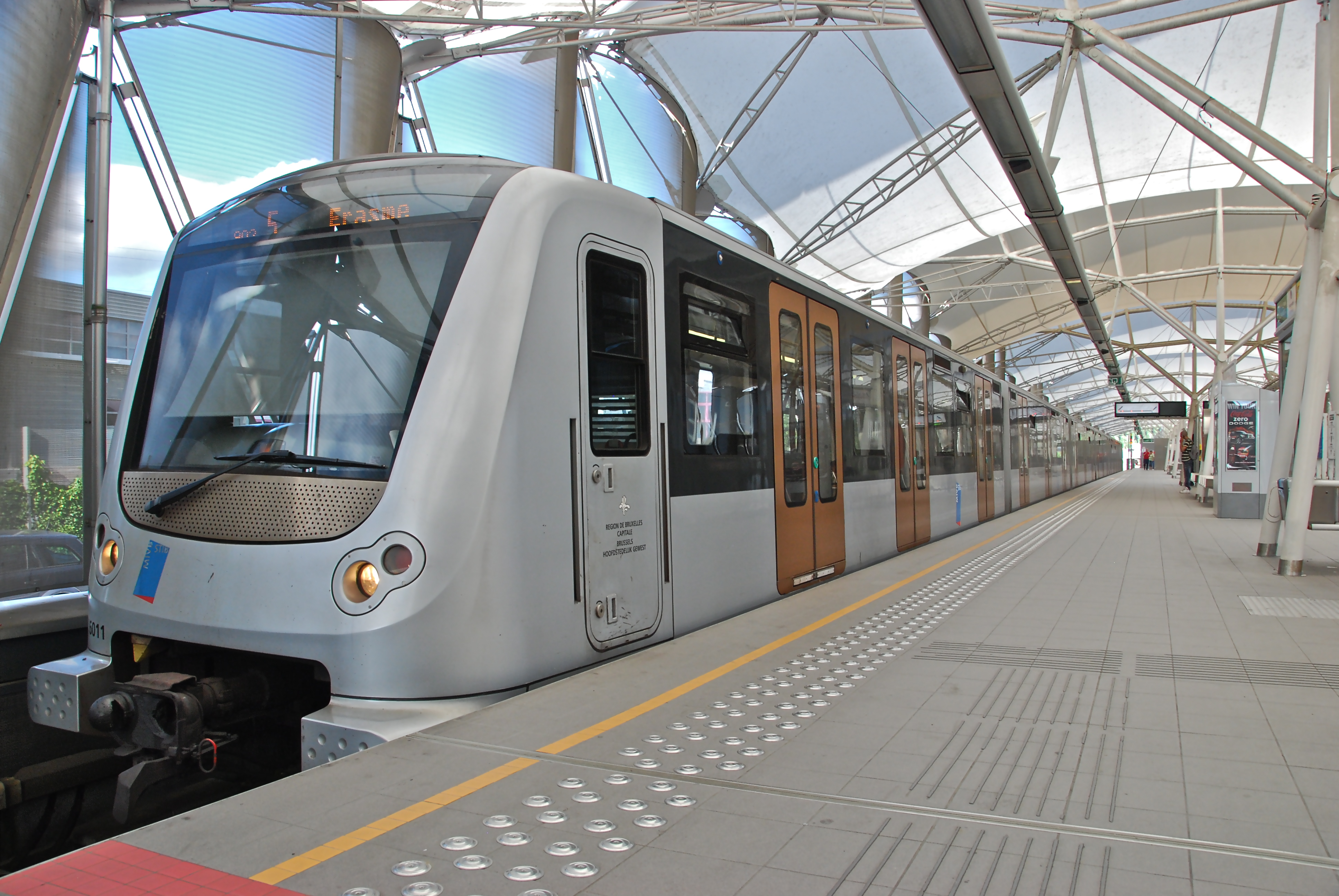
M6 « BOA » sur la ligne 5 à la station Erasme.

Le Thalys relie Bruxelles à Paris, Amsterdam et différentes villes d'Allemagne, tandis que le TGV « classique » relie les villes françaises (Montpellier, Lyon, Marseille, Strasbourg, Lille, etc.). L'Eurostar relie Amsterdam/Bruxelles à Londres.
Depuis le 22 mai 1955, une ligne spéciale relie le centre de Bruxelles à l'aéroport de Bruxelles National. Lors de son inauguration, à l'Air Terminus voisin de la gare centrale, c'était la première fois qu'une ligne de chemin de fer reliait un centre-ville à un aéroport.
Le réseau ferroviaire de la SNCB s'étend à toute la Belgique et dessert, dans Bruxelles, plusieurs gares et points d'arrêt. Les plus importantes pour le trafic voyageurs se trouvent sur la jonction Nord-Midi qui traverse le centre de la ville dans un tunnel à six voies ; tous les trains voyageurs nationaux à partir de Bruxelles s'y arrêtent : ces gares et stations sont au nombre de 31 à l'intérieur des limites urbaines, sans compter quelques arrêts en plus dans la périphérie proche.
- - Gare du Midi (principale gare internationale, desservie par le TGV Bruxelles-France, l'Eurostar, le Thalys, l'ICE)
  - Gare de Bruxelles-Central
  - Gare du Nord
- la jonction Nord-Midi comporte encore deux autres gares, d'importance mineure :
  - Gare de Bruxelles-Chapelle
  - Gare de Bruxelles-Congrès (près de la Cité administrative)
- les autres gares importantes se trouvent dans le quartier des institutions européennes, les trains en direction de Namur et Luxembourg s'y arrêtent :
  - Gare de Bruxelles-Luxembourg (anciennement Quartier Léopold), en communication avec le siège bruxellois du Parlement européen
  - Gare de Bruxelles-Schuman sous le Berlaymont, siège principal de l'administration européenne
- et aussi, dans diverses communes :
  - Gare de Germoir
  - Gare d'Etterbeek
  - Gare de Boitsfort
  - Gare de Boondael (à Ixelles)
  - Gare de Watermael
  - Gare de Schaerbeek
  - Gare de Jette
  - Gare de Bockstael (à Laeken, en correspondance avec le métro)
  - Gare de Berchem-Sainte-Agathe
  - Gare de Haren-Sud
  - Gare de Haren
  - Gare de Bordet
  - Gare d'Evere
  - Gare de Meiser
  - Gare de Merode (à proximité du Cinquantenaire, en correspondance avec le métro)
  - Gare de Delta (à Auderghem, à proximité de l'Université libre de Bruxelles, en correspondance avec le métro)
  - Gare de Saint-Job (à Uccle)
  - Gare de Moensberg (à Uccle)
  - Gare du Vivier d'Oie (à Uccle)
  - Gare d'Uccle-Stalle
  - Gare d'Uccle-Calevoet
  - Gare de Forest-Midi (près des usines AUDI)
  - Gare de Forest-Est (près de la salle de concert de Forest-National)
  - Gare de l'Ouest (à Molenbeek-Saint-Jean)
  - Gare de Simonis (à Koekelberg)

Un RER de la SNCB est en cours de réalisation afin d'apporter une réponse aux gros problèmes de mobilité rencontrés dans la ville en raison du grand nombre de travailleurs migrants qui viennent de l'extérieur de Bruxelles pour y travailler. Ces navettes matinales et vespérales les ont fait surnommer les navetteurs. Le projet de RER est d'utiliser les lignes existantes de banlieue et de grande banlieue, en y ajoutant une ou deux voies supplémentaires. Cela implique de nouveaux points d'arrêt, une trentaine en théorie par la création et la transformation de gares et de points d'arrêt du réseau ferré existant dans la ville même. Ce réseau ferré intérieur a été créé dans les années 1860-1890 et a subsisté depuis, étant souvent réduit au trafic de marchandises avant d'être reconquis par le trafic de voyageurs dans le projet de RER.
Parmi les arrêts du RER prévus à l'intérieur de Bruxelles-Capitale,
- la gare de l'Ouest en correspondance avec le métro
- une halte Simonis en correspondance avec le métro
- la halte de Germoir, à Ixelles (à la limite d'Etterbeek)
- la halte des Arcades à Watermael-Boitsfort
- une halte à hauteur du CERIA à Anderlecht
- d'autres arrêts devraient voir le jour pendant et après la mise en place du RER qui devrait être terminé pour 2018.

Les lignes de tramways de la STIB composent un réseau dense de surface, souvent en site spécial et parfois en souterrain et sont interconnectées, en certains points, avec les lignes de chemin de fer et de métro.
Le métro de la S.T.I.B. roule principalement en souterrain. Il est interconnecté en certains points de correspondance avec le réseau ferroviaire de la S.N.C.B. Le métro comporte quatre lignes, 1, 2, 5 et 6 et deux lignes devant être prolongées, les 3 et 4, dont les tronçons achevés accueillent de longs convois de tramways de type Cityrunner sous le nom de « prémétro ».
En 2015, le réseau métropolitain à l'intérieur de la région compte 69 stations. Elles sont incluses dans un ensemble de 120 stations de métro et gares et stations de chemin de fer utilisables pour circuler dans Bruxelles et sa proche banlieue en y incluant la vingtaine de haltes situées dans les communes immédiatement limitrophes de la région. C'est cet ensemble que des travaux de génie civil doivent, petit à petit, transformer en un réseau intégré de R.E.R.
Les lignes d'autobus de la STIB complètent ce réseau, dans Bruxelles même et en prolongement hors de l'espace urbain pour quelques-unes d'entre elles. Des lignes nocturnes fonctionnent les vendredis et samedis et aussi lors des fêtes importantes.
Des autobus des sociétés T.E.C. et De Lijn venus des autres régions de Belgique pénètrent en ville. Certaines de ces lignes sont exploitées en lignes rapides vers des villes de province, notamment Hasselt et Charleroi.
Les sociétés de transports urbains et régionaux offrent un abonnement gratuit aux personnes de plus de 65 ans disposant d'un revenu limité ou inférieur au minimum légal ; il est valable un an et renouvelable sur les réseaux de trams, bus et métros dans toute la Belgique. La SNCB, quant à elle, offre un tarif réduit à la même catégorie des plus de 65 ans, soit 6 Euros pour un aller et retour à partir de 9 heures du matin dans la même journée entre deux gares de n'importe quelle partie du territoire belge.

### Transports routiers

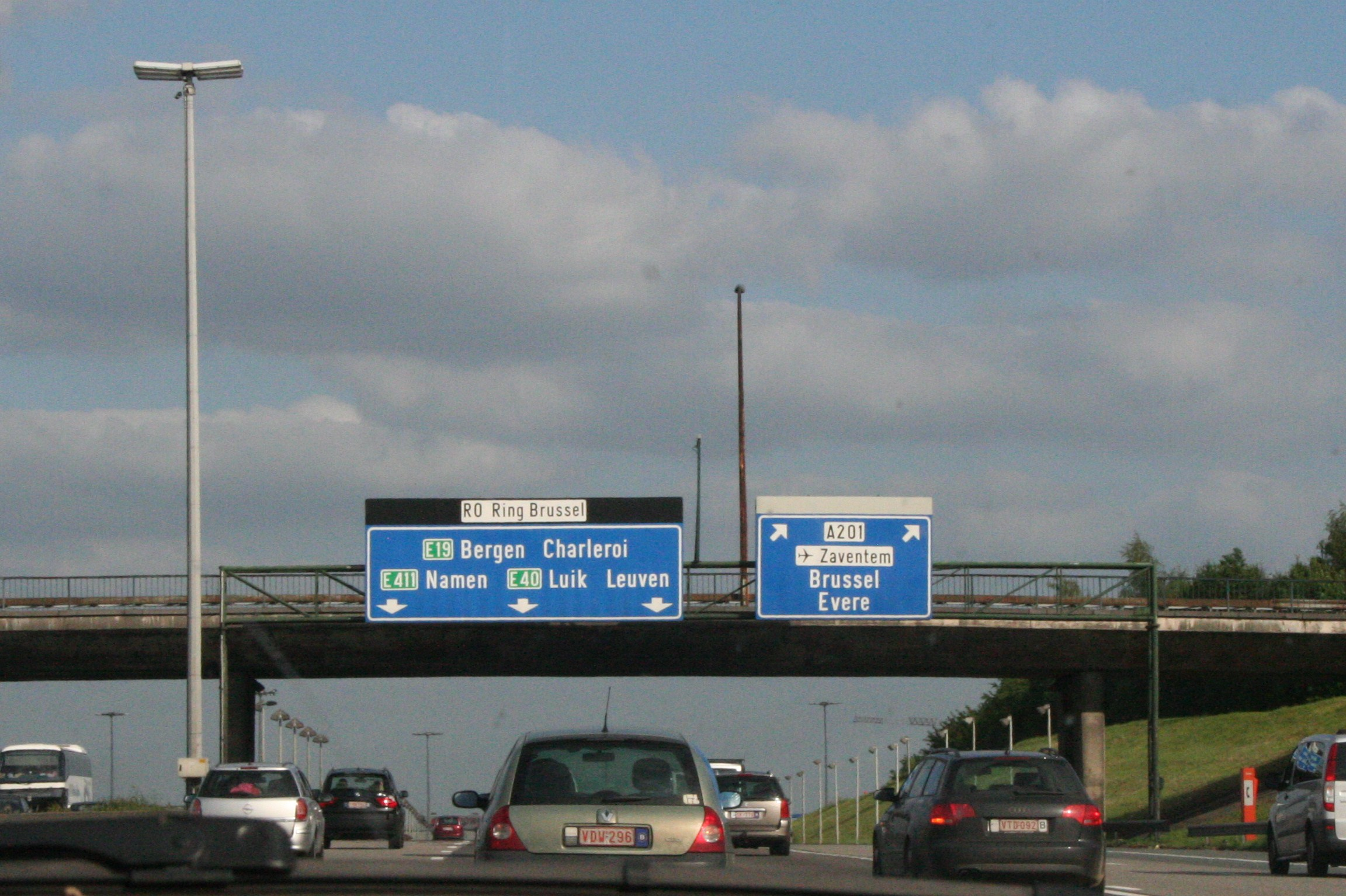
Le « Ring » au niveau de l'aéroport de Bruxelles-National.

Pour les véhicules motorisés, la ville est entourée de trois grands axes périphériques concentriques :
- le Ring : autoroute périphérique contournant les 19 communes bruxelloises ;
- la grande ceinture : boulevards (interrompue au sud au Bois de la Cambre) ;
- la petite ceinture : une série de huit tunnels et de voies rapides encerclant totalement le centre-ville, suivant le tracé d'une muraille médiévale des XIVe et XVe siècles qu'on ne traversait qu'aux huit portes restées célèbres : portes de Namur, Hal, Anderlecht, Flandre, Rivage, Laeken, Schaerbeek et Louvain. Les huit tunnels (avec le nombre moyen de véhicules par jour sur base annuelle[121]) sont le tunnel Rogier (68 000), le tunnel Botanique (80 000), le tunnel Madou (87 000), le tunnel Arts-Loi (78 000), le tunnel Trône (75 000), le tunnel Porte de Namur (84 000), le tunnel Louise (43 000) et le tunnel Porte de Hal (48 000).

La vitesse est en bonne partie limitée à 30 km/h.
Pour les cyclistes, la région et ses voisines travaillent depuis 2012 à l'organisation du RER Vélo, un réseau express vélo représentant 400 km en 32 lignes dans rayon de 15 km autour du centre-ville,.

### Transports aériens

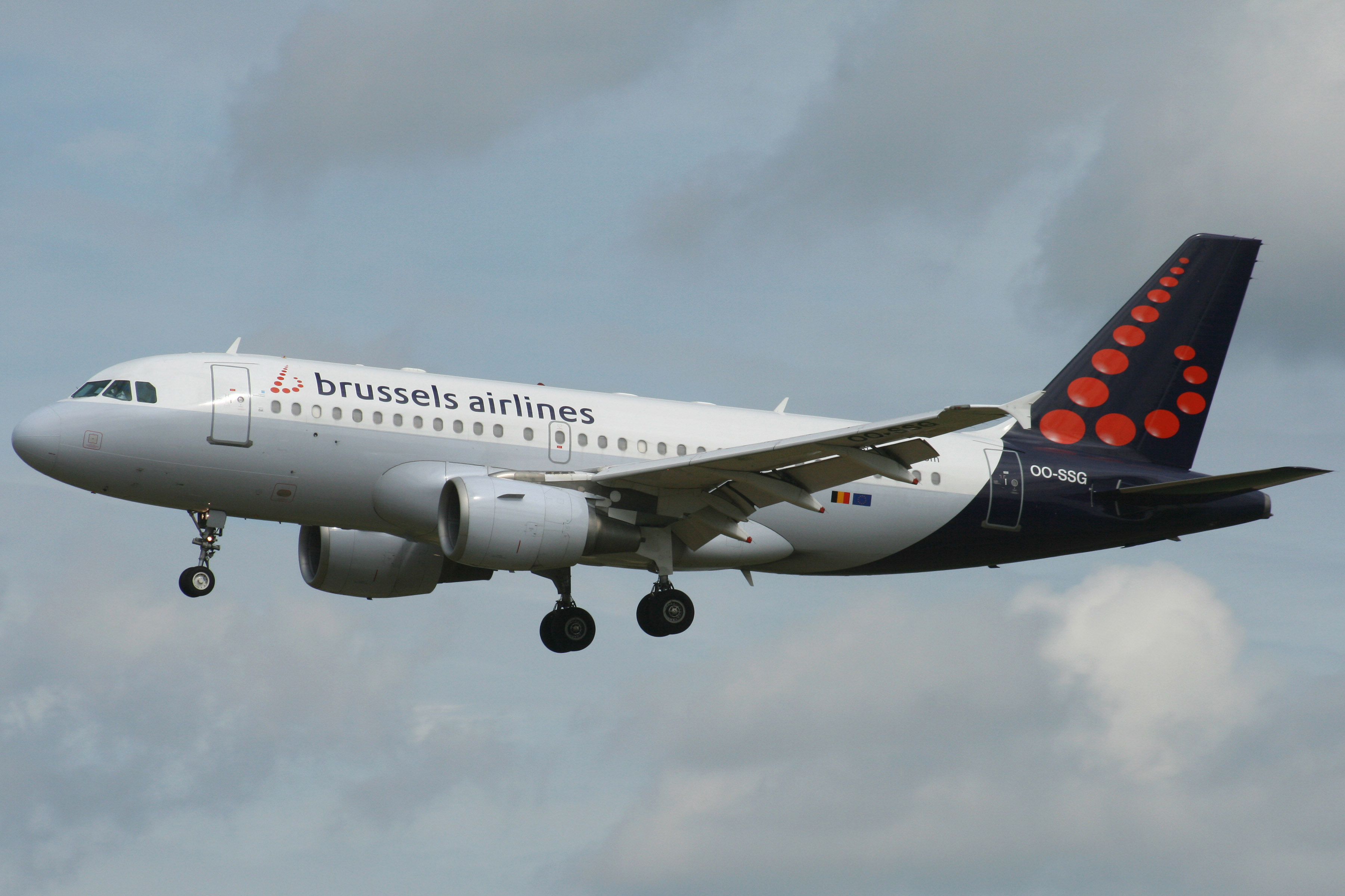
Airbus A319 de Brussels Airlines à l'aéroport de Bruxelles-National.

La ville est desservie par trois aéroports, tous situés en dehors du territoire administratif de la région:
- l'aéroport de Bruxelles-National (Brussels National Airport) ou Zaventem ; plusieurs trains et bus par heure le relient à Bruxelles ;
- l'aéroport de Charleroi Bruxelles-Sud (Brussels South Airport), spécialisé dans les compagnies à bas prix ; l'aéroport est relié à Bruxelles par des navettes routières ;
- l'aéroport de Bruxelles - Melsbroek, qui est surtout un aéroport à composante militaire, qui est utilisé de manière minoritaire pour les voyageurs civils.

### Transports fluviaux

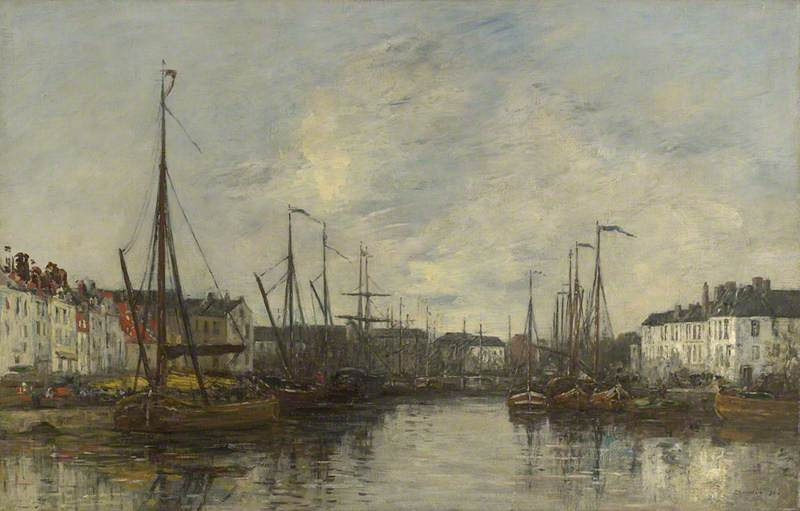
Le Port de Bruxelles, Boudin (1871).

Deux canaux reliés entre eux passent à Bruxelles dont le port est le deuxième port intérieur belge assurant une communication du nord au sud de la Belgique, ainsi qu'avec les pays limitrophes pour les transports en vrac, pétrole, matériaux de construction, etc. pour lesquels la voie d'eau est la plus économique. Le port assure directement ou indirectement le travail de 20 000 personnes. Grâce au trafic fluvial, le port permet d'éviter le trafic routier de 740 000 camions par an, ce qui, outre une réduction importante des embarras de circulation, permet une économie de CO2 dont l'estimation peut aller jusqu'à 51,545 tonnes par an [réf. à confirmer] :
- le port de Bruxelles est le lieu de jonction de deux canaux de première importance ;
- le canal maritime de Bruxelles à l'Escaut, communément appelé Canal de Bruxelles ou Canal de Willebroeck, construit au XVIe siècle et agrandi plusieurs fois, est adapté aux techniques de poussage des grands trains de péniches pouvant atteindre 9 000 tonnes ainsi qu'aux navires de mer jusqu'à 4 500 tonnes remontant l'Escaut depuis Anvers jusqu'au port de Bruxelles par le canal, directement et sans rupture de charge, que ce soit jusqu'à la réception du fret à Bruxelles ou pour l'expédition. D'où, pour les entreprises utilisant le canal, une compression des coûts résultant de la suppression des transbordements, ce qui offre un avantage concurrentiel ;
- le canal Bruxelles-Charleroi, construit au XVIIIe siècle, et depuis, agrandi trois fois. Relié au canal maritime de Willebroeck, il assure le trait d'union entre les zones économiques d'Anvers et de Charleroi via Bruxelles, mettant la zone économique de la capitale en communication avec la Flandre au nord, ainsi qu'avec le sud wallon et le nord de la France grâce aux ouvrages d'art du plan incliné de Ronquières et des ascenseurs pour bateaux de Strépy-Thieu accessibles aux trains de péniches mus par poussage.

## Culture

### Culture et loisirs

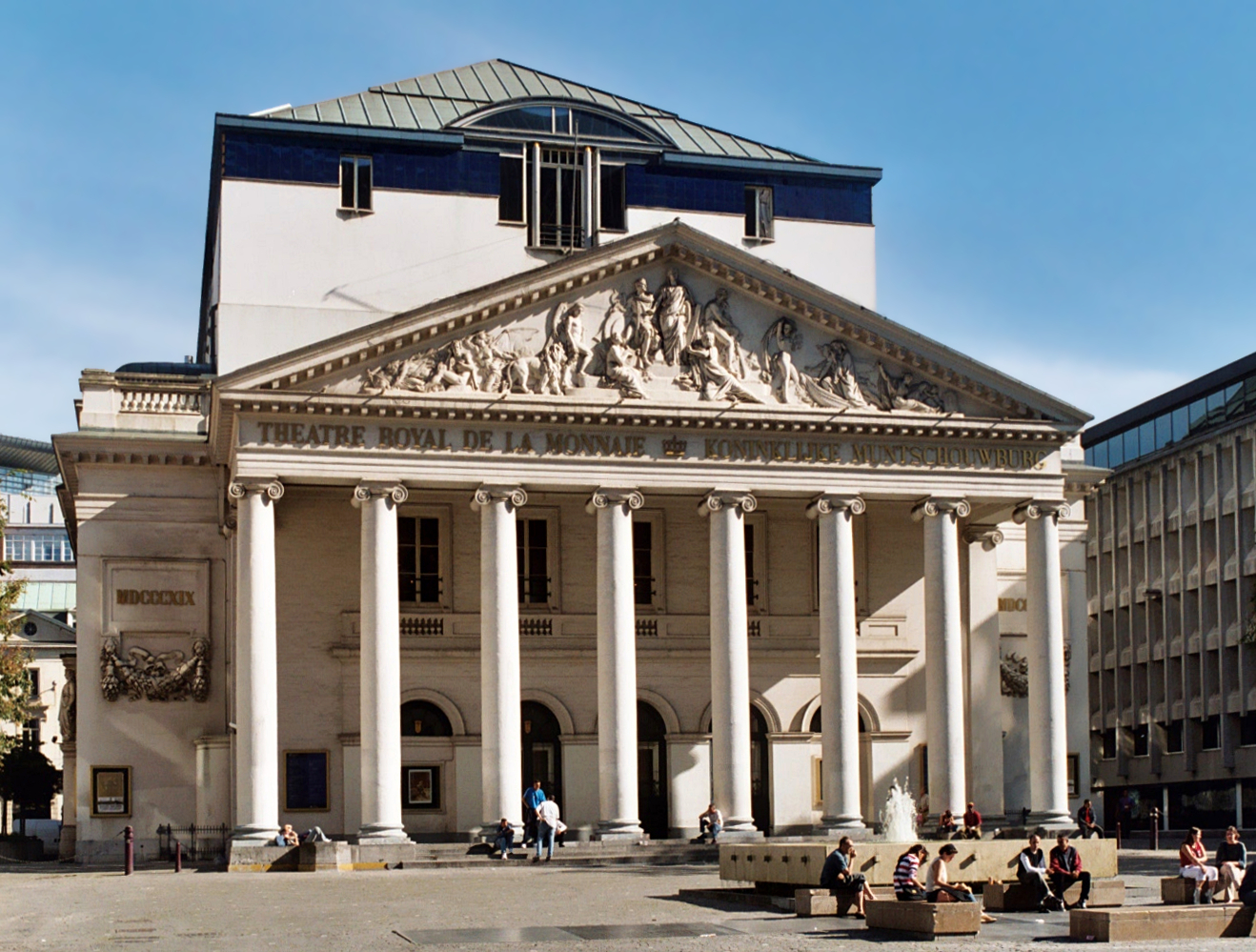
Le théâtre royal de la Monnaie.

Outre ses nombreux monuments anciens et modernes — qui font l'objet d'une rubrique spéciale — Bruxelles offre des centres d'intérêts innombrables. La ville est un centre culturel important avec un opéra multi séculaire, une trentaine de théâtres, de nombreux cinémas et complexes multi-salles, des studios de prises de vues et de sonorisation, ainsi que les onze chaînes belges de télévision des deux langues représentées par des sociétés publiques et privées.
En plus des chaînes de radios publiques et de radios libres. Outre Forest National et le Palais 12 voués au rock et à la chanson moderne, le Palais des beaux-arts — créé sur une conception de 1922 qui en a fait l'ancêtre de toutes les maisons de la Culture — se révèle être, à Bruxelles, un centre polyvalent de théâtre, cinéma, musique, littérature et expositions d'art plastique. Il s'y tient chaque année le concours Reine Élisabeth réputé dans le monde entier et consacré, d'année en année, tour à tour au violon, au piano, au chant et à la composition pour orchestre.
En plus existent divers autres centres culturels (voir la liste), de grands musées comme les musées royaux d'art et d'histoire avec des sections consacrées à de nombreux pays, le Musée royal de l'Armée et d'histoire militaire avec ses armures, ses armements de plusieurs époques et son grand hall de l'aviation où sont suspendus de nombreux appareils militaires civils dont une Caravelle, l'Auto world qui présente toute l'histoire de l'automobile à travers des centaines de véhicules. Le Musée royal des Beaux-arts (musées d'art ancien et moderne), dont le musée Magritte inauguré en 2009, qui voisinent le musée des instruments de musique, réputé un des plus beaux au monde, le muséum des sciences naturelles avec son exceptionnelle collection de dinosaures et de baleines.
De nombreux autres musées, petits et grands, sont encore consacrés aux sujets les plus divers (folklore, costumes, dentelles, etc.). On citera encore le Musée des chemins de fer Train World et ses locomotives et wagons depuis les origines.
- Wolubilis
- Ancienne Belgique
- Théâtre royal de Toone (marionnettes folkloriques)
- Théâtre le Peruchet (marionnettes)
- Le Botanique
- Le Cirque Royal
- Forest National (8 400 places)
- Palais 12 (18 000 places)
- Studio 4 (salle de concert dans l'ancienne maison de la radio devenue centre multi media)

#### Salles de cinéma
- Avenue (multi salles)
- Acropole (multi salles)
- Vendôme
- Galeries
- Aventure
- Salles UGC Toison d'Or (multi salles)
- Salles UGC de Brouckère (multi salles)
- New Stockel
- Kinepolis (multi salles)
- Le Flagey
- Le White
- Musée du cinéma

#### Salles disparues
- Capitole
- Arenberg
- Aventure
- L'Étoile
- Crosly Nord
- Crosly Léopold III
- Twins
- Cameo
- Scala
- Colisée
- Cineac Nord
- L'Aiglon
- Le Chaplin
- Le Styx
- Orly Midi
- Studio Vox Midi
- Actor's Studio

### Cinéma, télévision
Une activité cinématographique soutenue de nature documentaire caractérise le cinéma belge depuis ses débuts, principalement à Bruxelles. On parle à ce sujet de « l'école documentaire belge ». La ville abrite des studios de prises de vues et de montage. Elle est aussi le siège de la radio-télévision publique belge de langue française, la RTBF avec trois chaînes, de la radio-télévision publique belge de la langue néerlandaise VRT avec trois chaînes, des deux chaînes régionales BX1 et TV Brussel, de la chaîne cryptée Be TV et des chaînes privées TVI et VTM qui offrent également trois chaînes chacune. Comme toute la Belgique, l'ensemble des 19 communes de la ville est câblé et permet de recevoir, outre les chaînes belges, plusieurs dizaines de chaînes de l'Europe et du monde.
La Cinémathèque royale de Belgique fondée en 1938, possède des collections très importantes.
Au fil du temps, l'activité cinématographique et télévisuelle s'est développée jusqu'à englober le secteur du cinéma d'animation et de fiction qui ont adopté les techniques numériques au début du XXIe siècle. Plusieurs coproductions internationales sont tournées en Belgique auxquelles les studios bruxellois indépendants apportent leur savoir-faire. L'école de cinéma INSAS (en néerlandais R.I.T.C.S.) contribue à offrir à la production audio-visuelle belge et internationale des techniciens qualifiés dans toutes les spécialités. Depuis 2014, existe un cours de comédie musicale dénommé « Broadway » en référence à la capitale de ce genre, d'abord théâtral, puis cinématographique qui a supplanté l'opérette.

### Musées

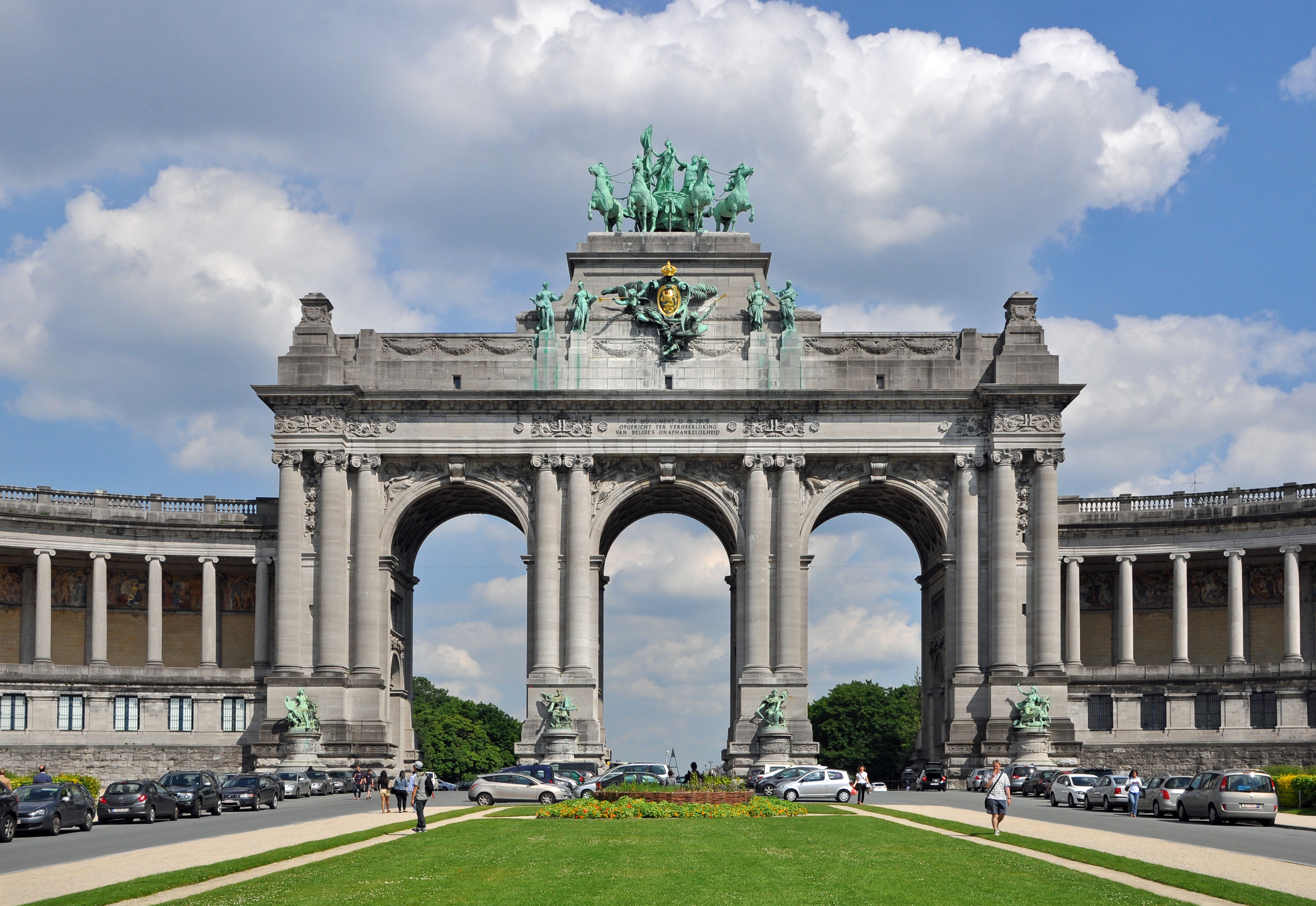
Les arcades et musées royaux du Cinquantenaire.

Plusieurs musées sont situés à Bruxelles, tels que le musée Magritte, le musée du jouet, le CINEMATEK (anciennement connu comme musée du cinéma), la maison Horta, le centre belge de la bande dessinée, les archives et musée de la vie flamande, les Musée & Jardins van Buuren, le musée Charlier, les musées royaux du Cinquantenaire, les musées royaux des Beaux-Arts de Belgique, le musée BELvue ou encore le CLA (collection de livre d'artiste).

### Lieux touristiques et monuments

La Grand-Place de Bruxelles.

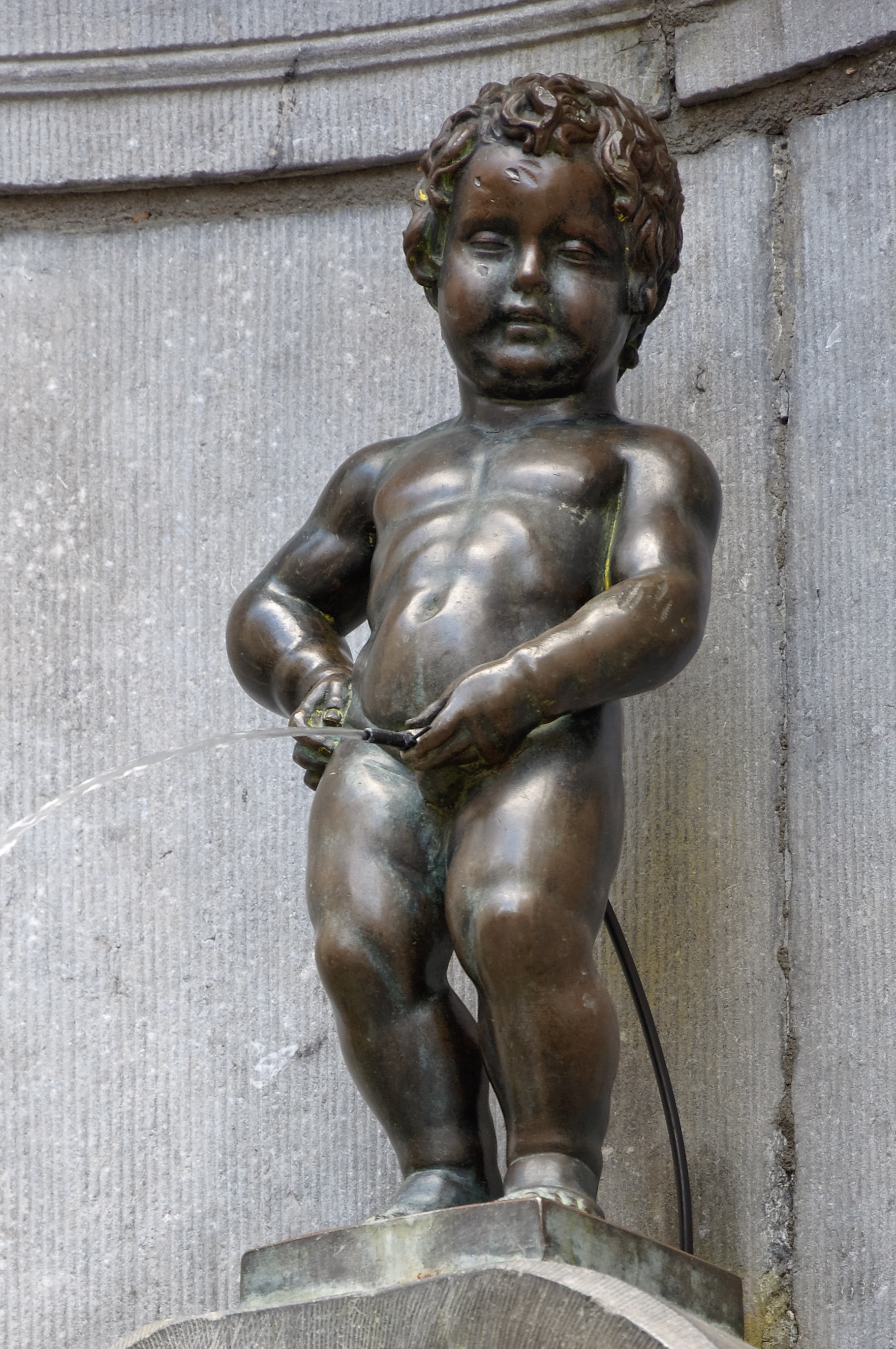
Le célèbre Manneken-pis.

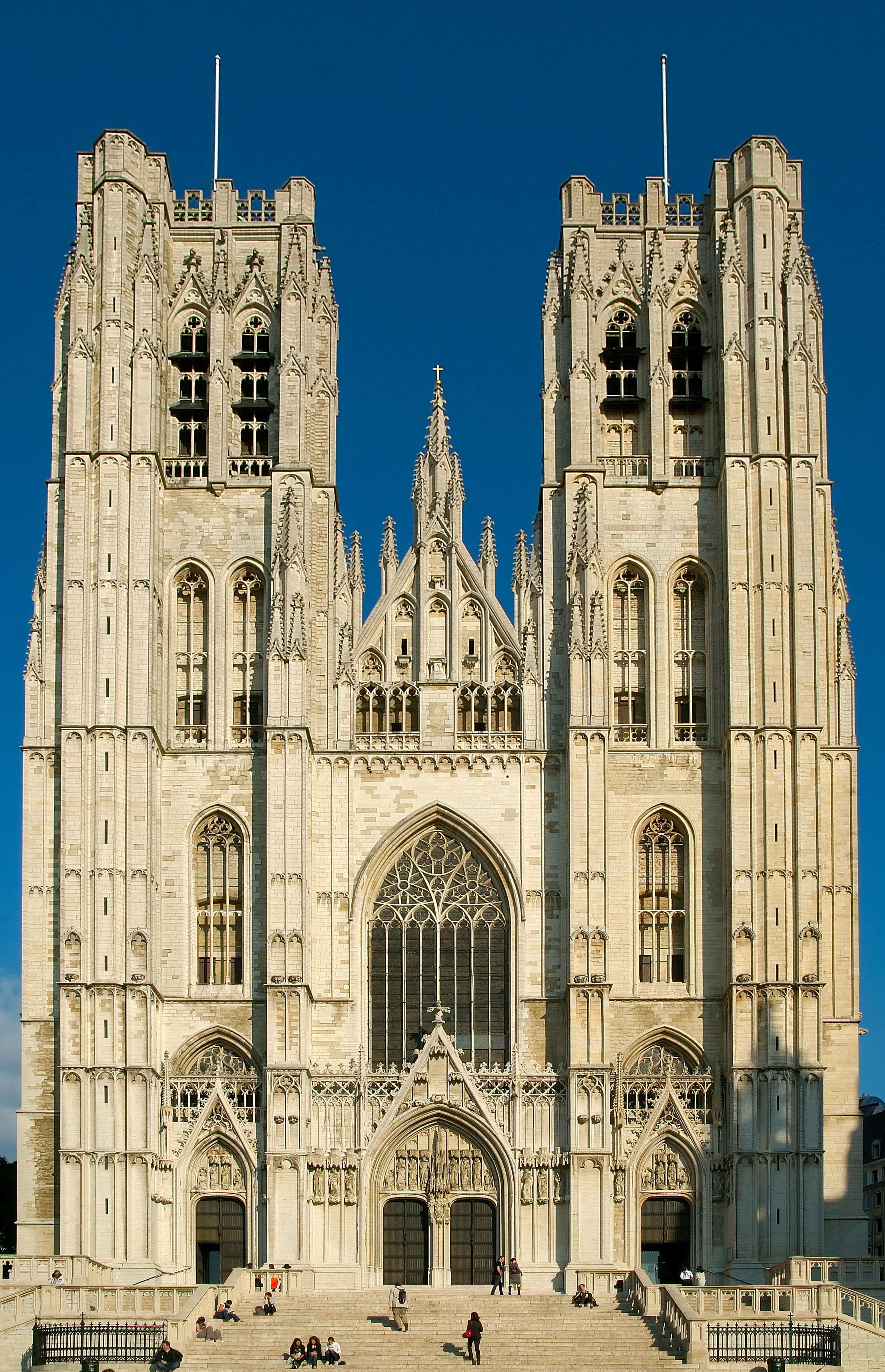
Cathédrale Saints-Michel-et-Gudule vue de nuit.

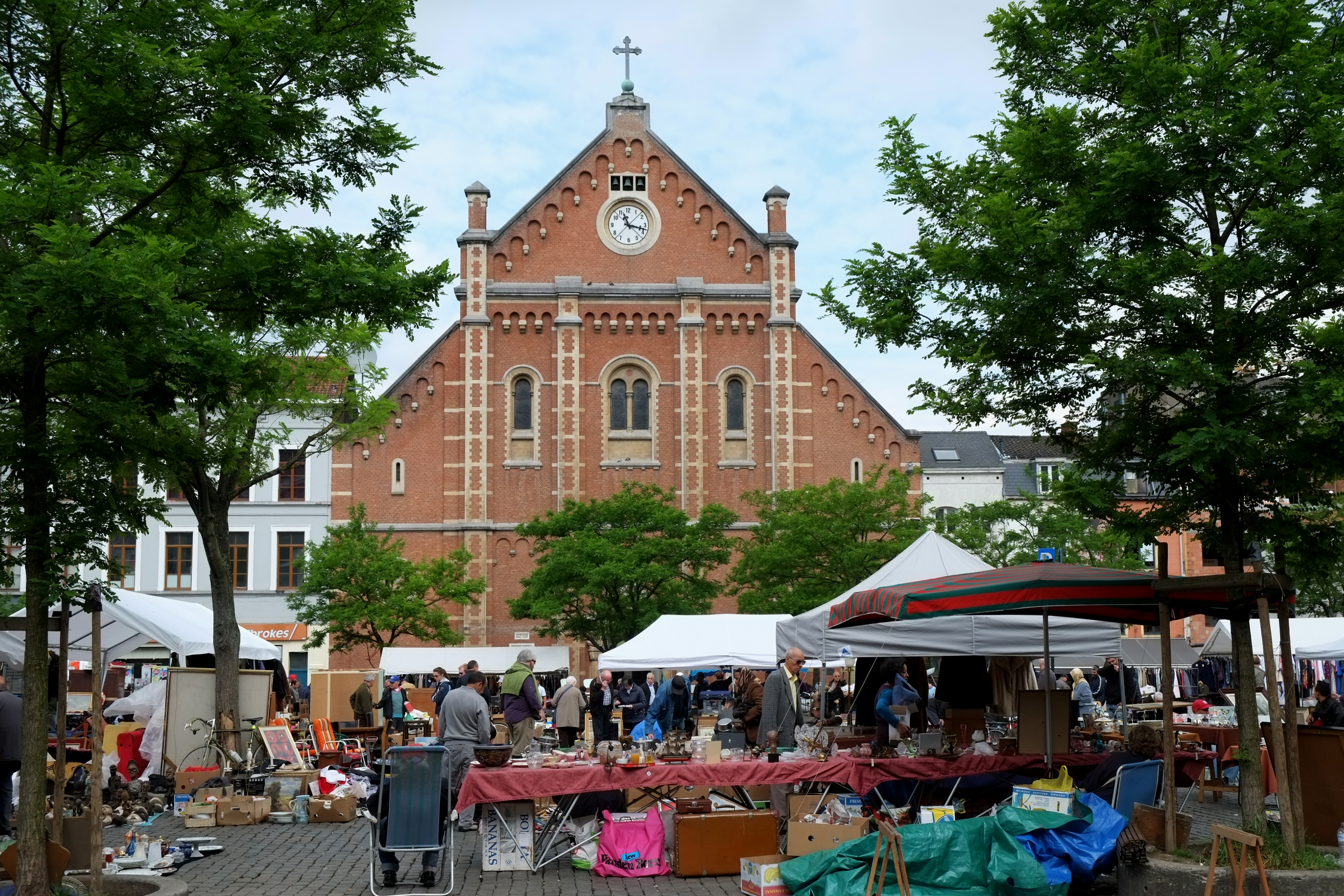
Marché aux puces place du Jeu de Balle dans le quartier des Marolles.

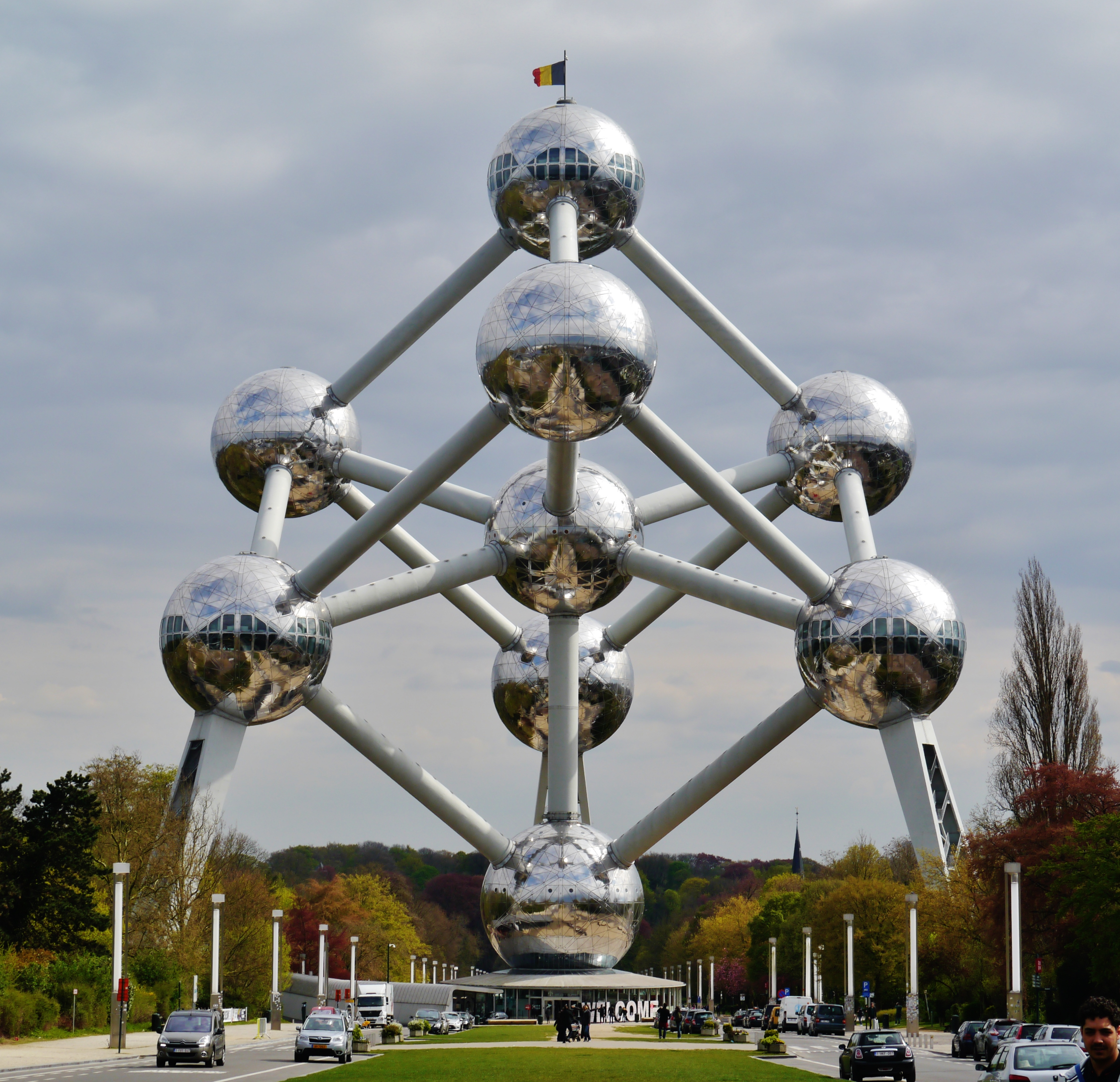
L'Atomium, un monument célèbre de Bruxelles.

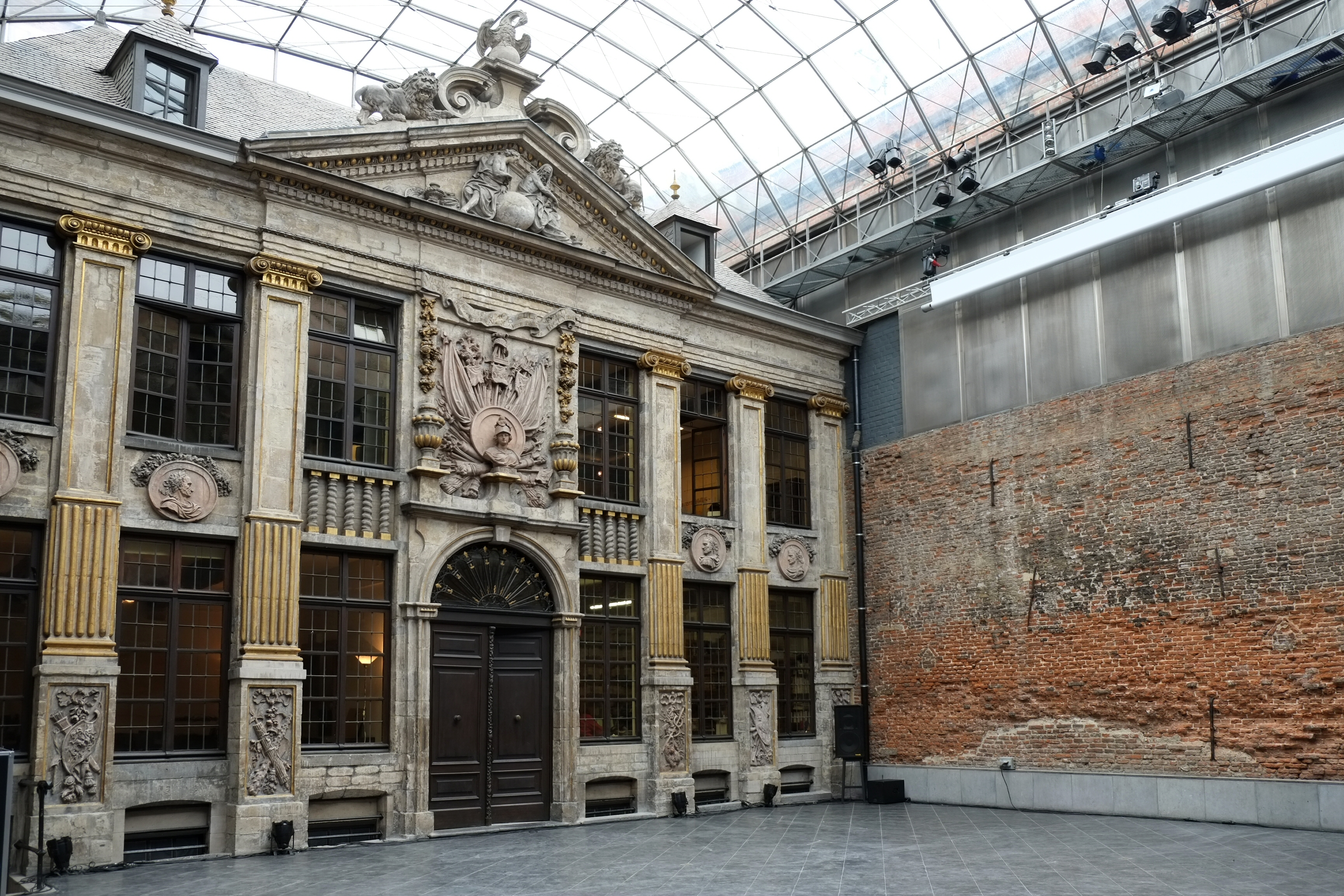
Maison de la Bellone.

- La Grand-Place, l'hôtel de ville et les maisons des corporations,
- L'Îlot Sacré, quartier protégé au nord de la Grand-Place,
- Le Manneken-pis et Jeanneke-Pis, son homologue féminine, moins visitée,
- Le parc de Bruxelles, appelé parfois parc Royal, entre le Parlement et le Palais royal qui se visite durant la saison touristique.
- La place Royale, à proximité du Palais royal.
- Le palais royal en style classique des XVIIIe et XIXe siècles (dont la restauration s'achève en 1903) avec ses salles somptueuses qui se visitent gratuitement pendant la saison touristique.
- Le quartier du centre-ville : de la place Rogier à la Bourse et à la place Anneessens avec les bouquinistes ; la rue Neuve, une des artères les plus achalandées d'Europe avec ses commerces de luxe, grands magasins et la galerie City 2,
- L'avenue Louise, l'avenue de la Toison d'Or et la porte de Namur : cinémas, commerces de luxe et le pittoresque quartier congolais de Matongé,
- Le monumental Palais de justice, le plus grand du monde, de style éclectique inspiré de l'antique et le panorama du centre-ville depuis la place Poelaert,
- Le quartier des Marolles et son marché aux puces, sur la place du Jeu de Balle. Le quartier est dominé par le bâtiment imposant du Palais de justice auquel il est relié par un ascenseur panoramique moderne,
- Les Galeries royales Saint-Hubert, les plus anciennes galeries marchandes couvertes d'Europe qui abritent des commerces de luxe et une célèbre librairie,
- La Galerie Agora, véritable souk moderne,
- La Galerie Bortier et ses bouquinistes,
- Le Passage du Nord,
- Le plateau du Heysel, où ont eu lieu les expositions universelles de 1935 et de 1958, où se situent :
  - Les Grands Palais voués aux salons, comme le salon de l'auto,
  - L'Atomium se dresse dans la perspective des Grands Palais, représentant une molécule de fer gigantesquement agrandie et composée de neuf sphères représentant les atomes, la sphère supérieure contenant un restaurant et les autres des salles d'exposition et de réunions,
  - Dans le parc des expositions on trouve aussi le "Trade mart", complexe commercial réservé aux transactions des professionnels, surtout dans l'import export,
  - Bruparck, qui comprend :
    - Mini-Europe, parc qui expose des maquettes de monuments de toute l'Europe,
    - Un complexe cinématographique multisalles,

  - Le stade Roi Baudouin, anciennement Heysel,
  - Le planétarium et ses spectacles de la voûte céleste (géré par l'Observatoire royal de Belgique),
- Le quartier Léopold, où se situent la majorité des Institutions européennes et le parc Léopold,
- Le Sablon, quartier des antiquaires
- Le Mont des Arts avec la Bibliothèque royale de Belgique et le Palais des congrès,
- Le Palais des beaux-arts, le Bozar, conçu en 1923, construit en style "Art déco" par le grand architecte Victor Horta et inauguré en 1929 comme l'ancêtre de toutes les maisons de la culture avec ses salles d'exposition, son théâtre, le musée du cinéma et la grande salle à l'acoustique exceptionnelle dans laquelle se donne, chaque année, le Concours Reine Élisabeth de Belgique avec ses compétitions internationales réunissant, tour à tour, les grands solistes du violon et du piano, les virtuoses du chant classique et de la direction d'orchestre.
- La place des Martyrs,
- Le quartier Sainte-Catherine et son marché,
- L'église Sainte-Catherine,
- La basilique du Sacré-Cœur à Koekelberg, une des plus vastes églises du monde, avec le panorama à 360 ° que l'on découvre depuis le dôme,
- L'église du Béguinage,
- L'église des Minimes,
- La cathédrale Saints-Michel-et-Gudule,
- L'église Notre-Dame du Finistère,
- L'église Notre-Dame de Bon Secours,
- L'église des Riches Claires,
- L'église Notre-Dame du Sablon,
- L'église de la Chapelle où se trouve le tombeau du peintre Pierre Brueghel l'ancien,
- L'église Saint-Guidon, elle est située sur la commune d'Anderlecht
- L'église Saint-Joseph,
- La porte de Hal, ancienne tour fortifiée du Moyen Âge et son musée,
- La Maison de la Bellone,
- Le musée des beaux-arts avec ses collections de peinture et de sculpture anciennes et contemporaines parmi lesquelles les œuvres du peintre surréaliste bruxellois Paul Delvaux.
  - Le musée Fin-de-Siècle
  - Le musée Magritte exclusivement consacré au grand peintre surréaliste bruxellois.
- Le musée des instruments de musique (MIM), le plus riche des musées d'instruments de musique,
- Le palais des Académies en style néo classique (qui ne se visite pas)
- Les maisons « Art nouveau » (square Ambiorix, avenue Palmerston, avenue Louis Bertrand…),
- Le parc du Cinquantenaire, où se situent
  - La grande mosquée de Bruxelles,
  - Autoworld, musée de l'automobile,
  - Les musées royaux d'art et d'histoire,
  - Le musée royal de l'armée et de l'histoire militaire surnommé par les connaisseurs américains The biggest gun museum in the world.
- Le Muséum des sciences naturelles de Belgique avec sa collection de dinosaures dont un troupeau d'iguanodons unique au monde,
- Le parc de Laeken, domaine de 160 hectares regroupant :
  - Le château de Laeken du XVIIIe siècle, demeure des souverains belges,
  - Les serres royales ouvertes une fois par an en mai,
  - La tour japonaise, musée d'Extrême-Orient,
  - Le pavillon chinois, musée d'Extrême-Orient,
- Statue de l'Europe Unité dans la paix : œuvre monumentale, dédiée à l'Europe, commandée par la Commission européenne au sculpteur français Bernard Romain et placée au cœur du quartier européen (square Van Maerlant) à Etterbeek[129].
- Le manneken peace, peu visitée, est une statue pour la Paix où l'on voit un enfant en tenue de soldat.

## Musique classique
- L'Orchestre national de Belgique est en résidence au Palais des beaux-arts de Bruxelles.
- Le Brussels Philharmonic est en résidence à la Maison de la Radio du Flagey.
- Au Palais des beaux-arts se tient annuellement le Concours musical international Reine-Élisabeth recherché par les musicologues et les artistes de haut niveau du monde entier, est consacré, d'une année à l'autre, successivement au violon, au piano, au chant classique et depuis 2017 le violoncelle et à la composition musicale dont est issue l'œuvre imposée. Le jury international du concours a compté, parmi les jurés, d'anciens lauréats, comme David Oïstrakh et Marcel Poot.
- Musiq'3 Festival est un festival de musique classique qui a lieu sur la place Flagey fin mai/début juin

### Évènements culturels et folkloriques

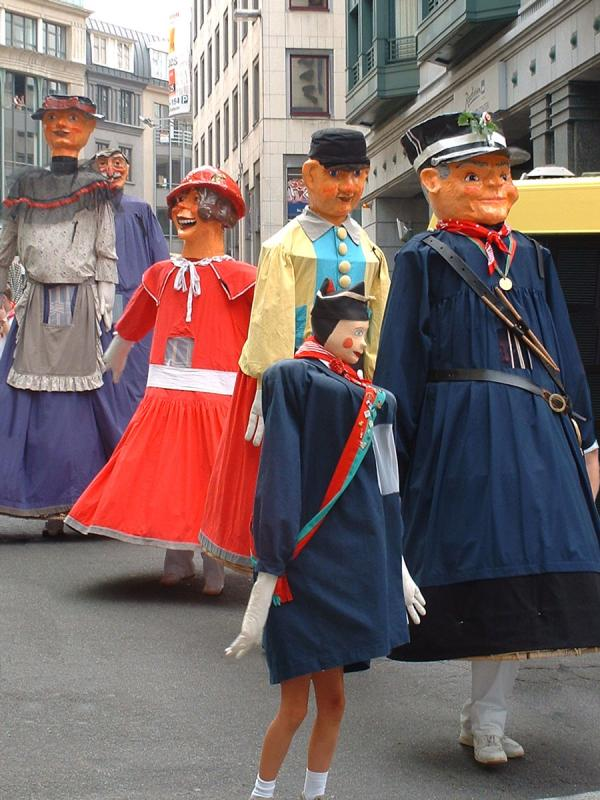
Géants du Meyboom à Bruxelles.

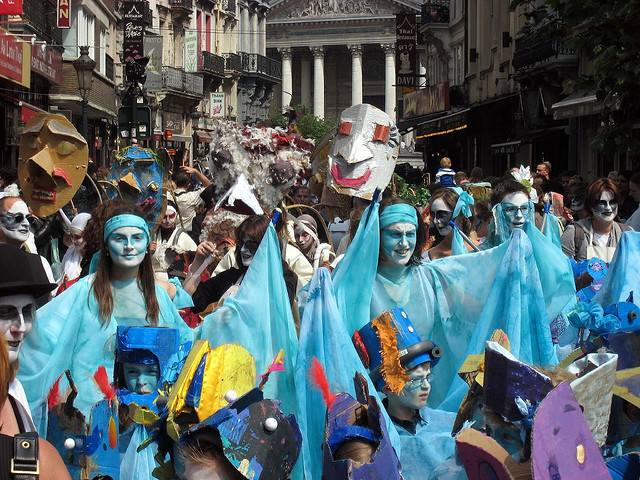
Zinneke Parade de Bruxelles.

Se tiennent régulièrement les évènements suivants dont certains figurent à l'inventaire du patrimoine culturel immatériel de la Région de Bruxelles-Capitale :
- La Fête de l'iris, fête de la Région Bruxelles-Capitale, chaque année au printemps[130] ;
- La plantation du Meyboom le 9 août, la plus ancienne tradition folklorique de Bruxelles célébrant l'arbre de mai, en réalité, mauvaise traduction du néerlandais, arbre de joie ;
- L'Ommegang, cortège folklorique rejouant depuis 1930 l'Ommegang qui eut lieu en 1549 lors de la présentation de Philippe II par Charles Quint à Bruxelles ;
- La Zinneke Parade, cortège déguisé à travers la ville ayant lieu tous les 2 ans depuis l'an 2000 ;
- Brussels summer festival (anciennement Eu'ritmix), festival de musiques d'horizons variés ;
- Le KunstenFESTIVALdesArts, festival d'art contemporain international ;
- Festival Couleur Café, festival de musiques du monde et urbaines ;
- Balloon's Day Parade, cortège de gigantesques ballons organisé en 2009 à l'occasion de l'année touristique Brussels 2009 BD comics strip ;
- La Saint-Verhaegen, cortège folklorique étudiant à l'occasion de l'anniversaire de la fondation de l'ULB ;
- Les grandes productions internationales de Forest National et du Palais 12, chanteurs, groupes rock, tournées de spectacles ;
- Festival du film scientifique de Bruxelles ;
- Festival international du film fantastique de Bruxelles ou « BIFFF » lors des vacances de Pâques ;
- Festival pink screens[131] (Festival qui a lieu en novembre au cinéma Nova proposant film, expo et soiré Queer/LGBTI+) ;
- Fête de la BD.
- Le festival de musique FCKNYE ayant lieu depuis 2010 au nouvel an[132],[133].

### Cafés célèbres de Bruxelles
- À La Bécasse, rue de Tabora 11, café-restaurant dans un cadre authentique datant de la fin du XIXe siècle.
- À la Mort Subite, rue Montagne-aux-Herbes Potagères 7, café classé typiquement bruxellois qui à l'origine brassait la bière du même nom.
- Le Cirio, rue de la Bourse 18-20, décor en style Art nouveau fin XIXe (1909), classé.
- L'Espérance, rue du Finistère 1-3, décor de style Art déco (1930) de Léon Govaerts.
- Le Falstaff, rue Henri Maus 17-23, réalisé entre 1903 et 1916 en style Art nouveau, enseigne Art déco (vers 1930). L'établissement ferme ses portes le 4 mai 2016[134] avant de rouvrir en décembre 2017.
- La Fleur en papier doré, rue des Alexiens 55, décoration éclectique d'œuvres d'artistes surréalistes et point de ralliement de ceux-ci.
- Le Greenwich, rue des Chartreux 5-7, date de 1916, jadis fréquenté par les joueurs d'échecs, dont René Magritte[135].
- La Porte noire, dans les caves d'un bâtiment multi-centenaire.
- Moeder Lambic, rue de Savoie 68, à Saint-Gilles, plus de 350 ans d'existence depuis son site original, au bois de la Cambre, sur le chemin de Waterloo. Les pèlerins anglais de la bataille y faisaient un relais assoiffé, dont Lord Byron et Walter Scott. Au XXe siècle, certains Français venus à Bruxelles en avaient fait une référence pittoresque et délicieuse avec la « Lambic », bière typiquement et exclusivement bruxelloise que sirotèrent Sacha Guitry, Alfred Jarry et Gilbert Bécaud (entre autres)[réf. nécessaire].
- Le Roy d'Espagne, Grand-Place. Le bâtiment, construit en 1697 fut à l'origine la maison de la corporation des Boulangers. Comme le rappelle le panneau signalétique, il doit son nom au buste de Charles II qui orne la façade au 2e étage. Dégradé durant la Révolution française, la maison a été remise en état d'origine en 1902 sous l'impulsion du bourgmestre Charles Buls. Après avoir été un café et une quincaillerie, dont il reste la galerie au premier étage, elle a retrouvé sa vocation de café en 1954. La restauration de la façade a été réalisée par la ville en 2014[136].
- Au vieux spijtigen duivel, chaussée d'Alsemberg 621, à Uccle, établi depuis plusieurs siècles, en fait l'un des plus vieux cafés bruxellois[137].

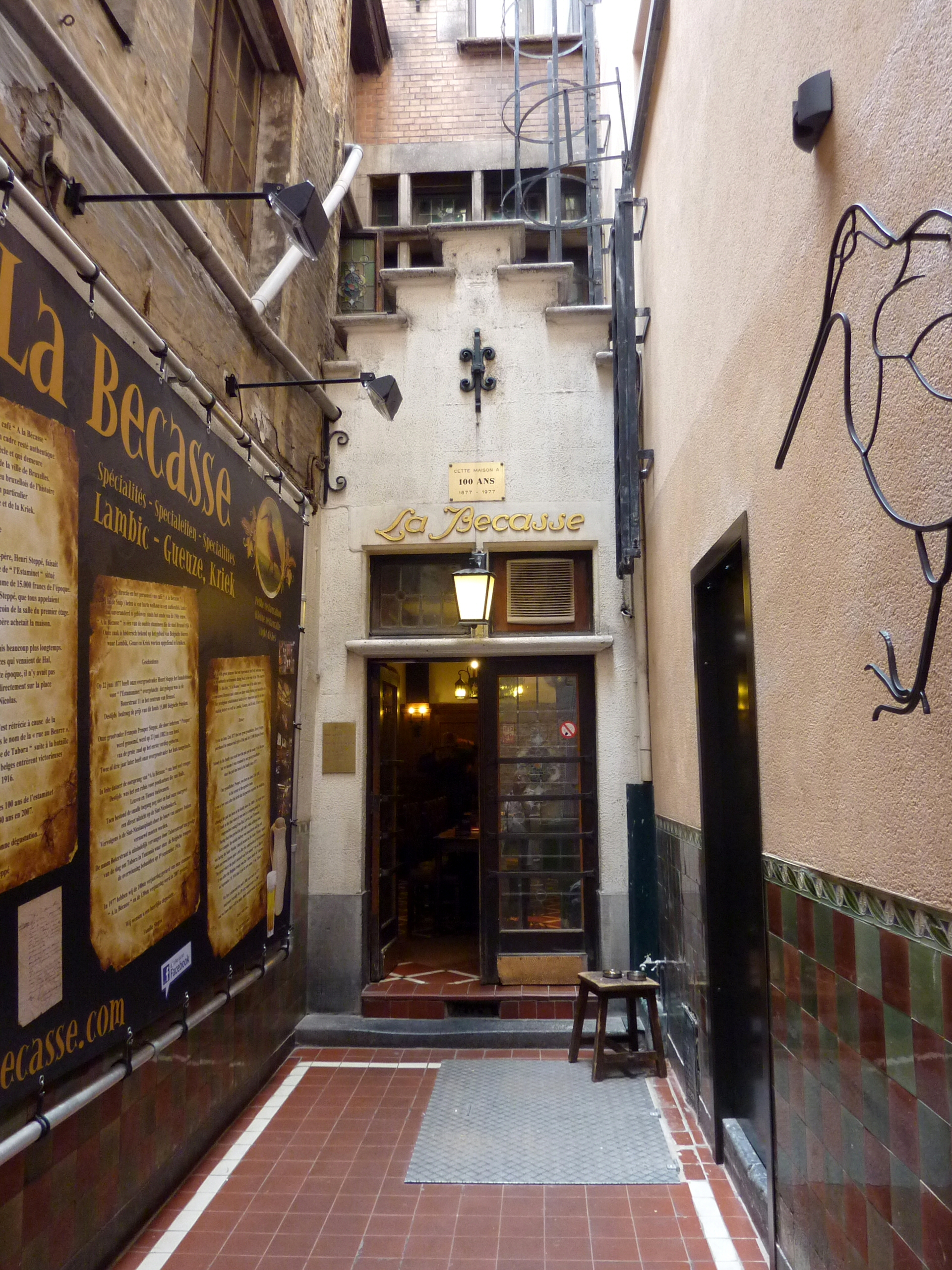
Entrée du café-restaurant À La Bécasse.
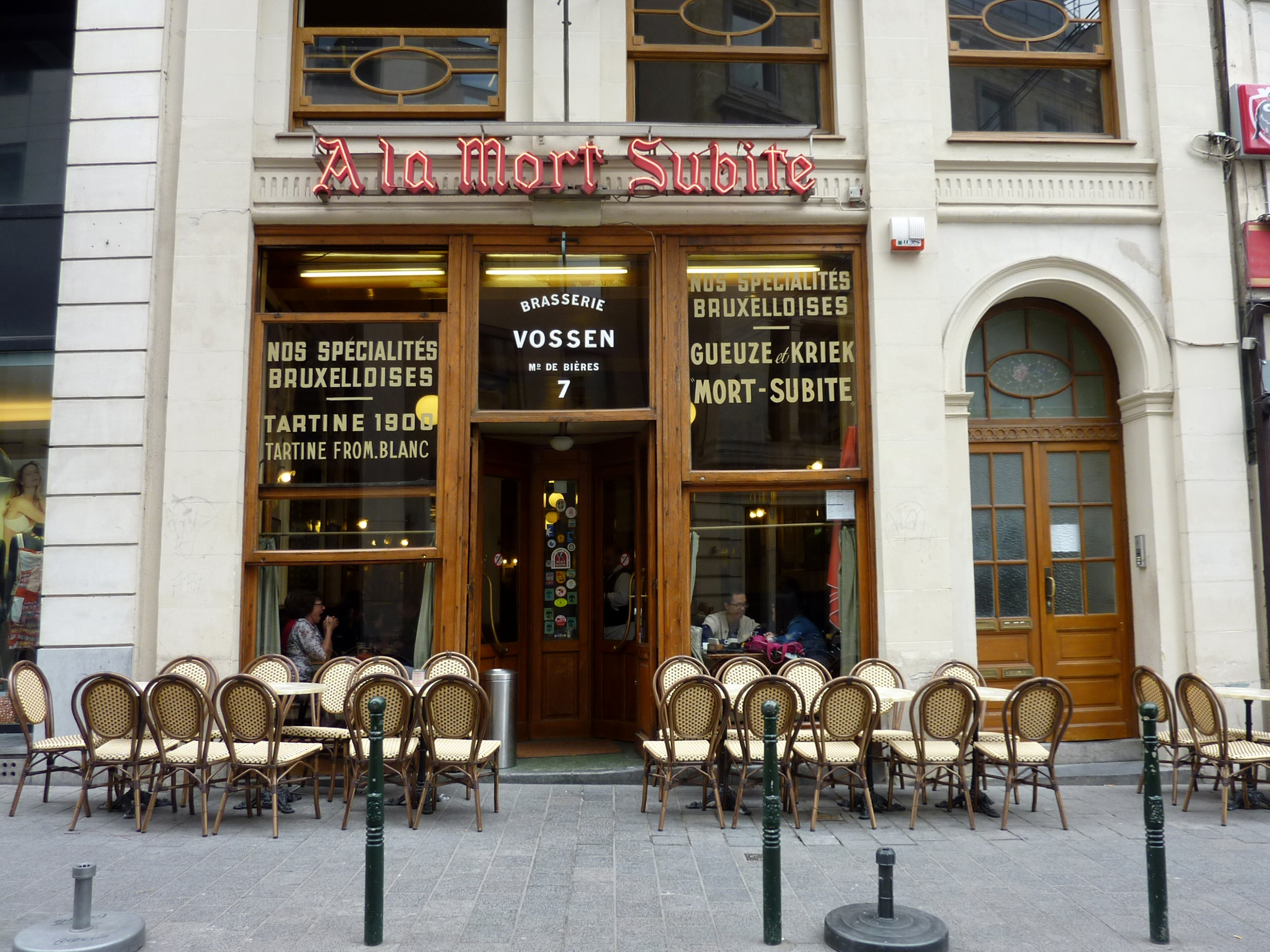
Café-bar À la Mort Subite.
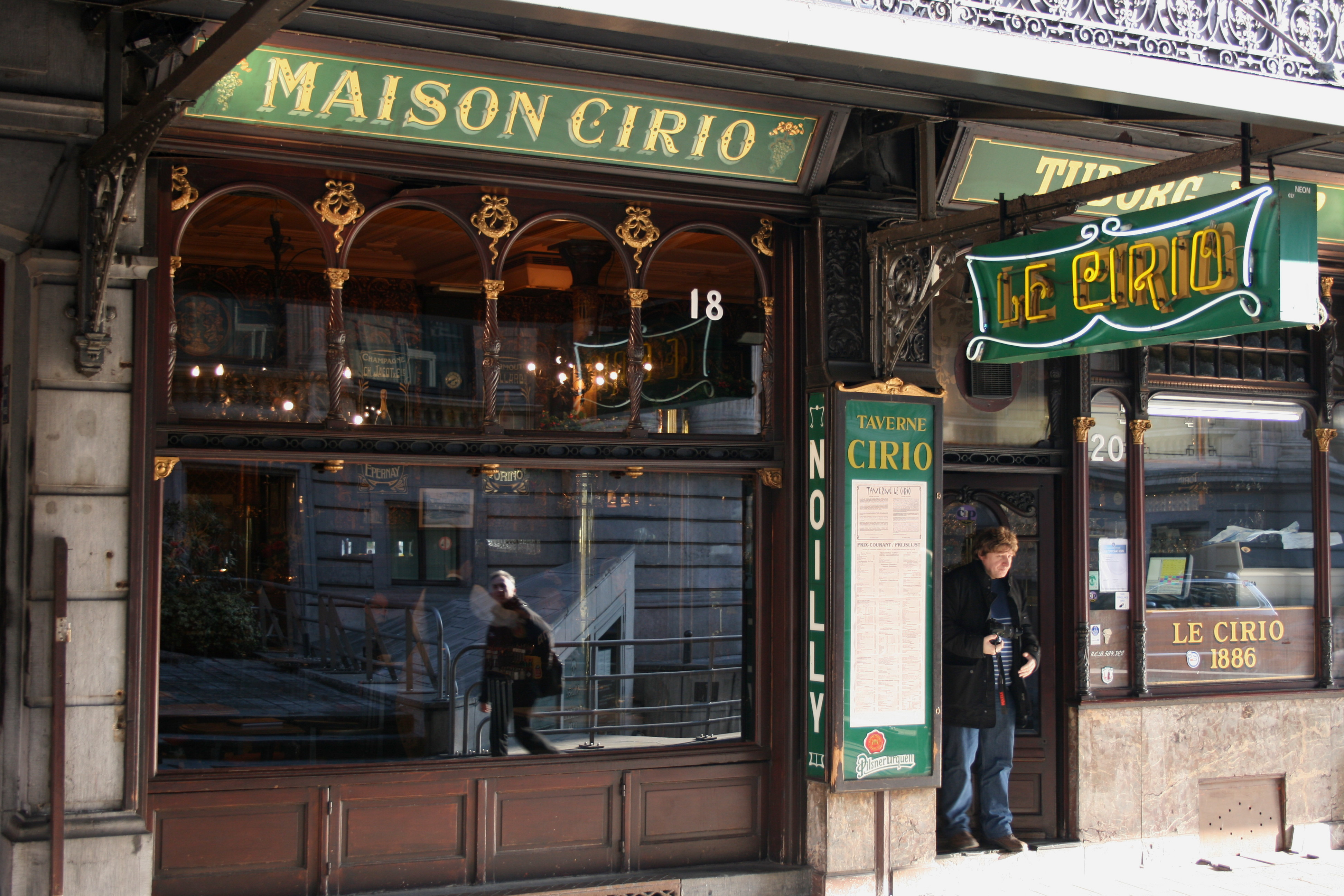
Le Cirio.
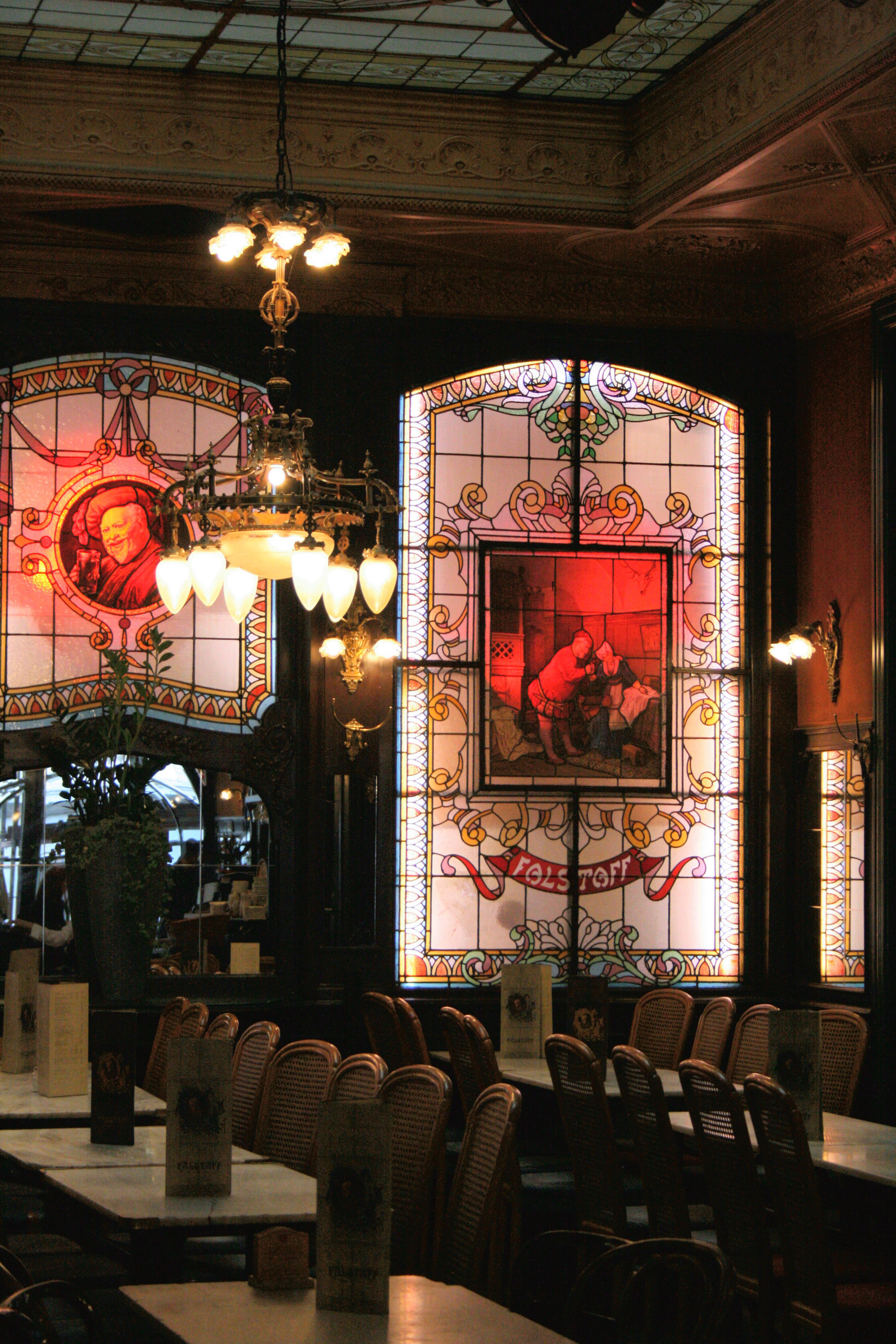
Le Falstaff, arrière-salle ornée de vitraux.
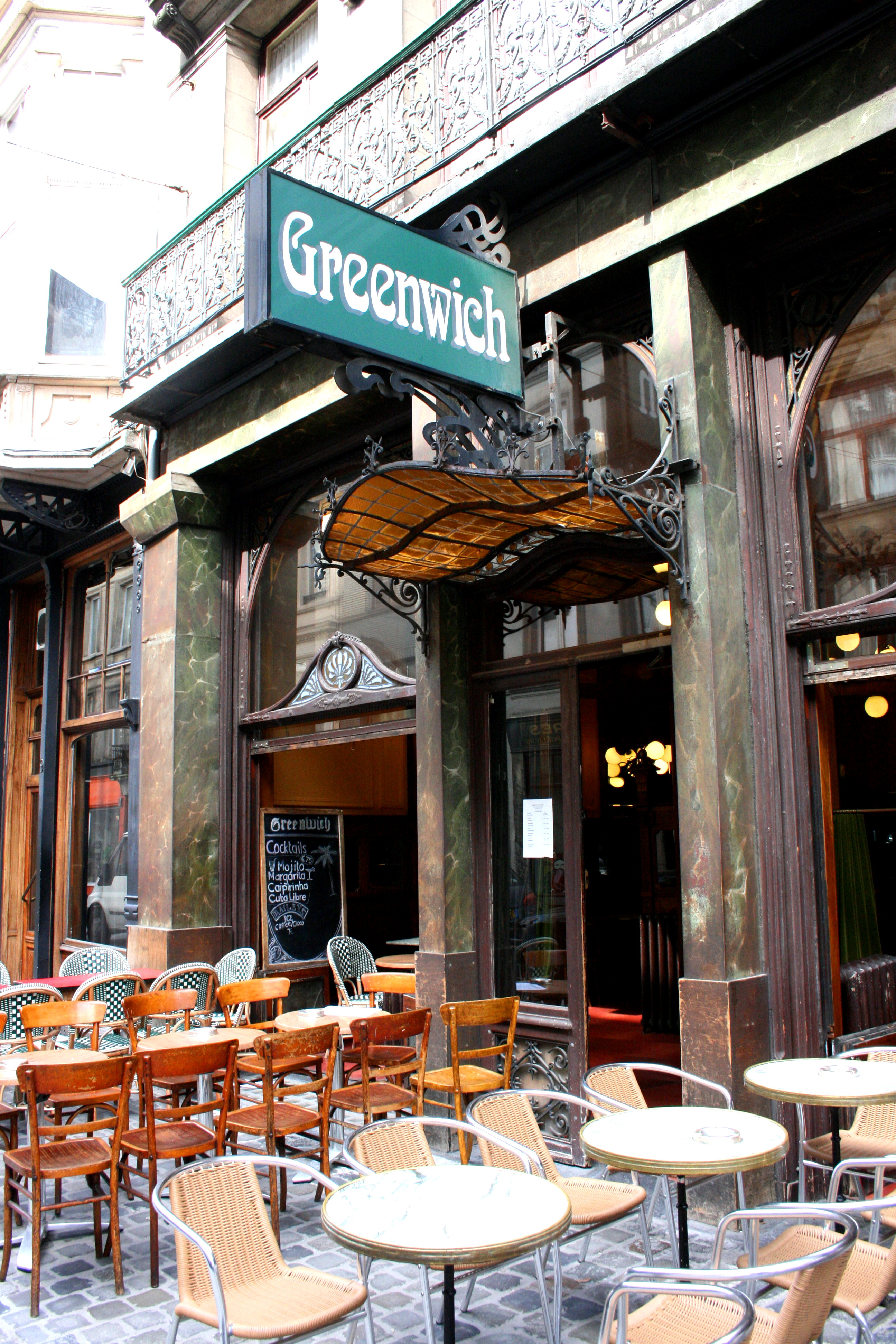
Le Greenwich.
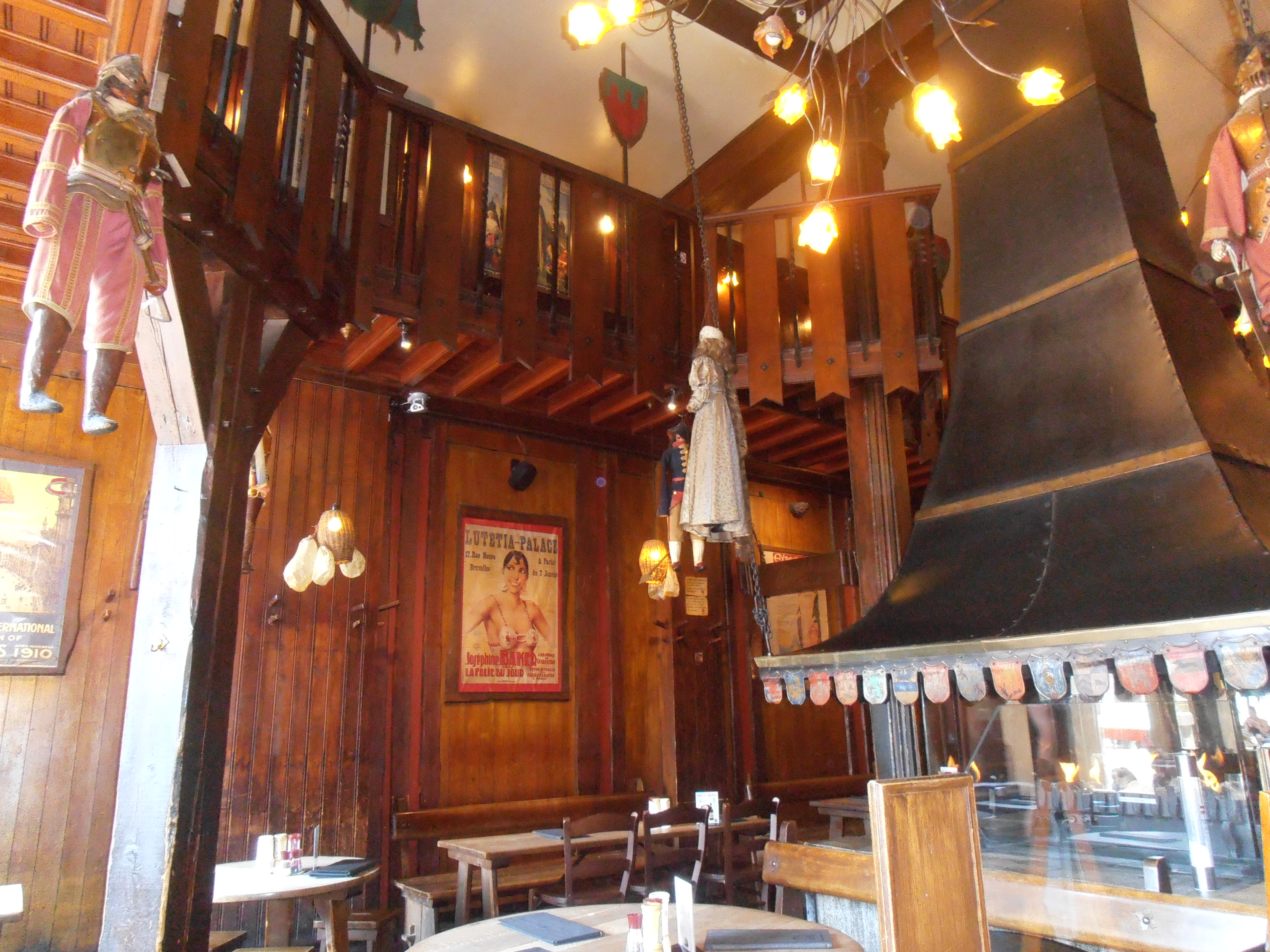
Le Roy d'Espagne.

### Hôtels célèbres à Bruxelles

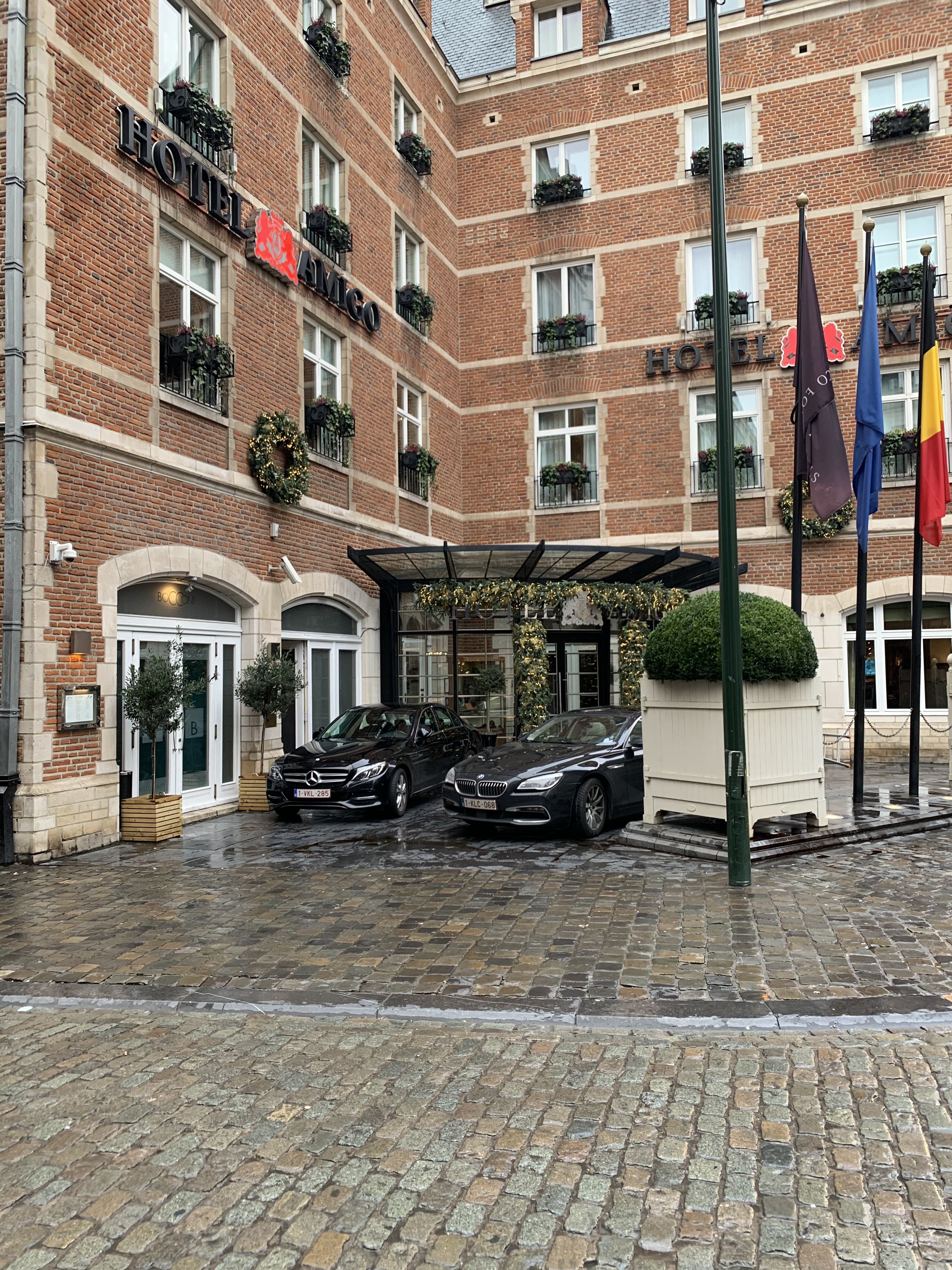
L'Hôtel Amigo de Bruxelles.

- Hôtel Amigo, rue de l'Amigo 1-3, hôtel cinq étoiles situé en plein cœur historique de la ville, à deux pas de la Grand-Place. À cet emplacement de la rue, derrière l'Hôtel de Ville, était située à partir de 1522 la prison communale (« Vrunte » en thiois, langue de l'époque). Durant toute son existence, cette prison a accueilli de nombreux détenus célèbres (Francisco de Enzinas, François Anneessens, Eugène-François Vidocq, Paul Verlaine, Karl Marx, etc.). Elle sera démolie entre 1930 et 1935 en même temps que toutes les maisons de la rue qui seront expropriées. En 1958, l'Hôtel Amigo sera construit à cet endroit par la famille Blaton, d'après une idée de l'architecte Raymond le Graive, pour accueillir les personnalités et les nombreux visiteurs du monde entier à l'occasion de l'Expo 58[138].
- Hôtel Métropole, place de Brouckère 31, hôtel cinq étoiles situé dans le centre historique de Bruxelles. En 1911, le premier congrès Solvay se tient dans ses murs[139].
- Corinthia Grand Hôtel Astoria, rue Royale 101-103, auparavant l'hôtel Astoria, un des plus prestigieux palaces de la ville.
- Hôtel Le Plaza, boulevard Adolphe Max 118-124, le plus récent des palaces de la ville.
- The Hotel, boulevard de Waterloo 38, anciennement appelé Brussels Hilton ou Hilton Brussels, un des premiers hôtels internationaux de la ville[140],[141].

### Romans se déroulant à Bruxelles
- Nathalie Stalmans, Finis terrae : Sous les pavés, l'enfer, Bruxelles, Terre de Brume, 2014 (ISBN 2843625300)Ce roman se déroule au XVIIe siècle dans la maison no 39-43 de la rue Neuve, maison aujourd'hui classée.
Finis Terrae a été nommé pour le prix des lycéens 2017.
- Nathalie Stalmans, Le Vent du boulet, Genèse édition, 2018Roman sur le XVIIIe siècle à Bruxelles. La maison no 39-43 de la rue Neuve sert à nouveau de cadre à ce roman. Il s'agit de la suite du précédent, même si les deux romans peuvent se lire indépendamment.
- Éric-Emmanuel Schmitt, Les Deux Messieurs de Bruxelles, Albin Michel, 2012Situe son histoire qui commence dans les années 1950 et finit en 2010 entre le quartier populaire des Marolles et le quartier bourgeois d'Ixelles.
- Éric-Emmanuel Schmitt, Les Perroquets de la place d'Arezzo, Albin Michel, 2013Roman situé à la place Guy d'Arezzo d'Uccle.
- Jacqueline Harpman (réed. Espace Nord, 2012), Le Bonheur dans le crime, Stock, 1993Roman situé à la Maison Delune, sise Avenue Franklin Roosevelt.
- Muriel Monton, L'antiquaire des Marolles, 2015Roman policier se déroulant dans le quartier des Marolles, quartier du centre.
- Benoît Vandevelde, L'Amigo et Bruxelles 1522-2022 d'une prison à un hôtel mythique, Renaissance du LivreRenaissance du Livre, 2022Retrace toute l'histoire de cette ancienne prison communale créée par la ville de Bruxelles en 1522, démolie en 1930 et qui devient un hôtel 5 étoiles en 1958 pour l'Exposition Universelle de Bruxelles.